# Storie di Giasone e Medea
(Carlo Cesare Malvasia a proposito delle Storie di Giasone e Medea, Felsina Pittrice - 1678)

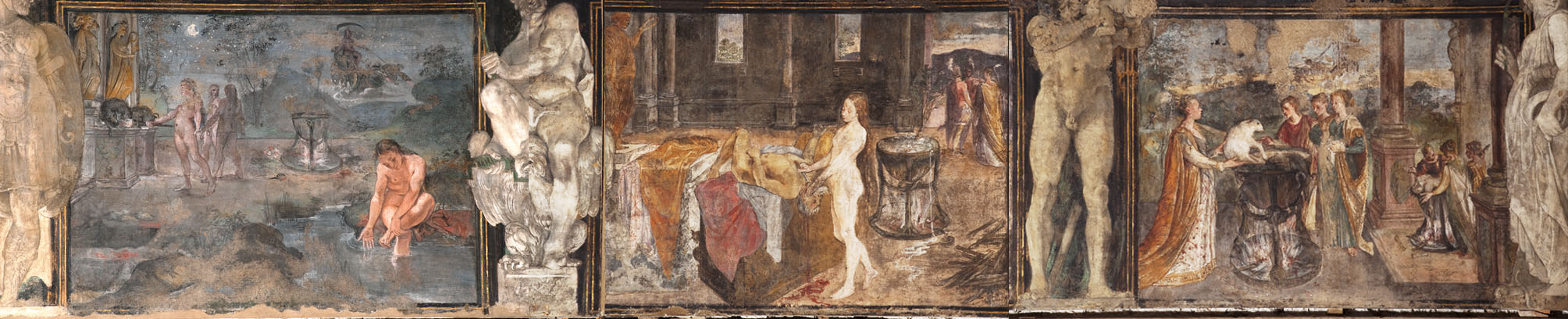
Una sezione del fregio di Giasone e Medea

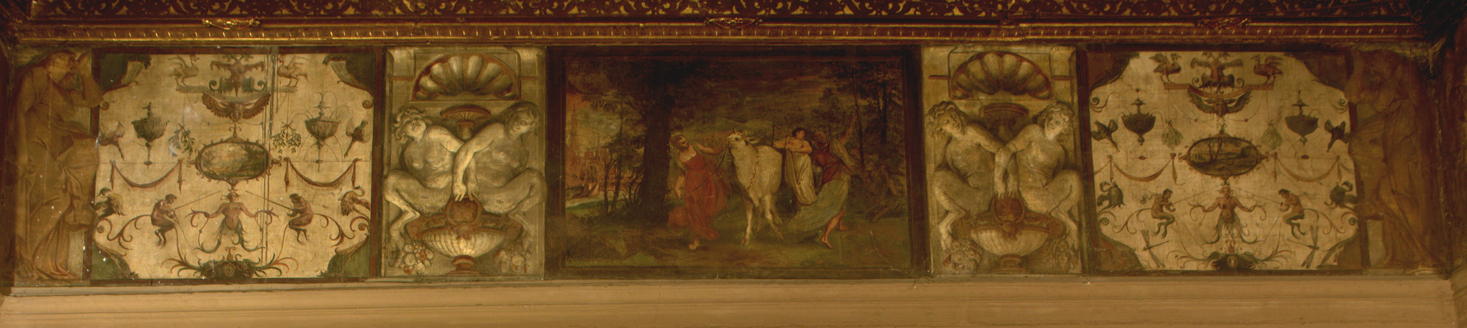
Una parete del camerino di Giove ed Europa, fregio affrescato dai Carracci a Palazzo Fava contemporaneamente a quello di Giasone e Medea

Le Storie di Giasone e Medea sono il tema di un fregio affrescato da Annibale, Agostino e Ludovico Carracci in un ambiente di Palazzo Fava a Bologna, portato a compimento nel 1584.

## Storia

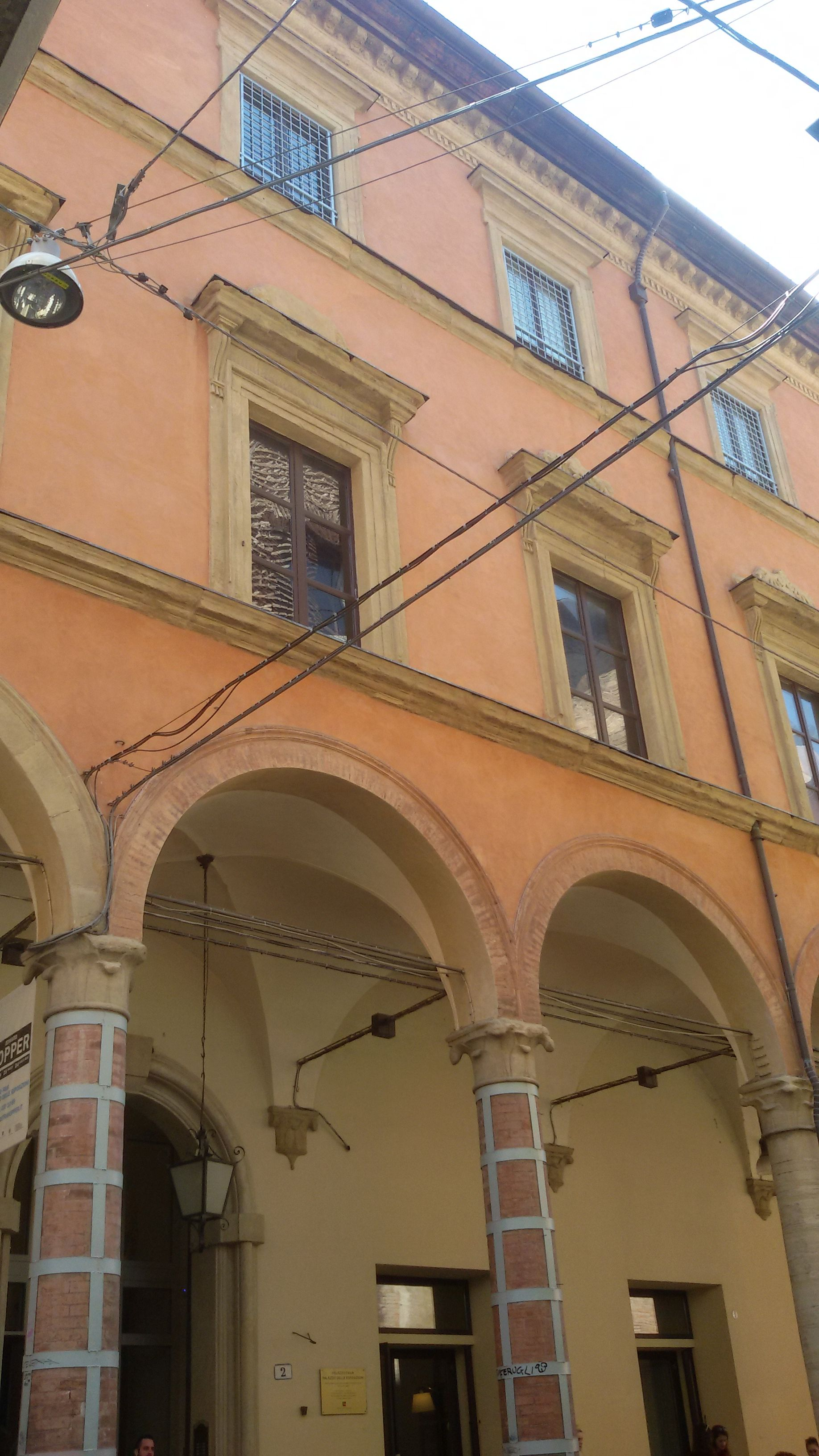
Facciata di Palazzo Fava

I Fava erano una ricca famiglia della borghesia intellettuale bolognese, la cui fortuna era legata al successo nelle professioni ed in particolare all'esercizio e all'insegnamento dell'arte medica. Ascesi al rango nobiliare fecero edificare uno dei più bei palazzi del centro della città, consono al loro nuovo status, destinato al conte Filippo Fava e alla sua fresca sposa Ginevra Orsi (rampolla di una delle famiglie più potenti di Bologna).
La decorazione di parte del palazzo fu affidata - tra il 1582 e il 1583 - ai giovani pittori Ludovico, Agostino ed Annibale Carracci, da pochissimo affacciatisi sulla scena artistica bolognese. Si tratta della prima rilevante commissione da loro ottenuta, nonché della prima volta in cui i Carracci si cimentano con la tecnica dell'affresco in cui negli anni a venire avrebbero, tutti e tre, eccelso.
Secondo il racconto del Malvasia, a procacciare l'occasione ai tre sarebbe stato il padre di Annibale ed Agostino, Antonio Carracci, che prestava servizio per il conte Filippo in qualità di sarto. Saputo che il Fava era alla ricerca di pittori che decorassero la nuova dimora, Antonio si fece avanti perorando i suoi figli e suo nipote Ludovico. Sempre secondo Malvasia i Carracci, pur di ottenere questa importante commessa - che ne avrebbe consolidato la carriera appena avviata - si offrirono di eseguire gli affreschi per un compenso molto basso.
L'incarico così ottenuto riguardava due ambienti del palazzo: una sala piuttosto grande, ove venne dipinto il fregio con le storie degli Argonauti, e un piccolo camerino, ove fu realizzato un altro fregio, naturalmente molto meno esteso del primo, con le storie di Giove ed Europa. I due lavori ebbero probabilmente avvio contemporaneamente: quelli del camerino furono portati a compimento diverso tempo prima della conclusione del grande fregio di Giasone e Medea.
In Palazzo Fava vi è anche un terzo fregio dei Carracci, raffigurante le storie di Enea, istoriato con episodi tratti dall'Eneide. La critica attuale, tuttavia, ritiene, in termini pressoché concordi, che questo terzo intervento nella dimora dei Fava sia di qualche anno più tardo della prima commissione per i fregi di Giasone e Medea e di Giove ed Europa.

## Il fregio

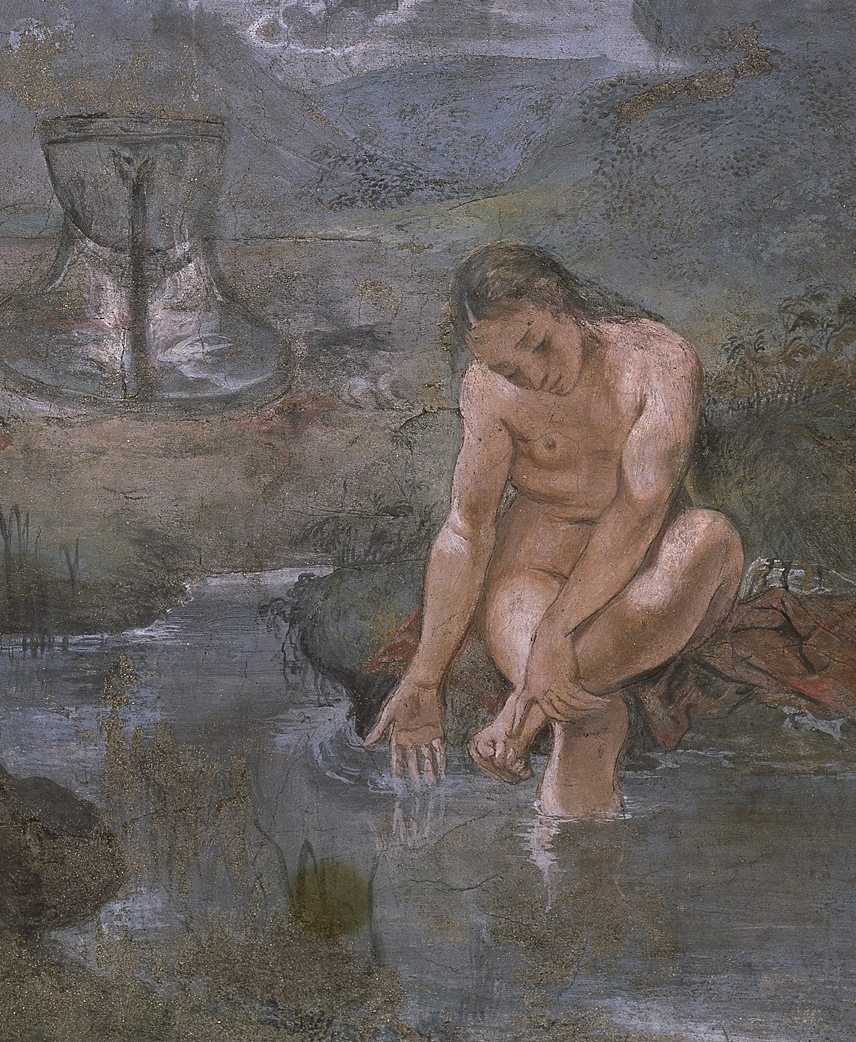
Incantesimi di Medea, dettaglio

A Palazzo Fava i Carracci affrontarono per la prima volta nel loro percorso artistico la realizzazione di una decorazione a fregio. Si tratta di un sistema decorativo, tipico delle dimore gentilizie, assai in voga a Bologna, ove tuttora ne restano molteplici testimonianze. Molti dei migliori artisti bolognesi delle generazioni antecedenti ai Carracci si dedicarono a questo tipo di decorazione: tra essi spiccano i nomi di Nicolò dell'Abate, vero e proprio specialista del genere, e di Pellegrino Tibaldi.
Il sistema a fregio consiste nella realizzazione di una banda affrescata collocata immediatamente al di sotto del soffitto di una stanza ed estesa, senza soluzione di continuità, lungo tutto il perimetro dell'ambiente (cioè su tutti e quattro i muri). Questa fascia è poi ripartita in riquadri, cioè gli spazi destinati ad ospitare il tema della decorazione, intervallati da elementi decorativi (detti anche termini) che separano un riquadro dall'altro. 
Data questa struttura, il fregio è particolarmente adatto a raffigurare una narrazione, cioè una storia i cui vari momenti sono distribuiti, secondo l'ordine del racconto, nei riquadri divisi dai termini. I temi prescelti erano generalmente fatti storici (le vicende di Alessandro Magno, ad esempio, o di eroi dell'antica Roma) oppure si trattava di temi letterari, antichi, come le storie tratte dall'Eneide o dall'Odissea, o moderni, come le vicende cavalleresche dell'Ariosto. Più rari, invece, i temi mitologici che impegnarono i Carracci a Palazzo Fava.

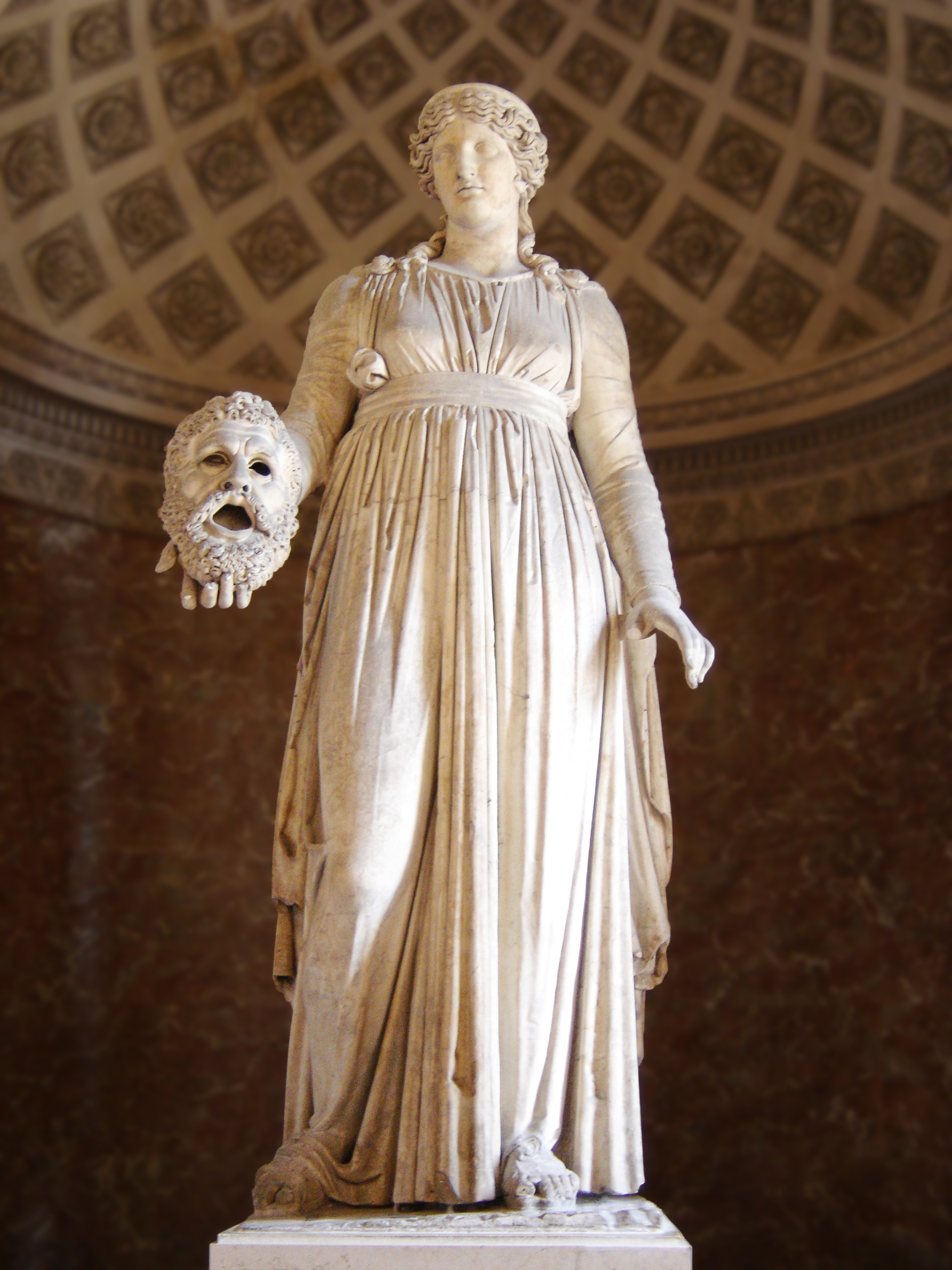
Melpomene, I secolo a.C., Parigi, Louvre

In merito alla scelta del tema del fregio con Giasone e Medea non è apparsa casuale la circostanza che lo stesso soggetto fosse già stato trattato nella decorazione di un'altra proprietà dei Fava (oggi non più esistente) da Pellegrino Tibaldi. Se ne è dedotto che per i committenti i fatti degli Argonauti avessero un particolare significato che si è ipotizzato possa essere connesso allo studio e alla pratica della medicina da parte dei Fava, scienza che con la storia delle Argonautiche ha varie tangenze allegoriche, tra le quali le arti di maga di Medea sono quelle più immediate.
Il fregio si articola in diciotto riquadri narrativi ove vengono raccontate le storie della conquista del vello d'oro, intervallate da ventidue deità in monocromo che svolgono la funzione di termini. La fonte iconografica dei termini è la mitografia di Vincenzo Cartari Imagini de i Dèi delli Antichi, fortunata pubblicazione cinquecentesca, più volte ristampata.
Per vari monocromi, inoltre, sono state individuate, sul piano stilistico, alcune riprese dalla statuaria tanto antica quanto contemporanea. Tali associazioni si riferiscono essenzialmente alle deità maschili raffigurate nel ciclo, mentre non altrettanto si registra per quasi tutte quelle femminili. Per queste ultime, invece, stante il ripetersi del pesante panneggio dell'abbigliamento che - ad eccezione di Venere - le ricopre, si pensa piuttosto ad una più generica ripresa da un medesimo tipo iconografico, di cui un buon esempio può essere individuato nella statua della musa Melpomene del Louvre. Come già annotava Carlo Cesare Malvasia nella Felsina Pittrice (1678), le divinità che fanno da termini sono in rapporto tematico con le scene narrative che racchiudono.
Un ulteriore, conclusivo, episodio della storia era raffigurato su un sovra-camino della sala: si trattava dell'uccisione di Creusa, la figlia del re di Corinto, Creonte, della quale Giasone si era innamorato e per la quale intendeva ripudiare Medea. Quest'ultima, per vendetta, fece dono a Creusa di un vestito stregato che una volta indossato rilasciò del veleno (o secondo altra versione prese fuoco), uccidendo la principessa corinzia. L'affresco che decorava il camino è andato perduto.

## Le fonti

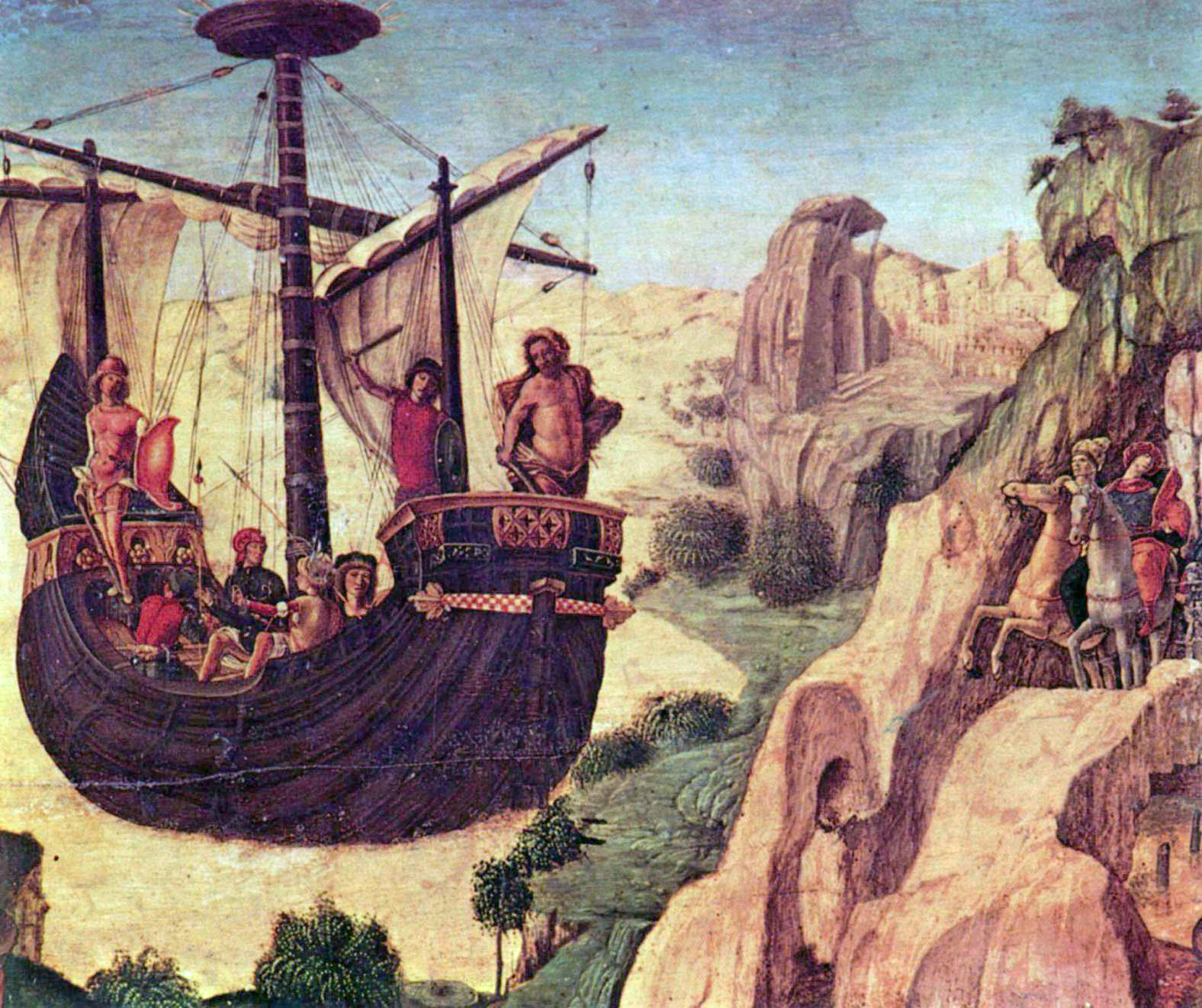
La nave Argo, frammento di un cassone nuziale di scuola ferrarese (o bolognese?), fine XV secolo, Padova, Musei civici agli Eremitani

Le fonti letterarie seguite per la realizzazione del fregio di Giasone e Medea sono molteplici. Tra esse si annoverano innanzitutto quelle classiche, come le Argonautiche di Apollonio Rodio ed alcune parti dell'opera di Ovidio (in particolare il Libro VII delle Metamorfosi). Vi è poi la IV Ode Pitica di Pindaro e forse, per la perduta scena del camino, la tragedia di Euripide dedicata a Medea.
Assai probabile poi è che, oltre che a testi classici, per la definizione del programma degli affreschi, ci si sia rifatti anche a compendi mitografici assai in voga nel Cinquecento. Tra questi sembra certo l'utilizzo, nel salone dei Fava, della Mythologiae, Sive Explicationis Fabularum Libri Decem di Natale Conti, testo stampato a Venezia nel 1568.
In alcuni casi il singolo riquadro non segue in modo preciso una sola delle specifiche fonti individuate ma è piuttosto un pastiche di alcune di esse.
Una peculiare lettura, inoltre, scorge nel fregio di Palazzo Fava una trasposizione in pittura dei dettami delle nascenti teorie del romanzo cavalleresco, tra le cui prime e più compiute redazioni si annoverano il Discorso intorno al comporre dei romanzi (pubblicato nel 1554) di Giambattista Giraldi Cinzio e I Romanzi di Giovan Battista Pigna (di pari data).
Questi trattati, redatti sulla scorta dell'enorme successo dell'Orlando furioso di Ludovico Ariosto, codificano la liceità - se non la necessità - per il romanzo moderno di superare le prescrizioni della poetica aristotelica ed entrambi citano il mito argonautico, circostanza che non è apparsa casuale in relazione al soggetto del fregio dei Carracci, come una sorta di precursore del nuovo genere letterario.
Sul piano figurativo, un precedente frequentemente suggerito come modello compositivo (ma non stilistico) di varie scene del fregio di Palazzo Fava sono le incisioni che decorano il testo di Jacques Gohory - alchimista francese dal poliedrico ingegno - Livre de la Conqueste de la Toison d'or, par le Prince Jason de Tessalie, dato alle stampe nel 1563. Le ventisei illustrazioni del libro di Gohory furono incise da René Boyvin sulla base di disegni di Léonard Thiry, artista che collaborò con Rosso Fiorentino nella Galleria di Francesco I, e sono pienamente evocative del gusto e dello stile della Scuola di Fontainebleau.

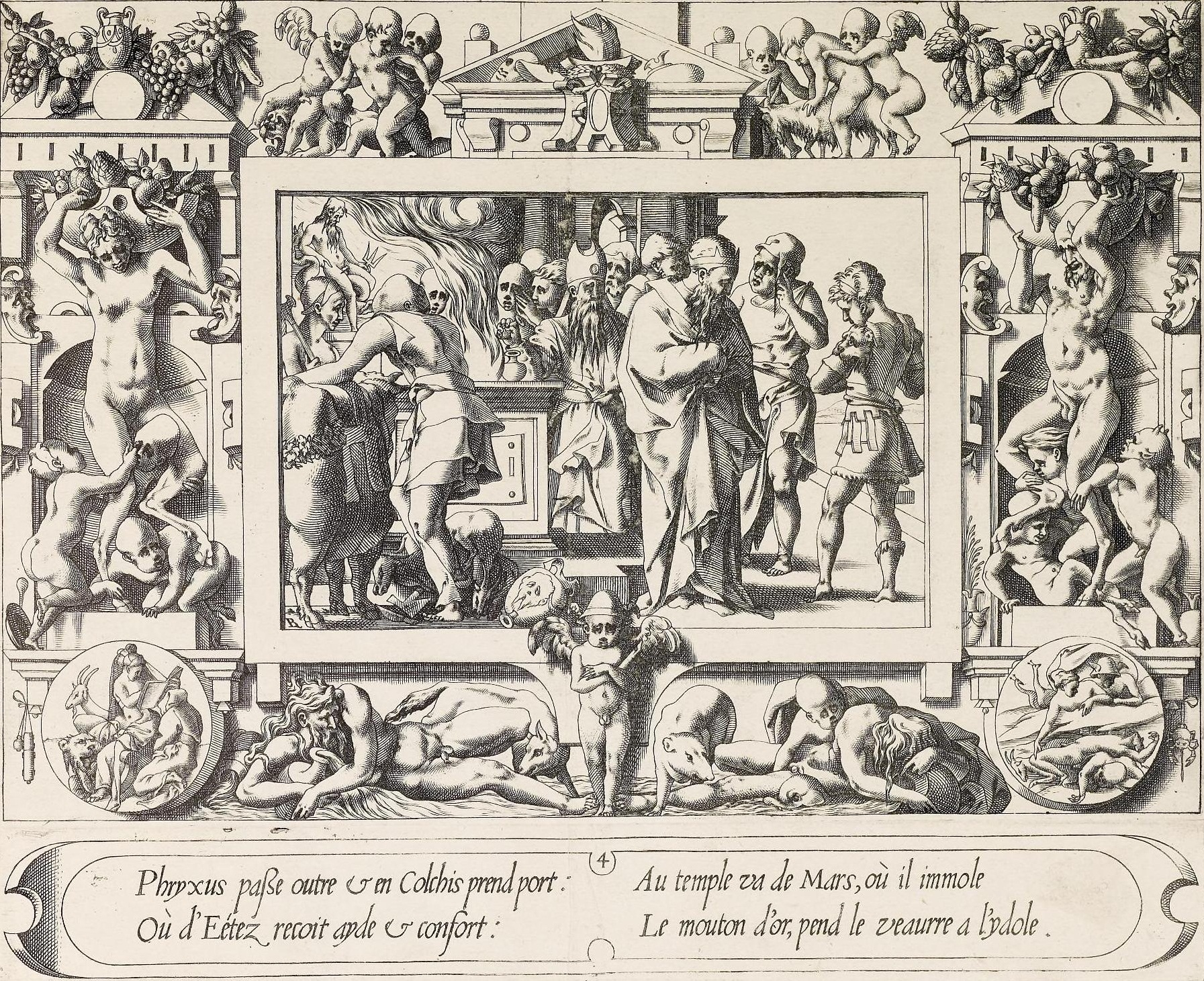
René Boyvin, Livre de la conqueste de la Toison d'Or, Sacrificio di Eeta, 1563

Anche la scelta di inquadrare le scene narrative tra le divinità classiche usate come termini potrebbe derivare dall'esempio delle stampe de la Conqueste, posto che in alcune di esse appare una soluzione compositiva molto simile.
Si è ipotizzato pure che anche alcuni cassoni nuziali, raffiguranti la storia di Giasone e Medea, possano essere stati un'ulteriore fonte figurativa dell'impresa di Palazzo Fava. Il tema, infatti, vanta vari precedenti nella decorazione di questo manufatto (tipicamente toscano, ma diffuso anche in altre regioni del Centro-Nord), forse a causa dell'individuazione in Medea di un esempio (estremo) di fedeltà coniugale. In questo senso si è proposta
una relazione tra un cassone, probabilmente di scuola ferrarese (ma secondo alcuni potrebbe essere di fattura bolognese), variamente attribuito ad Ercole de' Roberti, a Lorenzo Costa (o più verosimilmente alle rispettive botteghe) oppure a meno celebri artisti bolognesi, e il fregio dei Carracci.
Ignoto è l'ideatore dell'iconografia degli affreschi: taluni, sulla scorta già del Malvasia, ipotizzano che possa trattarsi di Agostino Carracci, uomo di buona cultura. Altri studi, tuttavia, ritengono che sia stato necessario l'intervento di più solidi uomini di lettere.
La progettazione del ciclo si ritiene invece spetti soprattutto a Ludovico, dei tre il più esperto in quel momento, ma non è da escludere un apporto ideativo degli altri Carracci.

## Le storie di Giasone e Medea
La sala di Palazzo Fava che ospita il fregio ha pianta rettangolare: cinque dei diciotto riquadri sono distribuiti su ciascuno dei muri più lunghi e quattro su quelli più corti.
Ogni muro ospita un capitolo di tutta la storia. La prima sezione è relativa ai fatti che precedono la spedizione alla conquista del vello d'oro; la seconda riguarda le avventure di viaggio degli Argonauti; la terza gli accadimenti che si svolgono in Colchide, la lontana terra ove si trova il vello; la quarta i fatti ambientati a Iolco, al ritorno in patria di Giasone, seguito da Medea.

### Il finto funerale di Giasone

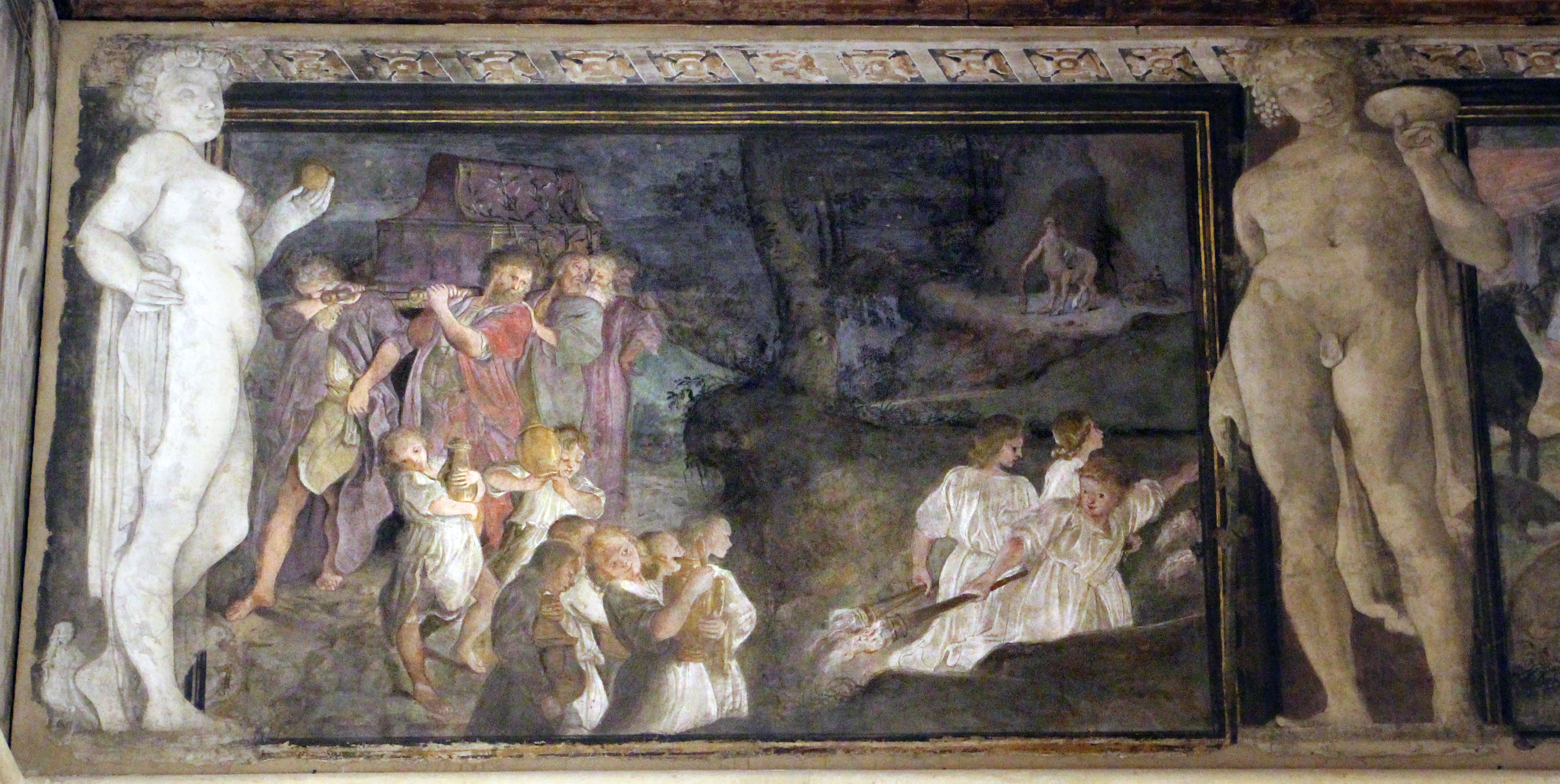
Il finto funerale di Giasone

Esone, padre di Giasone, era il re di Iolco, città della Tessaglia. Pelia, fratellastro di Esone, lo spodestò dal trono. I genitori di Giasone, per salvarlo da Pelia, che lo avrebbe ucciso per difendere il trono che aveva usurpato, fanno fuggire il ragazzo da Iolco fingendolo morto. Un finto corteo funebre porta Giasone fuori dalla città per consegnarlo al saggio centauro Chirone (lo si vede sullo sfondo, in alto a destra del riquadro), che ne curerà l'educazione.

Michelangelo, Bacco, 1497, Firenze, Museo nazionale del Bargello

L'episodio delle finte esequie di Giasone è narrato nella IV Ode Pitica di Pindaro, ma alcuni dettagli sembrano suggerire, tuttavia, che per l'affresco si sia tenuto conto soprattutto del compendio del Conti: ad esempio il dettaglio dell'arca funeraria in cui è nascosto Giasone,  che si osserva nel riquadro d'apertura del fregio, si legge in Conti ma non si trova in Pindaro, ove si parla, invece, di fasce purpuree in cui viene avvolto il piccolo principe di cui si finge la morte.
Inquadrano la scena Venere, riconoscibile dalla corona di rose e dal pomo d'oro consegnatole da Paride, e Bacco. La prima probabilmente allude al ruolo rilevante che in tutta la vicenda avrà il sentimento d'amore (in specie quello di Medea per Giasone), mentre il secondo forse incarna alcune delle virtù che saranno necessarie al principe di Iolco per portare a termine l'impresa della conquista del vello. In particolare, Bacco ha nella mano destra un'asta avvolta in foglie d'edera. Nel trattato mitografico del Cartari questo attributo è un simbolo della pazienza, dote di cui Giasone dovette far uso più volte nel periglioso viaggio per la Colchide e per il ritorno in patria.

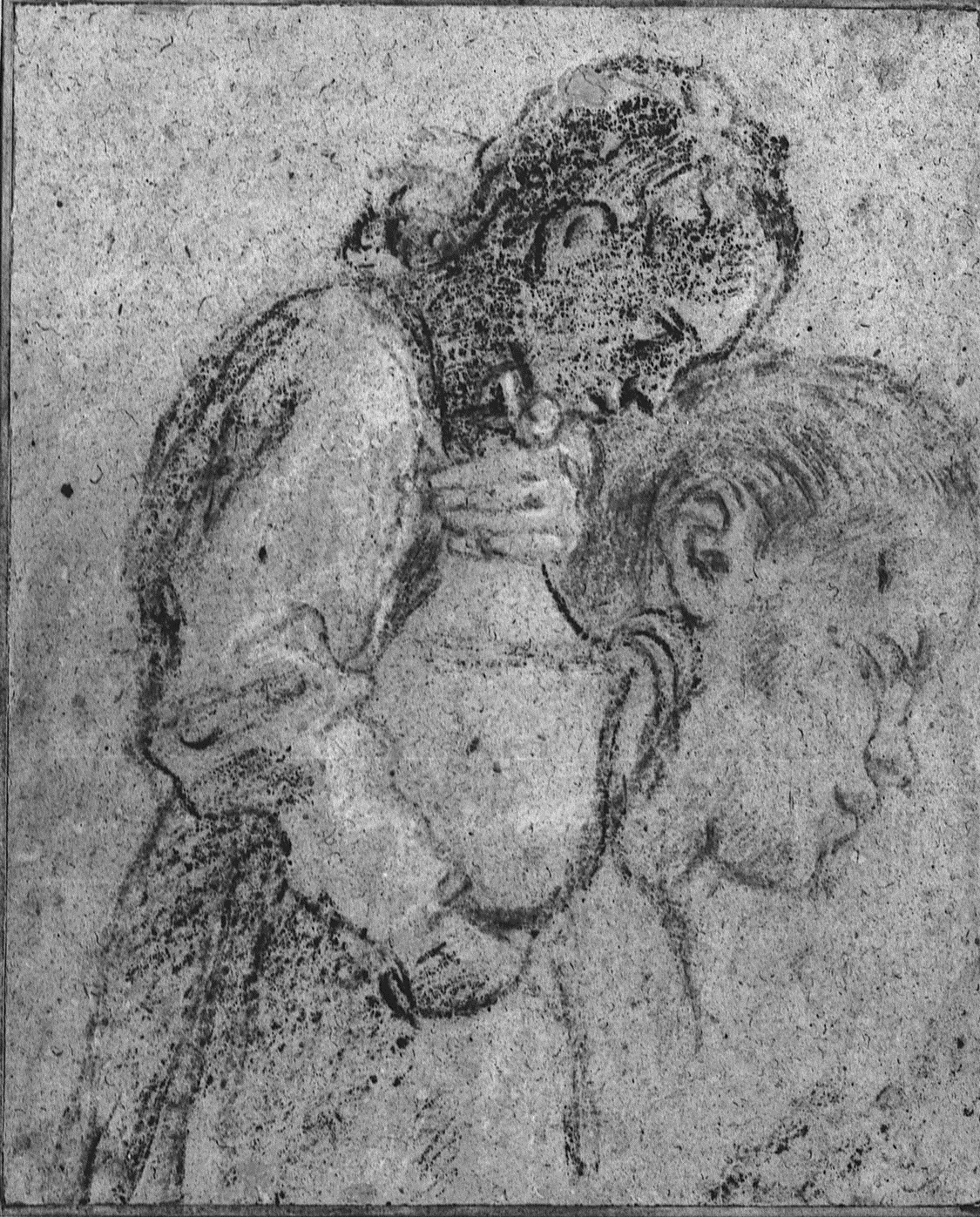
Studio di ragazzo che porta una vaso, Windsor Castle, Royal collection

La figura di Bacco, sul lato destro del riquadro, è un'evidente ripresa della statua giovanile di Michelangelo raffigurante la stessa divinità. Con ogni probabilità, l'autore dell'affresco non ebbe visione diretta della scultura del Buonarroti, ma si rifece ad una traduzione grafica della stessa, a sua volta necessariamente successiva all'integrazione della statua con la mano destra che regge la coppa, aggiunta successivamente, posto che Michelangelo, per accentuare il senso di antichità del suo Bacco, gli aveva lasciato un braccio monco.
L'autore del finto funerale è prevalentemente individuato in Annibale Carracci. Suggerisce questa attribuzione il gusto correggesco del corteo di bambini che precede l'arca funeraria: proprio a quelle date, infatti, come dimostra il Battesimo della chiesa bolognese dei Santi Gregorio e Siro, il più giovane dei Carracci era intento nella scoperta del grande maestro emiliano.
Il bel notturno della scena è rischiarato dalle torce dei due bambini in testa alla processione, la cui luce è catturata dalle vesti candide che tutti loro indossano. Alcuni di essi sorridono ammiccanti, consapevoli della finzione in corso.
Del primo riquadro del salone di Palazzo Fava si conservano alcuni studi – tutti attribuiti ad Annibale – relativi ai bambini che partecipano al simulato rito funebre.

### Tre momenti della giovinezza di Giasone

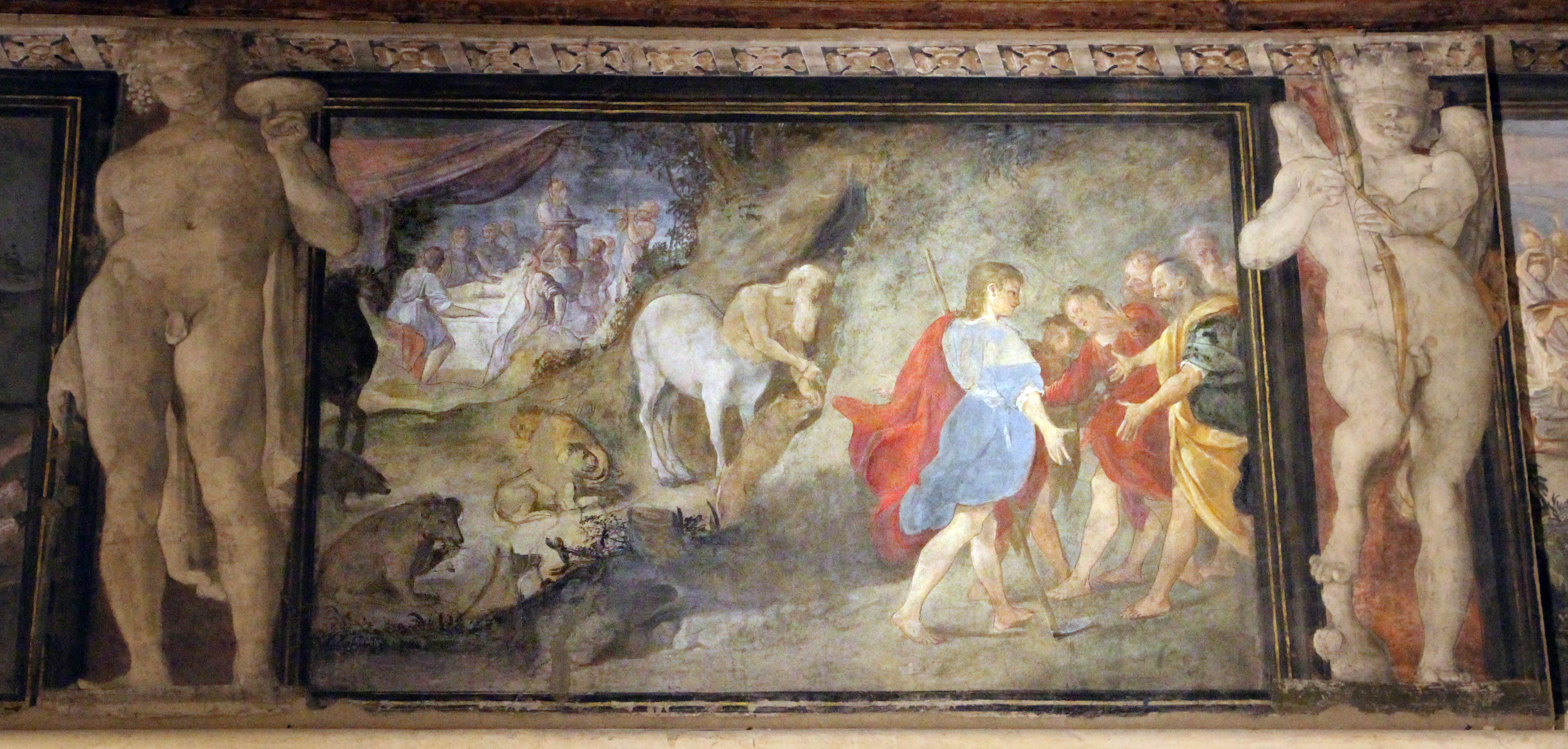
Tre momenti della giovinezza di Giasone

Nel secondo riquadro sono raffigurati alcuni eventi della gioventù di Giasone la cui fonte è nuovamente la IV Ode Pitica di Pindaro rispetto alla quale però si registrano degli anacronismi.
Infatti, tanto l'incontro tra Giasone e i suoi parenti  - che si vede sulla destra dell'affresco - quanto il successivo banchetto in cui si festeggia il ricongiungimento del giovane principe con la sua famiglia - in secondo piano a sinistra - sono fatti che in Pindaro si verificano quando Giasone fa ritorno a Iolco, evento che nel fregio dei Carracci, però, accade solo nel quarto riquadro.
Completa la composizione, al centro dell'affresco, Chirone che somministra erbe mediche agli animali selvatici, dettaglio quasi certamente derivato dal compendio di Natale Conti.
La vicinanza stilistica con la scena precedente segna la spettanza ad Annibale anche del secondo episodio del fregio.
A sinistra il già descritto Bacco e a destra Cupido. Cupido potrebbe essere un ulteriore richiamo al ruolo dell'amore nella vicenda di Giasone e Medea (come la Venere che lo precede), oppure potrebbe avere un più complesso significato allegorico connesso alla scena che segue.

### Pelia si incammina all'oracolo

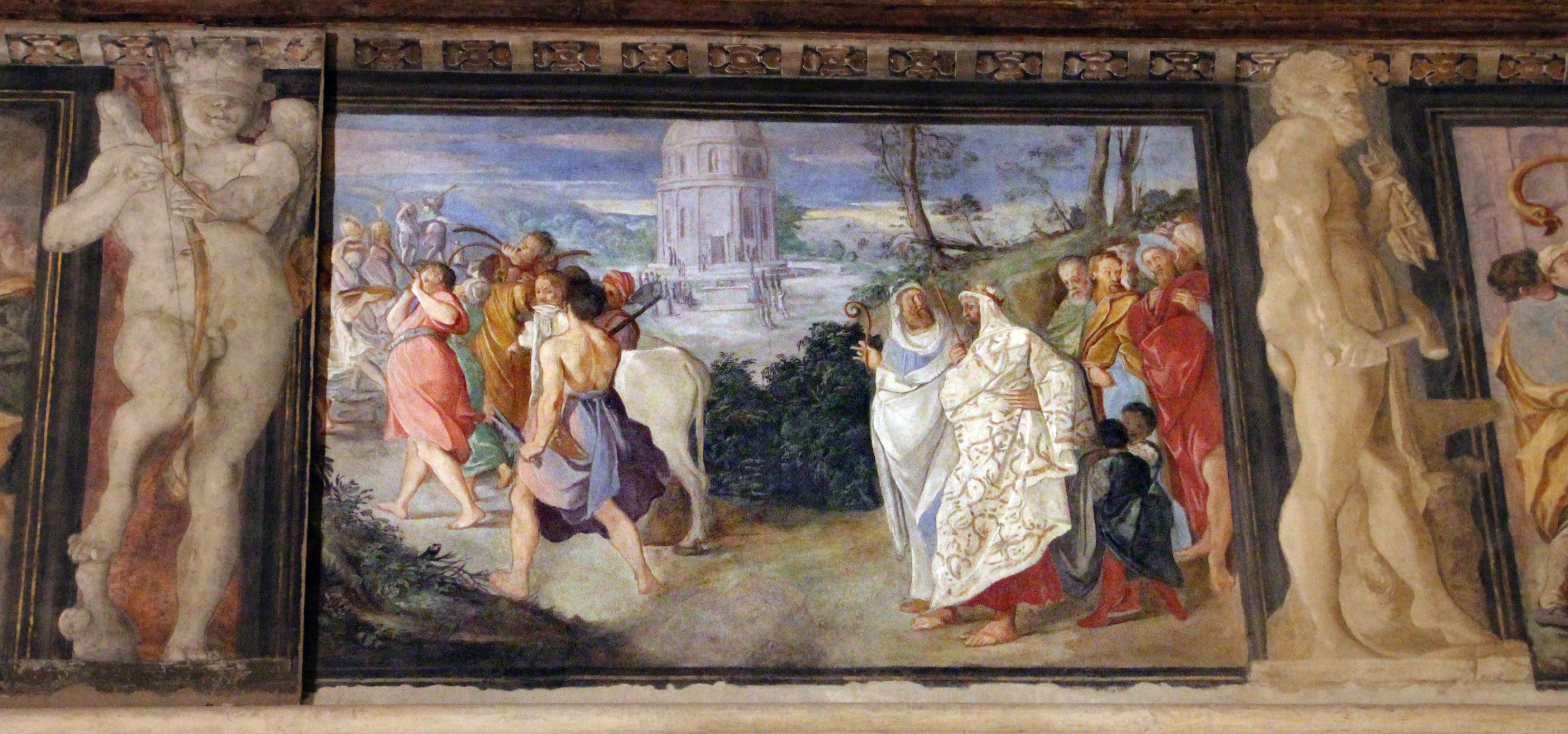
Pelia si incammina all'oracolo

L'azione si sposta a Iolco dove Pelia col suo seguito si incammina verso il tempio di Nettuno (padre dello stesso Pelia) per sacrificarvi un toro bianco.
Il corteo è diviso in due dal tempio a pianta circolare che è nel mezzo, su un piano più arretrato, rispetto al quale si è colta una reminiscenza delle architetture di Sebastiano Serlio.
Alla testa del corteo (a sinistra) paggi, musici e il popolo conducono il toro da offrire in olocausto. A destra incede Pelia con i suoi sacerdoti e i suoi dignitari, riccamente abbigliati in abiti dalla foggia esotica.
Tra le ipotesi attributive vi è quella della ripartizione della scena tra Annibale ed Agostino. Al primo spetterebbe la parte sinistra del corteo, come sembra far pensare anche la vicinanza tra il soggetto di spalle che porta le lame con le quali si sgozzerà il toro e l'aiutante di Romolo che, nelle Storie della fondazione di Roma, successiva impresa collettiva dei Carracci, solleva, egualmente ripreso di spalle, l'aratro nel riquadro in cui si tracciano i confini della nascente città sul Tevere, scena largamente ritenuta di Annibale. Ad Agostino invece è assegnata la restante parte dell'affresco.
A Budapest si conserva uno studio con un uomo in turbante dubitativamente messo in relazione alla parte destra del corteo, attributo, non senza incertezze, ad Annibale Carracci.
Il Cupido di sinistra potrebbe essere messo in relazione a questa scena considerando che nelle Imagini del Cartari gli strali del figlio di Venere simboleggiano anche i tormenti della cattiva coscienza, possibile allusione alla turpe condotta di Pelia.

### Sacrificio di Pelia

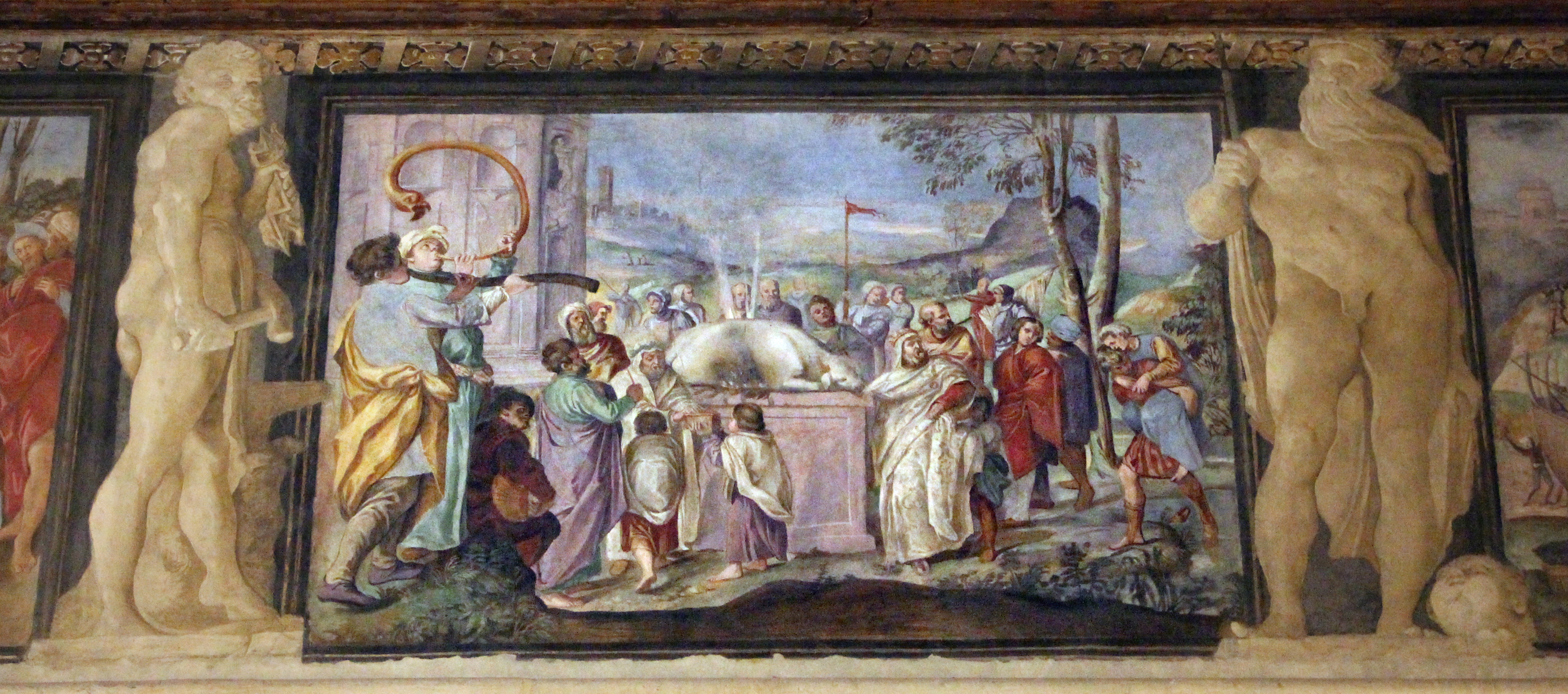
Sacrificio di Pelia

Sono qui fusi in un'unica scena due episodi che le fonti tengono distinti: l'oracolo che - durante il sacrificio a Nettuno introdotto dal riquadro precedente - predice a Pelia di guardarsi da colui che arriverà a Iolco con un piede scalzo (monosandalos) e il momento in cui Giasone attraversando, con in groppa una vecchia, il fiume Anauro perde un calzare.

Jacopo Sansovino, Nettuno, 1554, Venezia, Palazzo Ducale

La vecchia donna aiutata da Giasone è in realtà Giunone e questo gesto guadagnerà al giovane principe il favore della dea, che lo aiuterà più volte nel viaggio alla ricerca del vello d'oro. Giunone inoltre ha in odio Pelia che la ignora nei suoi sacrifici rivolti invece a suo padre Nettuno.
Nel fregio di Palazzo Fava il fatale incontro tra Pelia e Giasone, fatale perché è da questo incontro che scaturisce l'impresa degli Argonauti, è raffigurato in un modo assai diverso da quello che è dato osservare in alcuni precedenti con lo stesso soggetto.
L'esempio più rimarchevole di tali precedenti è dato da un perduto affresco del Pordenone per un palazzo nobiliare genovese, tuttavia, noto attraverso il disegno preparatorio conservato a Berlino. Il pittore genovese Niccolò Granello, inoltre, affrescò anch'egli, a Villa Doria Centurione (a Pegli), l'incontro tra Giasone e Pelia, rifacendosi in modo evidente al perduto affresco del Pordenone.
In questi più risalenti esempi il tono è molto solenne: Pelia e Giasone, chiari protagonisti dell'evento, compaiono contrapposti l'uno all'altro, mentre il primo propone (interessatamente) al giovane l'impresa del recupero del vello d'oro e il secondo eroicamente accetta. La valenza epica dell'evento è accentuata dalla disposizione degli astanti tutti lungo lo stesso piano, quasi a riprodurre un antico fregio scultoreo, così come le armature all'antica dei personaggi, riccamente decorate, conferiscono alla scena raffigurata un forte senso di classicità.

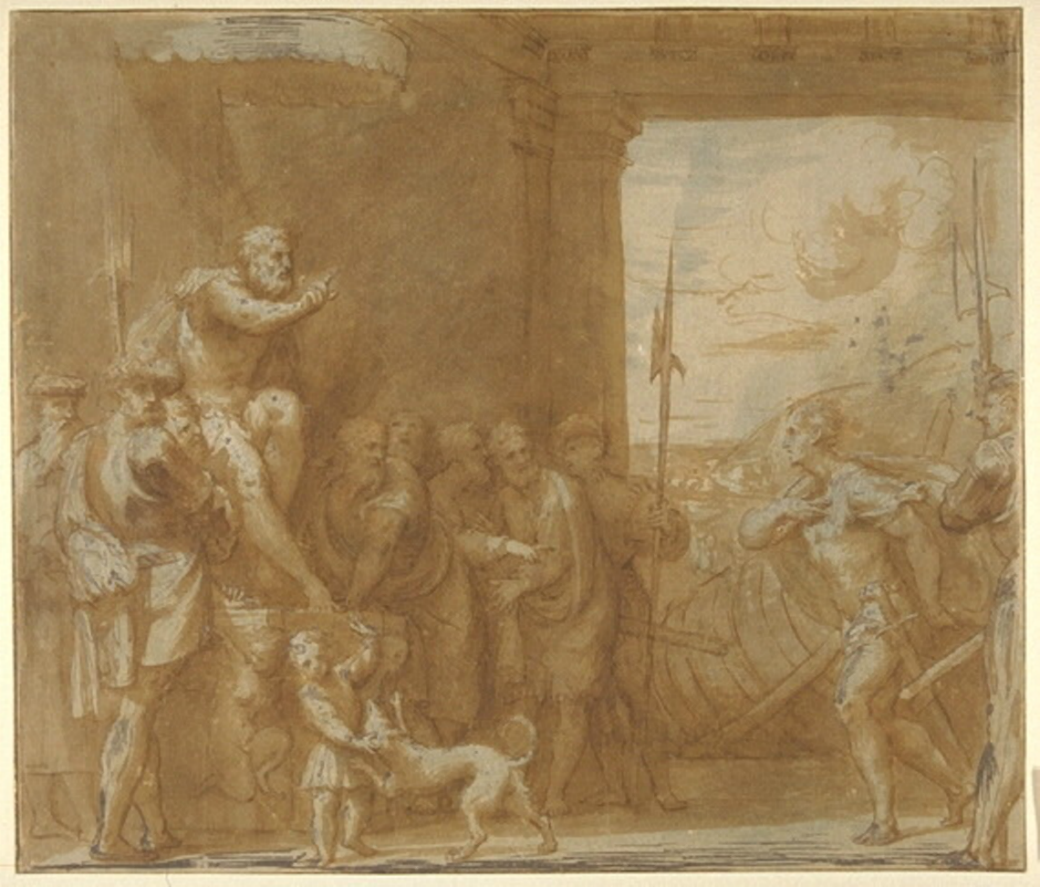
Il disegno del Pordenone con l'incontro tra Pelia e Giasone, Berlino, Kupferstichkabinett

Nulla di tutto questo si riscontra nel riquadro del fregio di Palazzo Fava, dove l'incontro tra Pelia e Giasone è pressoché casuale e i due quasi si confondono nel gran numero di figure presenti. Vi è chi ha colto nella diversa impaginazione dell'incontro tra i due un indice significativo dell'approccio non epico seguito a Palazzo Fava nel racconto della storia degli Argonauti, quanto piuttosto un'espressione del gusto romanzesco che pervaderebbe la prima rilevante impresa collettiva dei Carracci.
Anche in questo caso una delle incisioni di Boyvin, raffigurante il sacrificio di Eeta dopo aver ricevuto il vello d'oro da Frisso, potrebbe essere tra i riferimenti seguiti dai Carracci.
La figura dell'eroe che porta a cavalcioni la vecchia donna di cui Giunone ha assunto le sembianze invece è una citazione dall'Incendio di Borgo di Raffaello.

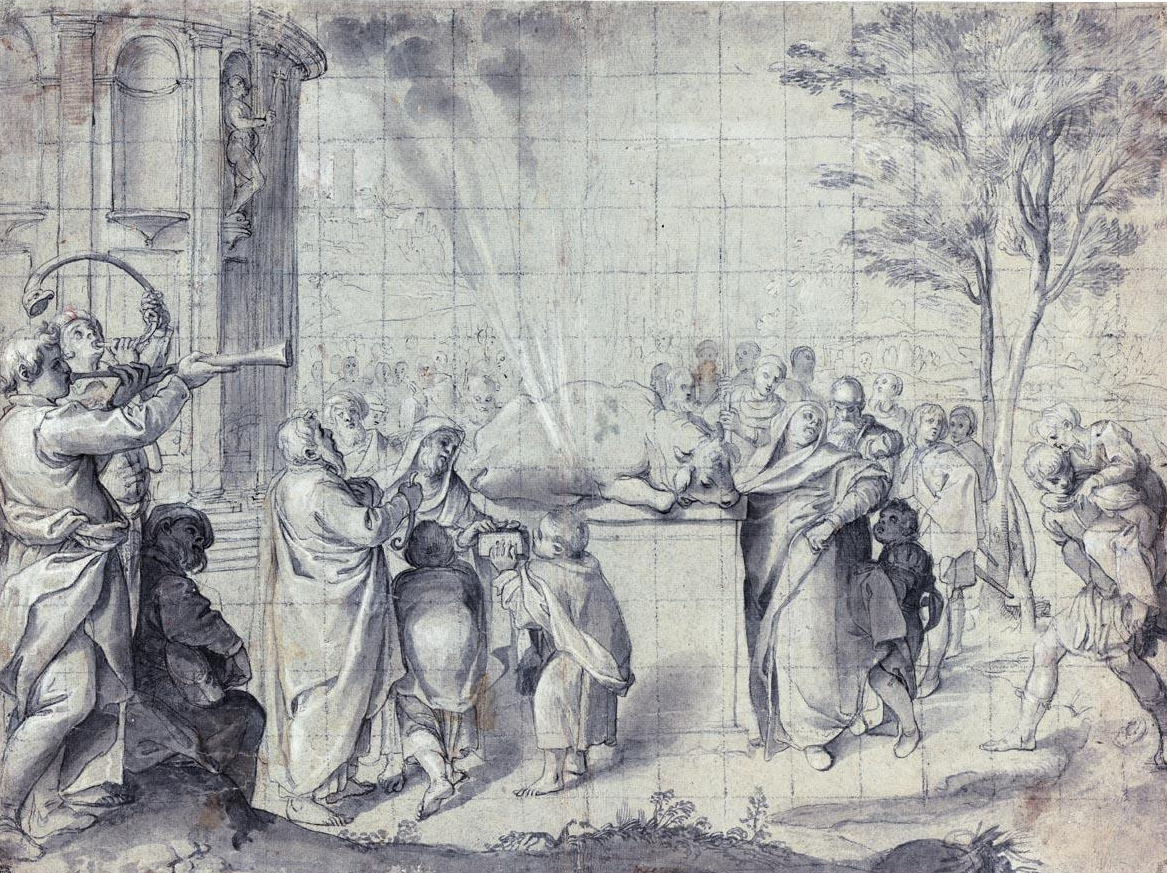
Il disegno preparatorio di Agostino Carracci

L'affresco con la scena di sacrificio è inquadrato tra Vulcano e una seconda divinità la cui identità oscilla tra Saturno ed Eolo.
La presenza di Vulcano potrebbe essere spiegata con il patrocinio del fuoco spettante a questa divinità che riguardava anche i fuochi accesi durante i riti sacrificali agli dèi.
Quanto al significato del termine destro, se fosse identificato in Eolo – cui fa pensare la testa di fanciullo ai piedi del monocromo che sembra soffiare, possibile allusione al vento – il nesso con l'affresco potrebbe essere costituito dalla discendenza della stirpe di Giasone proprio dal dio del vento.

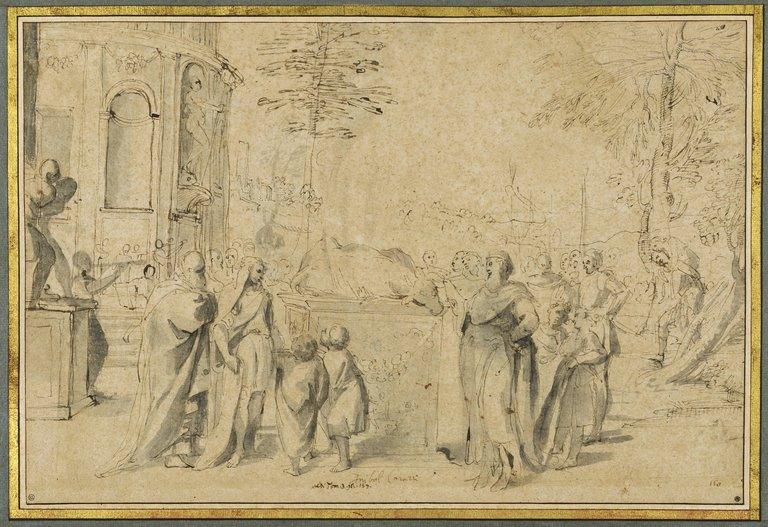
Annibale Carracci, lo studio del Louvre

Se invece si trattasse di Saturno (come ritenuto da altri studi), la connessione con la scena oggetto del riquadro deriverebbe dal mito in base al quale Saturno tentò di divorare suo figlio Giove onde impedire che questi lo spodestasse dal ruolo di re degli dèi. Rea, moglie di Saturno, lo impedì, dandogli da mangiare, invece del figlio, una pietra, fingendo che fosse un bambino. Secondo questa diversa interpretazione la testa di fanciullo ai piedi del termine destro alluderebbe proprio all'inganno di Rea. Salvato da sua madre, Giove infine detronizzò Saturno.
La connessione con l'affresco quindi starebbe nell'analogia tra Pelia, il vecchio re, che, come Saturno, tenta (come si vedrà, egualmente invano) di impedire ad un giovane pretendente – Giasone come Giove – di prendere il suo posto.
Quale che sia l'esatta identità di questo termine, per la sua raffigurazione ci si è avvalsi, anche in questo caso, di un modello moderno costituito dalla statua di Nettuno di Jacopo Sansovino che troneggia, in coppia con una statua di Marte, sulla Scala dei Giganti del cortile di Palazzo Ducale a Venezia.
In ordine a questo riquadro è da tempo noto un disegno preparatorio, conservato al Louvre, relativo all'intera composizione e generalmente attribuito ad Annibale. Il disegno parigino mostra, rispetto all'affresco un minor affollamento di figure e se ne differenzia anche per altri dettagli.
Più di recente è apparso sul mercato privato un secondo disegno, su carta quadrettata, assai più vicino al risultato finale visibile sul muro. Questo secondo studio è in prevalenza attribuito ad Agostino Carracci cui si ritiene spetti anche la paternità del dipinto murale.

### Costruzione della nave Argo

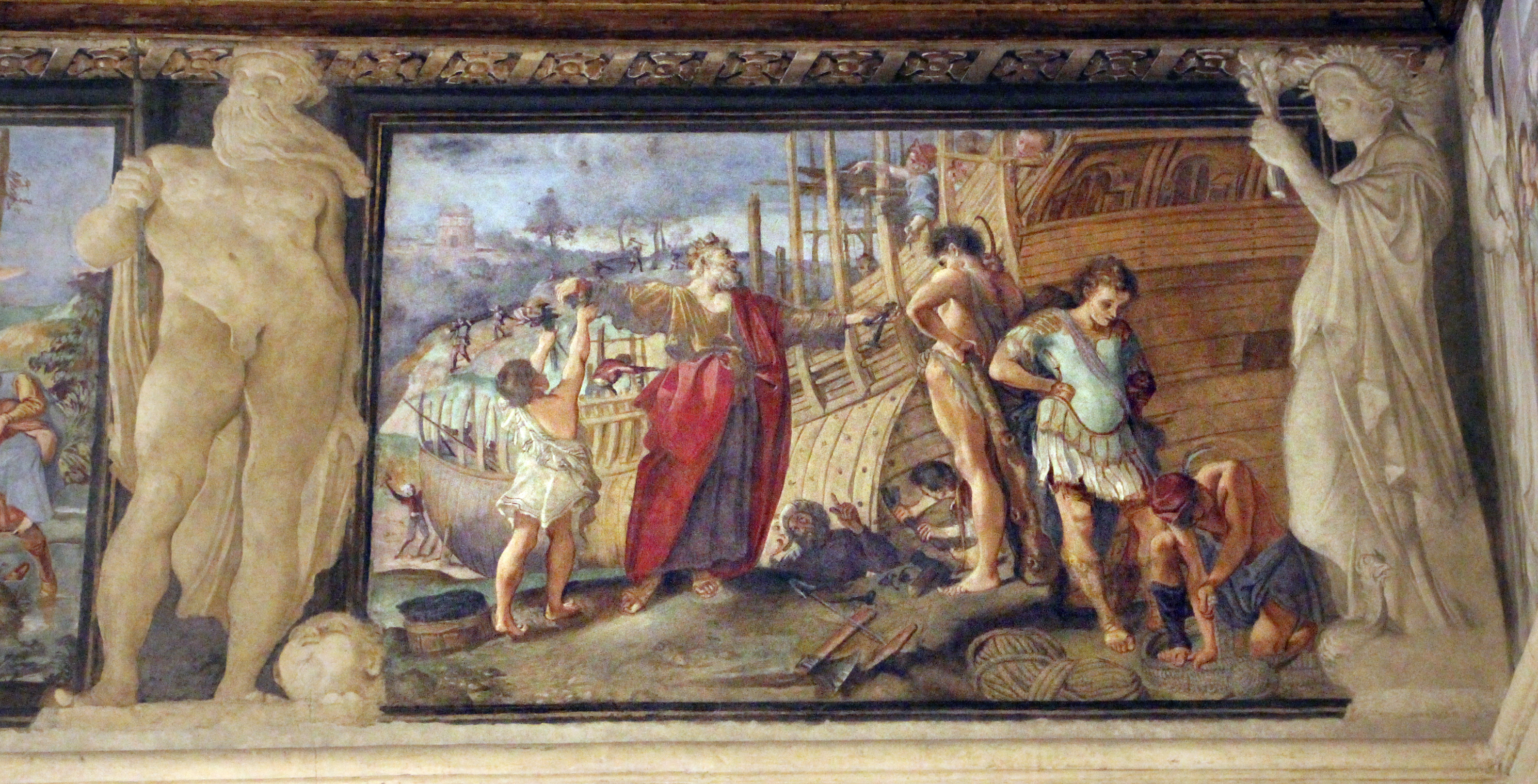
Costruzione della nave Argo

Pelia, consapevole del pericolo che per lui costituisce Giasone, gli ha proposto l'impresa del ritrovamento del vello d'oro. In realtà egli spera che in questo difficile cimento Giasone perisca in modo che il suo potere su Iolco rimanga al sicuro. Giasone in ogni caso ha accettato, anche perché così indotto a fare da Giunone che desidera la rovina di Pelia.
Iniziano così i preparativi per il viaggio verso la Colchide, luogo in cui vello era stato portato da Frisso. La prima cosa da fare è costruire la nave necessaria per raggiungere questa lontana terra.
Al centro dell'affresco una figura maschile in abiti regali armeggia con dei chiodi sull'imbarcazione in costruzione. Il dettaglio dei chiodi si riferisce sicuramente una tradizione tarda - riportata dal Conti nelle sue Mythologiae, che possono essere individuate come la fonte di questo riquadro - in virtù della quale Pelia avrebbe cercato di fare in modo che per la fabbricazione della nave fossero utilizzati chiodi di scadente qualità, cosicché essa non fosse in grado di tenere il mare, affondando.

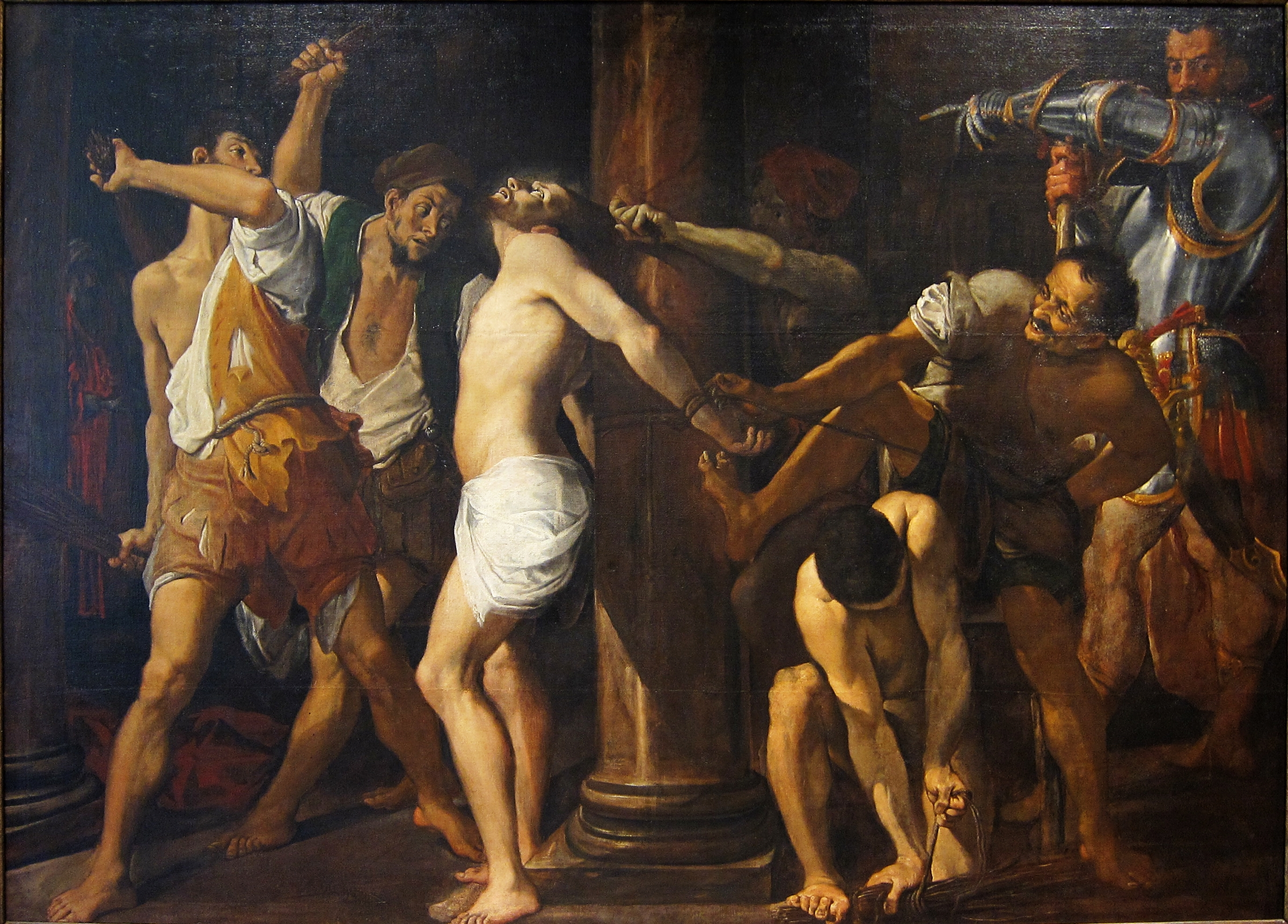
Ludovico Carracci, Flagellazione di Cristo, 1589-1591, Douai, Musée de la Chartreuse

Il tentativo di Pelia fu però sventato da Argo, artefice della nave che da lui prese il nome, il quale utilizzò, invece, chiodi forti e resistenti.
Non è chiaro quale momento di questa vicenda sia raffigurato nell'affresco. Secondo una prima interpretazione il soggetto al centro della scena sarebbe Pelia (identificabile dall'abito regale) e i chiodi che egli porge sono quindi quelli di scarsa qualità. Altra lettura è che invece si tratti di Argo che, all'opposto, sta cacciando via dalla nave in costruzione i chiodi scadenti di Pelia per sostituirli con materiale di buona qualità. Lettura che sembra confortata dal dettaglio del carpentiere che (al centro in basso) con un utensile sta cavando un chiodo, proprio per sostituirlo (si pensa) con uno di quelli buoni portati da Argo.
In primo piano, nell'angolo destro in basso, Giasone sorveglia un altro lavorante che sta approntando il sartiame. La figura inginocchiata di costui è praticamente identica a quella di uno degli aguzzini (intento in un'azione molto simile) che si vede nella Flagellazione di Douai, bellissimo dipinto, successivo al fregio di Giasone e Medea, ora ascritto a Ludovico Carracci, ma in passato attribuito anche ad Annibale (o ritenuto frutto di una collaborazione tra i due). Alle spalle di Giasone c'è Ercole, egualmente assorto a controllare i lavori sullo scafo.
Sullo sfondo, in lontananza, varie persone stanno abbattendo degli alberi il cui legname serve per la costruzione della nave Argo.
Oltre al già descritto termine sinistro (Saturno o Eolo) il termine di destra è una figura femminile coronata di spighe e con dei papaveri in mano ai cui piedi c'è un piccolo drago. Essa è generalmente individuata come Cerere, ma potrebbe trattarsi anche di Rea o di Persefone, figure sostanzialmente sovrapponibili nella mitografia del Cartari per il comune legame con la fertilità della terra.
La possibile identificazione nel monocromo con Rea potrebbe essere messa in relazione col termine sinistro se questi fosse effettivamente Saturno (il che però, come rilevato, non è univoco).

### Imbarco degli Argonauti

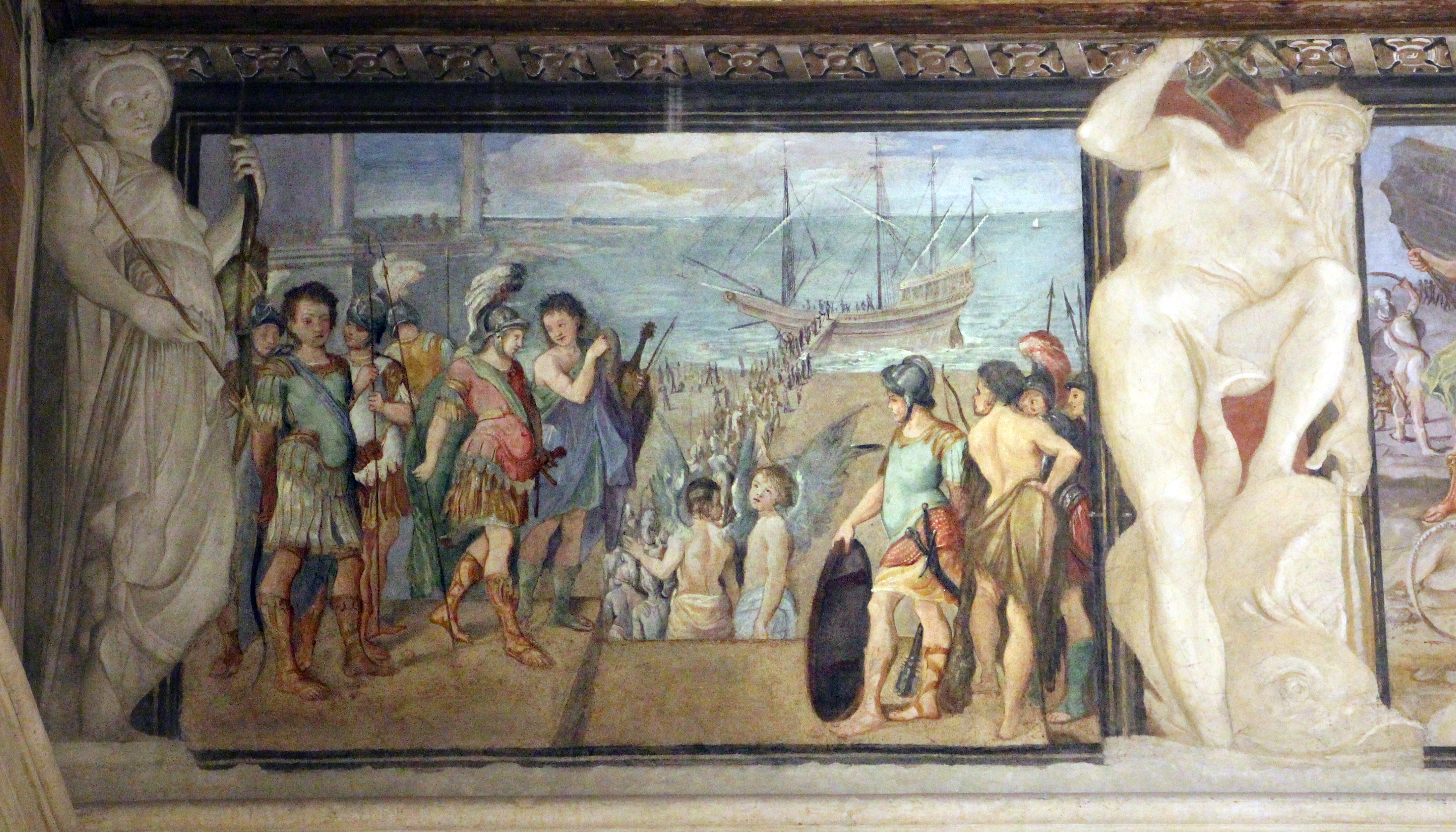
Imbarco degli Argonauti

Costruita la nave tutto è pronto per il viaggio. Alla nobile impresa del ritrovamento del vello d'oro si uniscono eroi da tutta la Grecia.

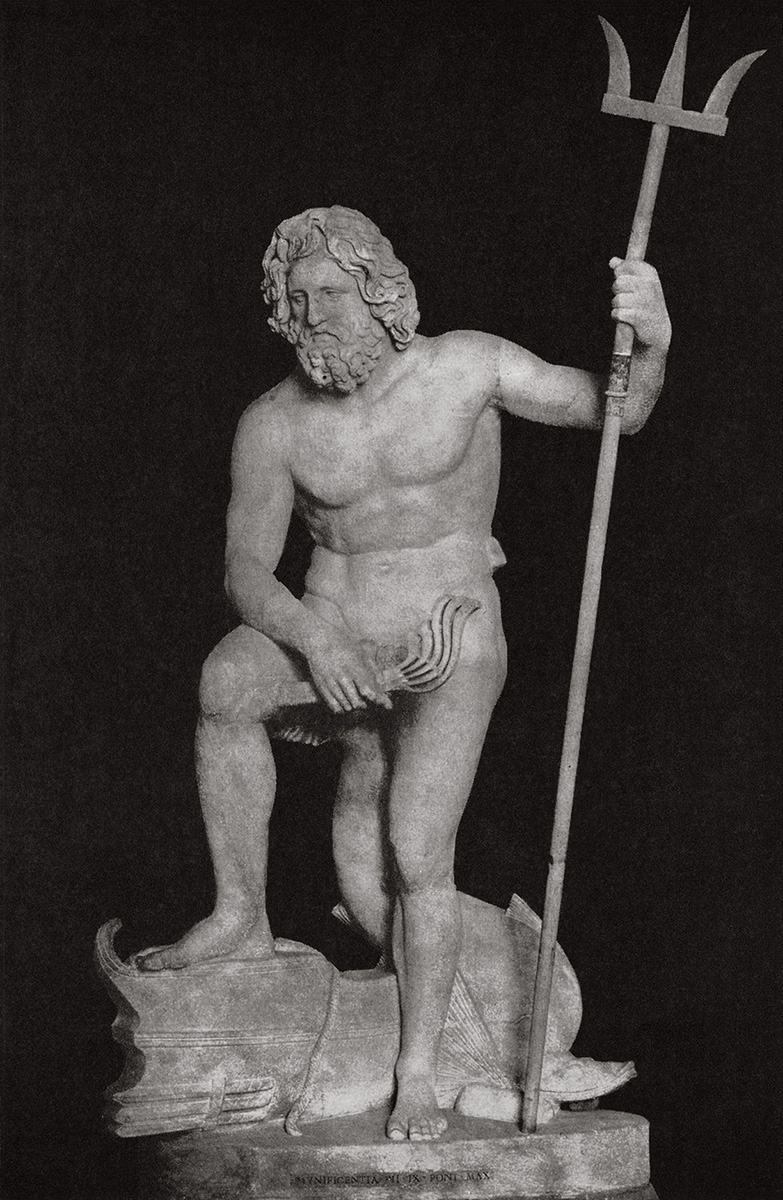
Il Nettuno Lateranese

Riconoscibili nell'affresco sono, oltre a Giasone, Orfeo, che imbraccia una viola, i figli di Borea, Calaide e Zete, identificabili grazie alle ali di cui sono dotati, ed Ercole, ritratto di spalle, sulla destra, con i tipici attributi della clava e della pelle di leone.
Il lungo corteo degli Argonauti si incammina verso la nave alla fonda nella baia di Pegase, da dove salperà verso la Colchide.
Il termine sinistro è Diana, protettrice dei naviganti. Il termine destro è Nettuno, dio del mare che Giasone e suoi compagni si apprestano a solcare.
La figura di Nettuno è probabilmente ripresa da un antico modello derivante da una statua bronzea di Lisippo – non pervenutaci ma testimoniata dalle fonti (soprattutto da Luciano di Samosata) – realizzata nel IV secolo a.C. per il Santuario di Poseidone a Isthmia, nei pressi di Corinto. La perduta scultura di Lisippo fu oggetto di molteplici riprese antiche in monete, gemme, piccole sculture bronzee ed anche in statue in marmo di grandi dimensioni. Tra queste la più significativa è con ogni probabilità il Nettuno Lateranense (II secolo d.C., Musei vaticani), derivazione romana del lisippeo Poseidone di Isthmia.

### Il trasporto della nave Argo attraverso il deserto libico

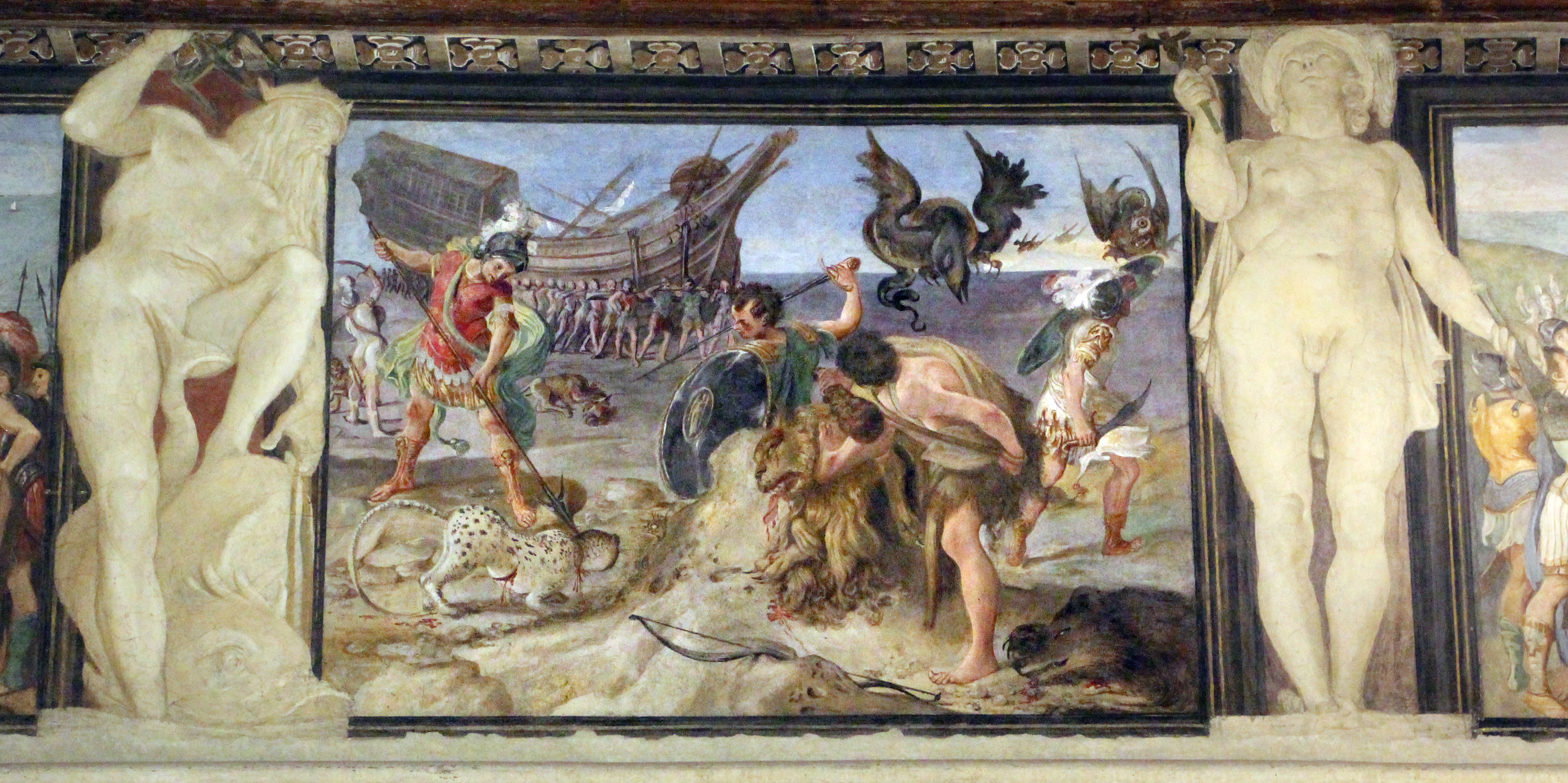
Il trasporto della nave Argo attraverso il deserto libico

La scena illustra le difficoltà del viaggio verso la Colchide, non senza alcune licenze rispetto alle fonti.

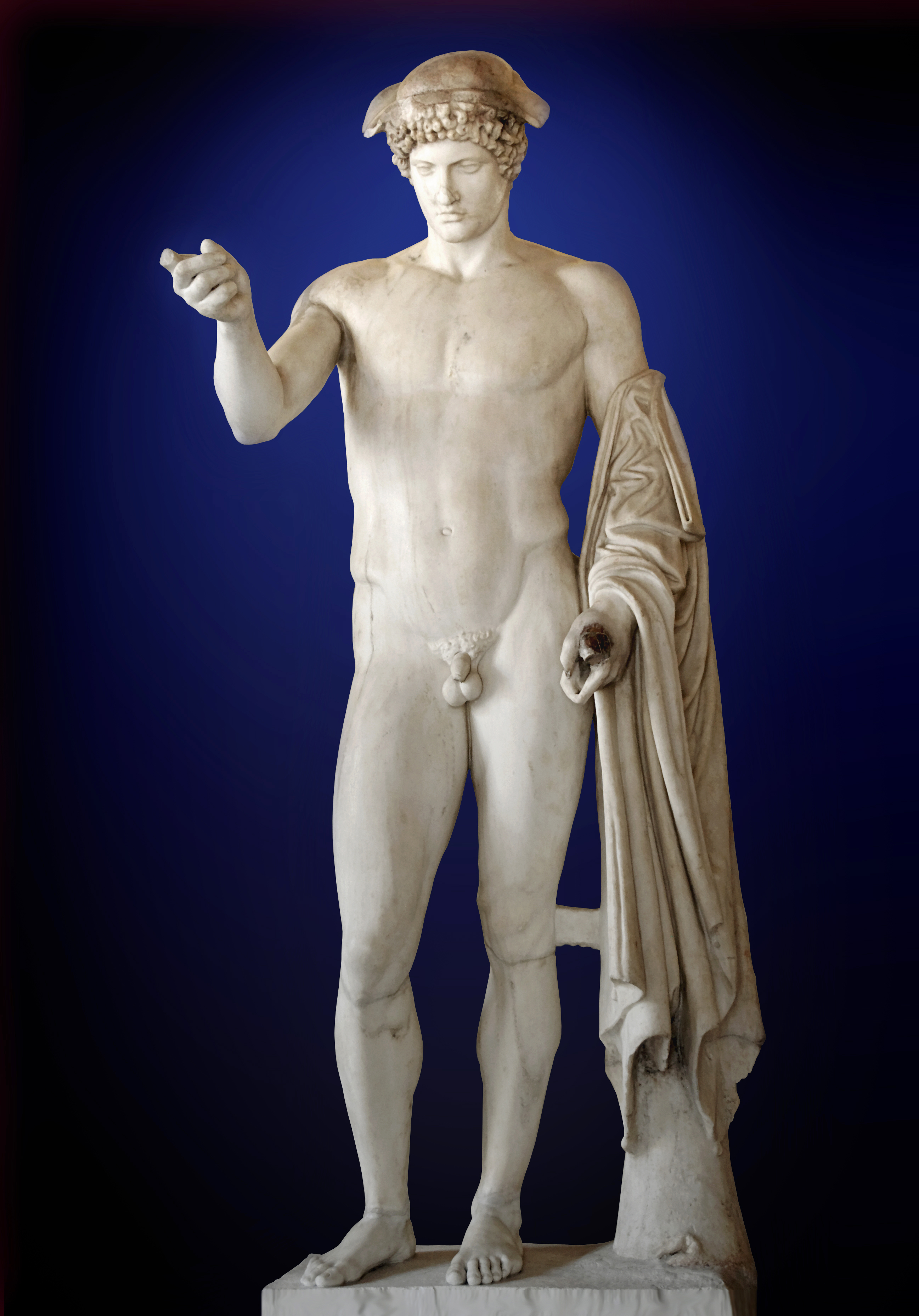
Hermes Loghios, I-II secolo d.C., Roma, Palazzo Altemps

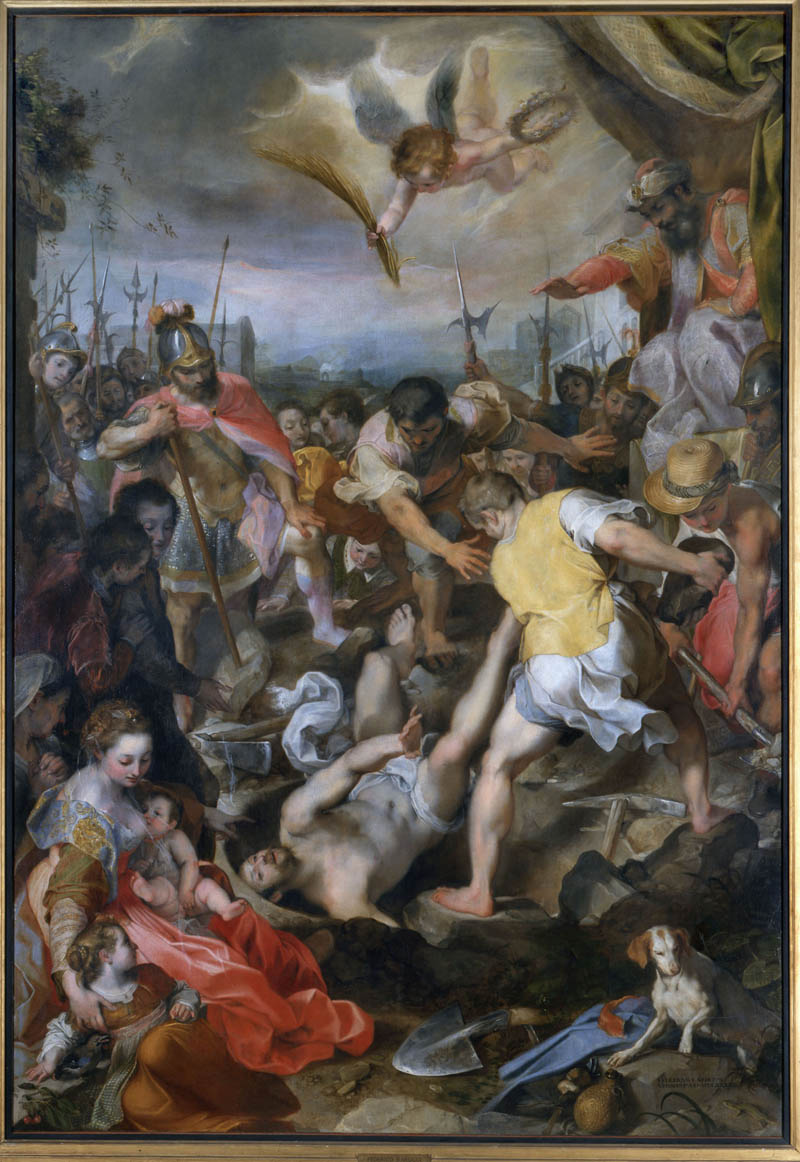
Federico Barocci, Martirio di san Vitale, 1583, Milano, Brera

Invero, l'attraversamento del deserto libico, con la nave trasportatavi a forza di braccia dopo un naufragio, è descritto da Apollonio Rodio, ma è collocato nel percorso di ritorno dalla Colchide verso Iolco.
Anche il combattimento con le arpie, nell'angolo superiore destro, è trattato nell'affresco in modo difforme dal testo classico.
In Apollonio, infatti, le arpie sono affrontate dai figli di Borea, Calaide e Zete, aggregatisi alla spedizione degli Argonauti, che però non compaiono nell'affresco posto che nessuno dei soggetti raffigurati ha le ali (che sono invece attributo tanto di Calaide che di Zete).
Infine, la raffigurazione della caccia alle bestie feroci non trova riscontro in nessuna fonte, ma è un’invenzione pittorica forse finalizzata ad enfatizzare l’esoticità e l’ostilità dei luoghi attraversati dagli Argonauti durante il viaggio alla ricerca del vello d’oro.
Le pose degli Argonauti che lottano con le fiere sono state accostate a quelle degli astanti che compaiono nel dipinto di Federico Barocci raffigurante il Martirio di san Vitale. La tela del pittore urbinate era stata collocata, non lontano da Bologna, sull'altar maggiore della basilica di San Vitale a Ravenna nel 1583 (ora si trova a Brera).
La citazione del dipinto del Barocci è argomento per l'attribuzione dell'affresco ad Annibale Carracci, posto che il più giovane degli autori del fregio di Palazzo Fava manifestò la sua ammirazione per quest'opera mirabile anche in altri suoi dipinti sostanzialmente coevi (o di poco successivi) all'innalzamento della pala ravennate.
Il termine destro è Mercurio, identificabile dal petaso alato, dalla tromba e dal caduceo, attributi tipici del messaggero degli dèi. La presenza di Mercurio a fianco di questo riquadro è probabilmente connessa alla protezione dei viaggiatori che si riteneva fosse assicurata da questa divinità.
Quale possibile modello del monocromo destro si è proposto l'Hermes Loghios della Collezione Ludovisi.

### Sacrificio del toro nero

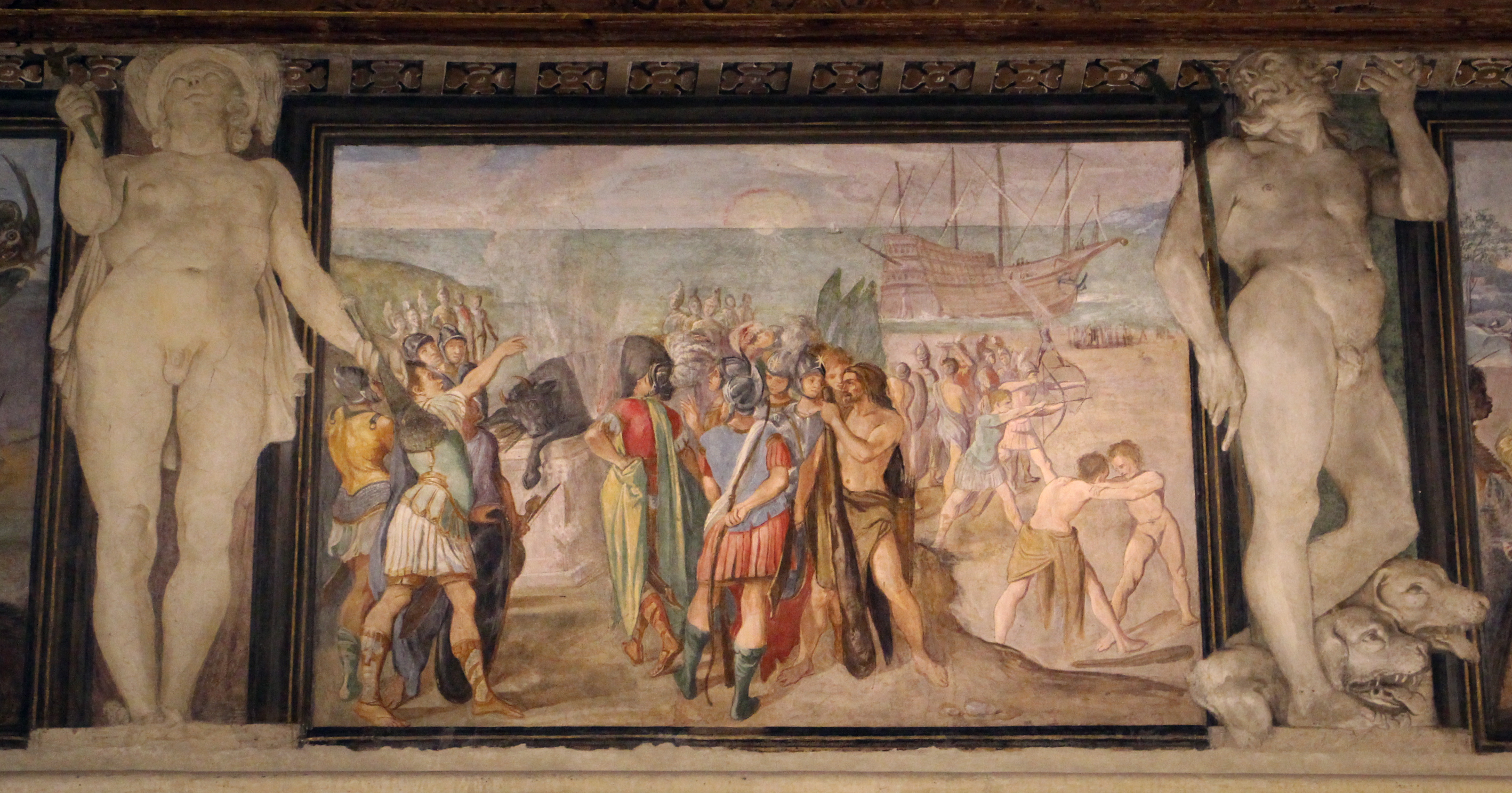
Sacrificio del toro nero

Il viaggio ha avuto finalmente termine e gli Argonauti sbarcano sulle coste caucasiche. Sintetizzando varie fonti vengono raffigurate nell'affresco le diverse celebrazioni del buon esito del viaggio: è sacrificato un toro nero sacro a Plutone, si tengono dei tornei e delle gare di lotta.
All'orizzonte splende il sole cui vistosamente indica uno dei compagni di Giasone. L'enfatizzazione del sole ha probabilmente lo scopo di indicare che la scena si svolge nella Colchide, cioè la terra ove secondo gli antichi miti il sole trovava ricovero nella notte, per riposare e quindi risorgere al mattino.
Altra interpretazione è che il sole rifulgente sia un'epifania di Apollo e sia quindi un'allusione all'episodio descritto da Apollonio Rodio (Libro II, 676-700) dell'incontro tra gli Argonauti e il dio del sole.
Questa simbolica (supposta) raffigurazione di Apollo evidenzierebbe un dato di rilievo del fregio di Palazzo Fava: mentre nelle fonti sull'impresa degli Argonauti i casi di apparizione in persona e di diretto intervento degli dèi sono molteplici, nei riquadri narrativi del ciclo essi non compaiono mai (con la sola eccezione di Cupido nell'incontro tra Giasone e Medea, presenza peraltro estranea alle fonti classiche). Anche questo aspetto è stato correlato alle quasi contemporanee teorie del romanzo che per l'appunto sconsigliavano di inserire nel testo la partecipazione degli dèi pagani.
Il termine destro è Plutone, identificato da Cerbero ai suoi piedi, dedicatario del sacrificio del toro officiato nel riquadro. Plutone però potrebbe avere un nesso anche con la scena oggetto del riquadro che segue.

### Incontro di Giasone con il re Eeta

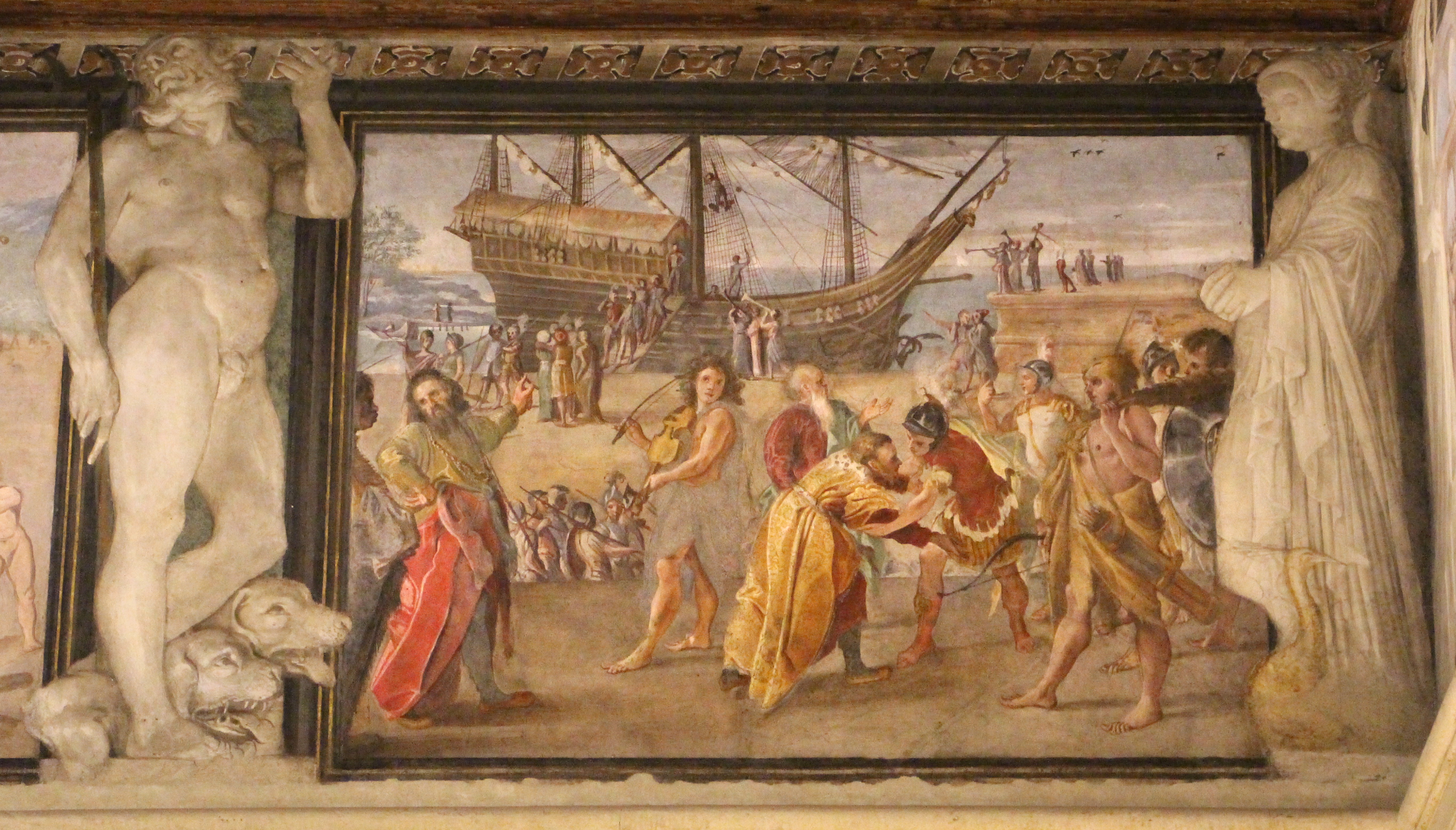
Incontro di Giasone con il re Eeta

La scena, a partire dal Malvasia, è stata costantemente interpretata come la raffigurazione dell’incontro tra Eeta, re della Colchide - custode del vello d'oro e padre di Medea - e Giasone. Questa lettura però è stata messa in discussione da alcuni studi secondo i quali il soggetto dell’affresco è il diverso episodio dell’incontro tra lo stesso Giasone e Cizico re dei Dolioni, antica popolazione asiatica.

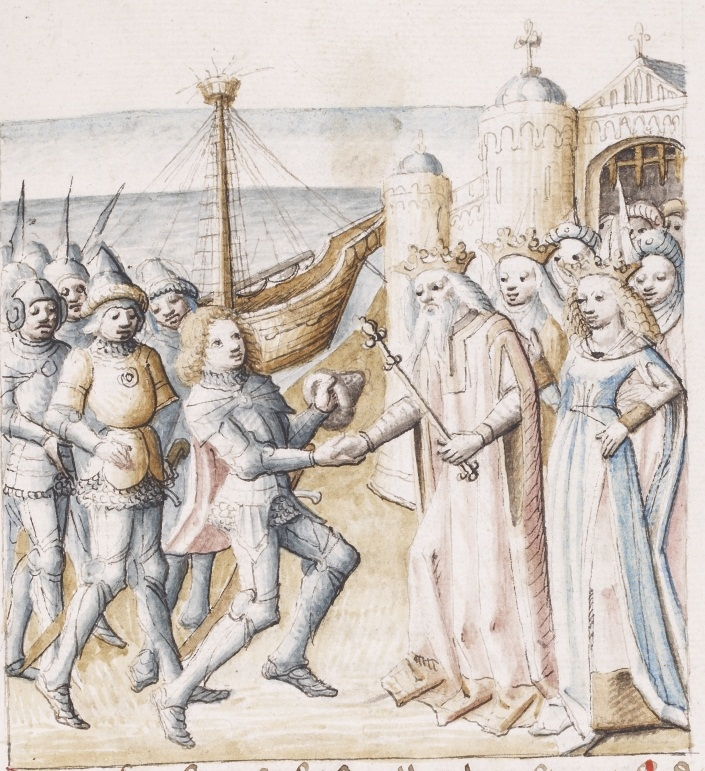
Incontro tra Eeta e Giasone, miniatura dell'Histoire de Jason, 1460 ca., Londra, British Library

Questa reinterpretazione si fonda essenzialmente sul rilievo che l'incontro avviene sulla spiaggia ed è proprio questa l'ambientazione che si legge in alcune fonti (in particolare in Valerio Flacco) dell'accoglienza che Cinzico riserva a Giasone e agli altri Argonauti. Viceversa l'incontro tra il principe di Iolco ed Eeta è per lo più collocato nel palazzo reale del primo.
Questa nuova visione tuttavia non spiega l’anacronismo che assumerebbe il riquadro nella sequenza del fregio, se esso effettivamente raffigurasse il saluto di Cizico, posto che tale episodio avviene prima della conclusione del viaggio d’andata degli Argonauti (cui si riferisce il riquadro precedente).
Inoltre, la circostanza che nell'affresco l'episodio si svolga in riva al mare non necessariamente esclude che si tratti della raffigurazione dell'incontro con Eeta. Invero, rappresentazioni di tale evento su una spiaggia si riscontrano già in alcune miniature di manoscritti quattrocenteschi con le storie degli Argonauti tra i quali si segnala l'Histoire de Jason (1460 c.a.) di Raoul Lefevre. 

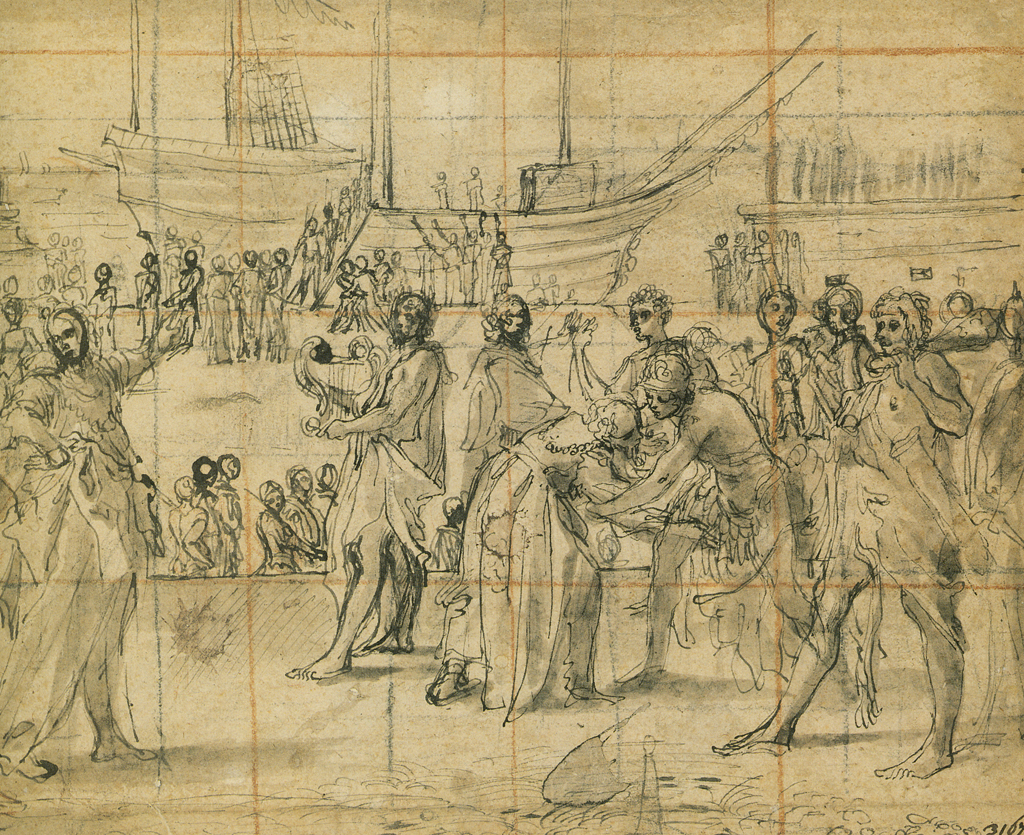
Il disegno di Monaco

In alcuni esemplari del testo di Lefevre, quale quello custodito presso la British Library di Londra (Add. MS 10290), Giasone è accolto dal padre di Medea per l'appunto sul lido del mare.
Peraltro, proprio in relazione a questa illustrazione è stata colta, al dl là del luogo di svolgimento dei fatti, una singolare e più complessiva assonanza compositiva con l'affresco dei Carracci, tanto da suggerire l'ipotesi che i pittori di Palazzo Fava possano aver tratto spunto da illustrazioni simili a quella dell'Histoire de Jason diffuse anche in codici di fattura italiana .
A Monaco di Baviera, presso lo Staatliche Graphische Sammlung München, si conserva il disegno preparatorio del riquadro la cui paternità è disputata tra Annibale e Ludovico Carracci. Si tratta del secondo (con la duplice versione del sacrificio di Pelia), ed ultimo, disegno recante l'intera composizione di una delle scene di Palazzo Fava ad essere giunto sino a noi. La doppia quadrettatura tracciata sullo studio servì a trasferire, in scala ingrandita, la soluzione compositiva sul cartone usato per tracciare i contorni della scena sull'intonaco umido. Nessuno dei cartoni utilizzati per il fregio di Giasone e Medea si è conservato.
Altri due studi di dettaglio (tracciati sullo stesso foglio) si trovano nella National Gallery di Ottawa e riguardano la figura di Orfeo e quella dell'astante alle spalle di Giasone. Anche nello studio di Ottawa, come in quello per l'insieme di Monaco, Orfeo compare mentre suona un'antica lira sostituita nell'affresco da una moderna viola da braccio.
Nonostante i dubbi attributivi relativi al disegno di Monaco, la spettanza dell'affresco, invece, è prevalentemente riconosciuta ad Annibale che qui realizza una delle sue più belle prove giovanili.
I termini sono il già menzionato Plutone (a sinistra) e Giunone (a destra) accompagnata dal pavone, attributo tipico della dea. Il confronto tra le due deità, il re degli inferi e la regina dell'Olimpo, nonché protettrice del capo degli Argonauti, potrebbe simboleggiare lo scontro tra Eeta e Giasone - cioè tra il bene (Giunone e Giasone) e il male (Plutone e Eeta) - che sta per avere inizio proprio a seguito dell'incontro raffigurato nel riquadro.

### Medea si invaghisce di Giasone

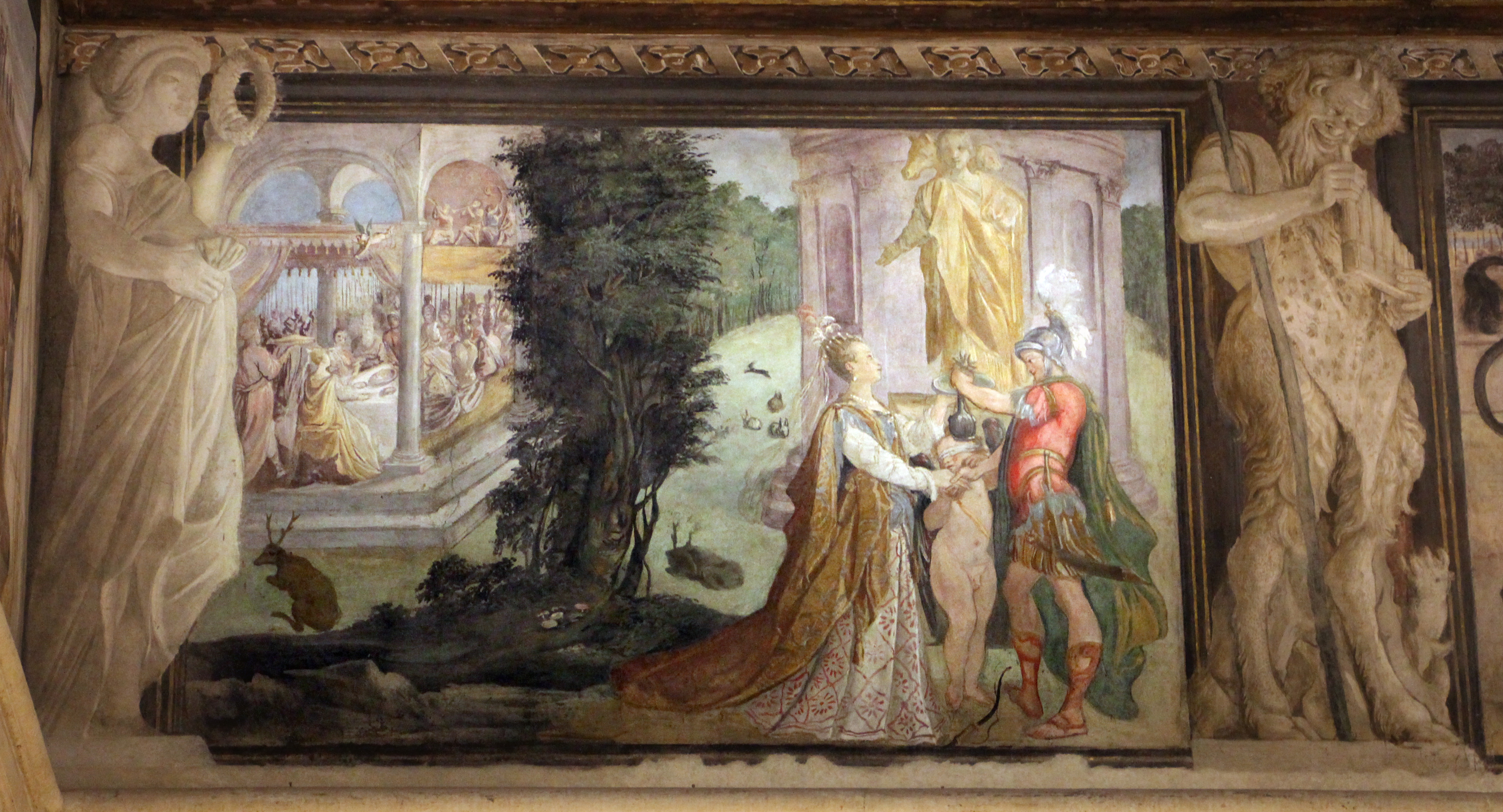
Medea si invaghisce di Giasone

L'azione riprende nel palazzo di Eeta dove si tiene un banchetto offerto a Giasone e i suoi compagni: lo si vede in secondo piano a sinistra.
Qui il re, temendo che in realtà la spedizione degli Argonauti abbia come fine reale la conquista del suo regno, manifesta a Giasone tutta la sua diffidenza e decide di subordinare la consegna del vello al superamento di una prova.
Eeta dice a Giasone di possedere dei tori dai piedi di bronzo e che sputano fuoco: egli è solito aggiogarli e con essi arare un campo sacro a Marte. Nei solchi lasciati dal vomere semina i denti di un drago, dai quali germinano innumerevoli feroci guerrieri che il re poi uccide. Ebbene se Giasone vuole il vello dovrà riuscire nella stessa impresa.
Eeta in realtà (come si legge in Apollonio) pensa che superare questa prova sia impossibile: il vero intento del re quindi è quello di liberarsi degli stranieri arrivati dalla Grecia.

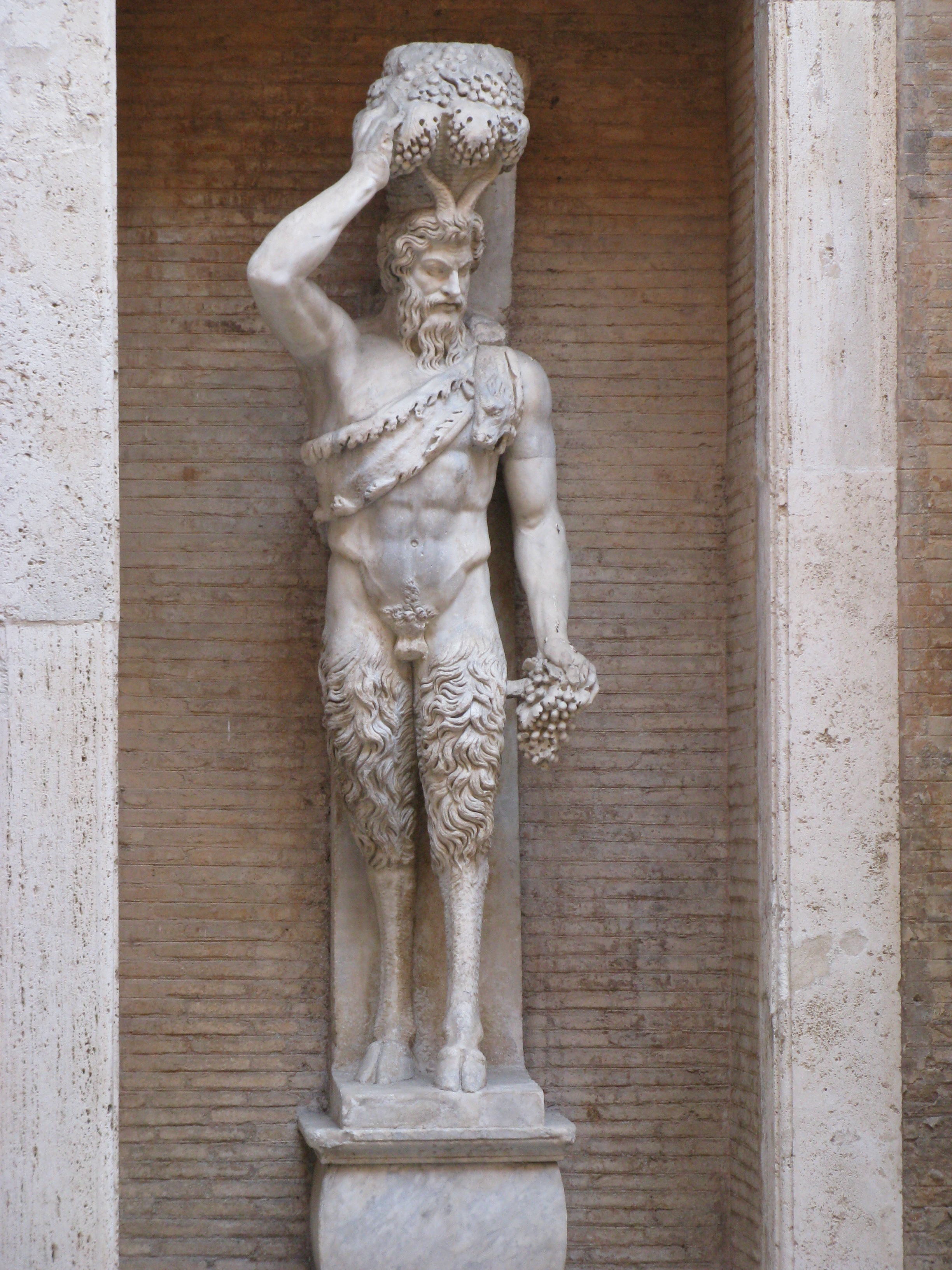
Uno dei due Satiri della Valle, II o III secolo d.C., Roma, Musei Capitolini

A questo punto accorre in aiuto di Giasone Giunone. La protettrice del capo degli Argonauti chiede a Venere di fare in modo che la figlia di Eeta, Medea, potente maga e sacerdotessa di Ecate, si innamori perdutamente di Giasone. Con i suoi poteri ella lo aiuterà a portare a termine con successo l'impresa.
Ed è proprio quanto avviene: Medea vede Giasone durante lo stesso banchetto e se ne innamora fulmineamente. Cupido, infatti - lo si vede in volo vicino al capitello di una colonna del loggiato sotto il quale si svolge il convivio - scaglia il suo dardo verso la principessa della Colchide.

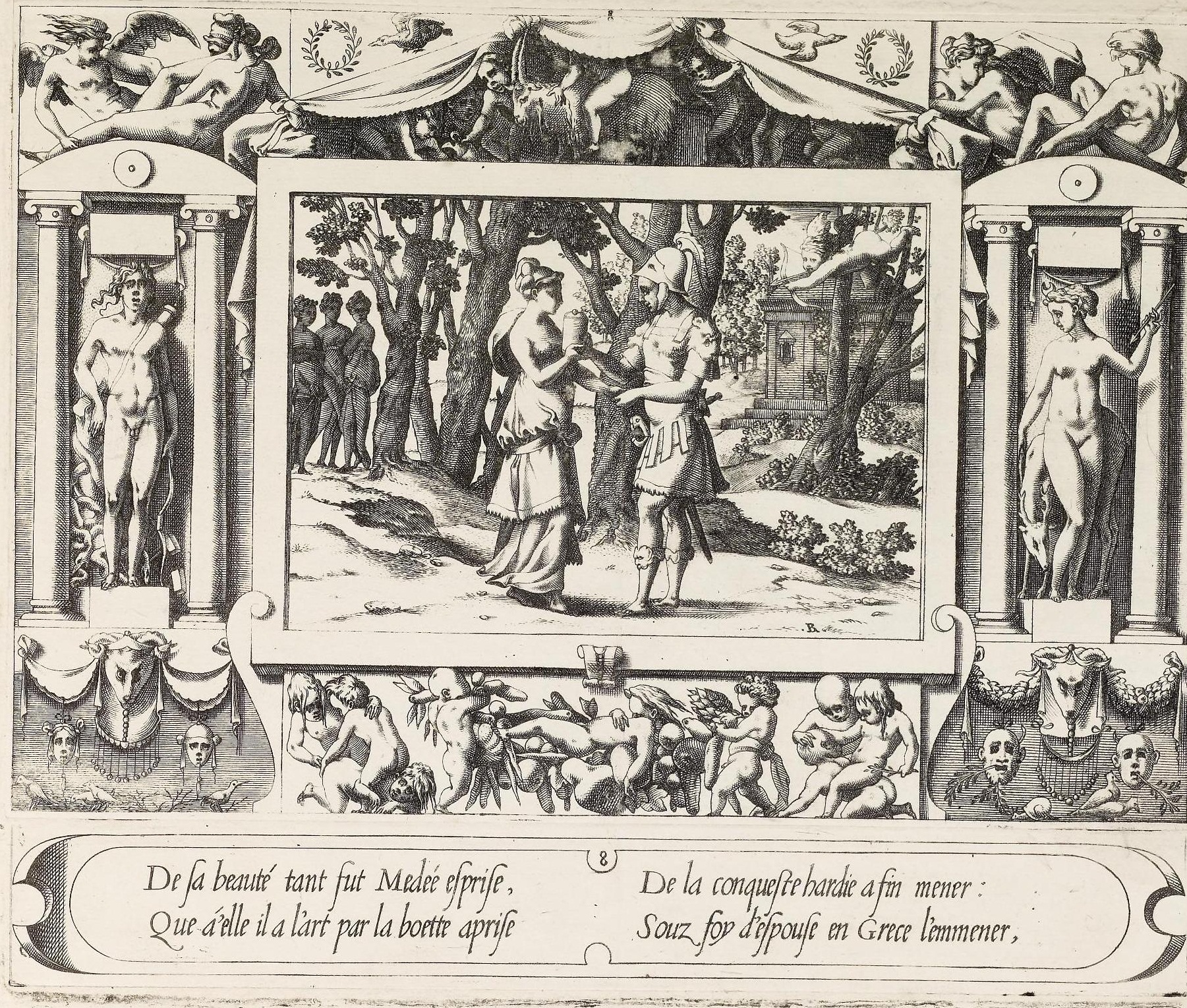
René Boyvin, Livre de la conqueste de la Toison d'Or, Incontro tra Medea e Giasone, 1563

La maga allora, preoccupata per le sorti dell'amato, conviene il principe greco presso il tempio di Ecate, raffigurata dalla statua tricipite che decora il tempietto circolare, e gli consegna un magico unguento che lo renderà invulnerabile per un intero giorno: quanto basta per affrontare i tori e i guerrieri nati dai denti del drago.
Partecipa all'incontro anche un bendato Cupido che unisce le mani destre di Medea e Giasone.
L'impianto compositivo di questo riquadro di Palazzo Fava è particolarmente vicino a quello dell'incisione di Boyvin raffigurante lo stesso evento ne Le Livre de la conqueste de la toison d'or. Anche la presenza di Cupido è ripresa dal precedente francese posto che nessuna altra fonte ne menziona la partecipazione all'incontro di Medea e Giasone vicino al tempio di Ecate.
La scena è inquadrata da una figura femminile e da Pan. La prima è stata intesa come Spes o la Vittoria ed è un'allusione ben augurale al successo che il soccorso di Medea garantirà all'impresa degli Argonauti.
Pan invece, dio dell'amore più istintuale, simboleggia la forza della passione di Medea per Giasone, che non si arresterà dinnanzi a nulla.
Il modello del monocromo del dio pastore potrebbe essere individuato nella coppia di satiri già di proprietà Della Valle ed ora nelle raccolte civiche capitoline, reinterpretati alla luce di un'incisione raffigurante Pan nella mitografia di Cartari.

### Giasone doma i tori e semina i denti di drago

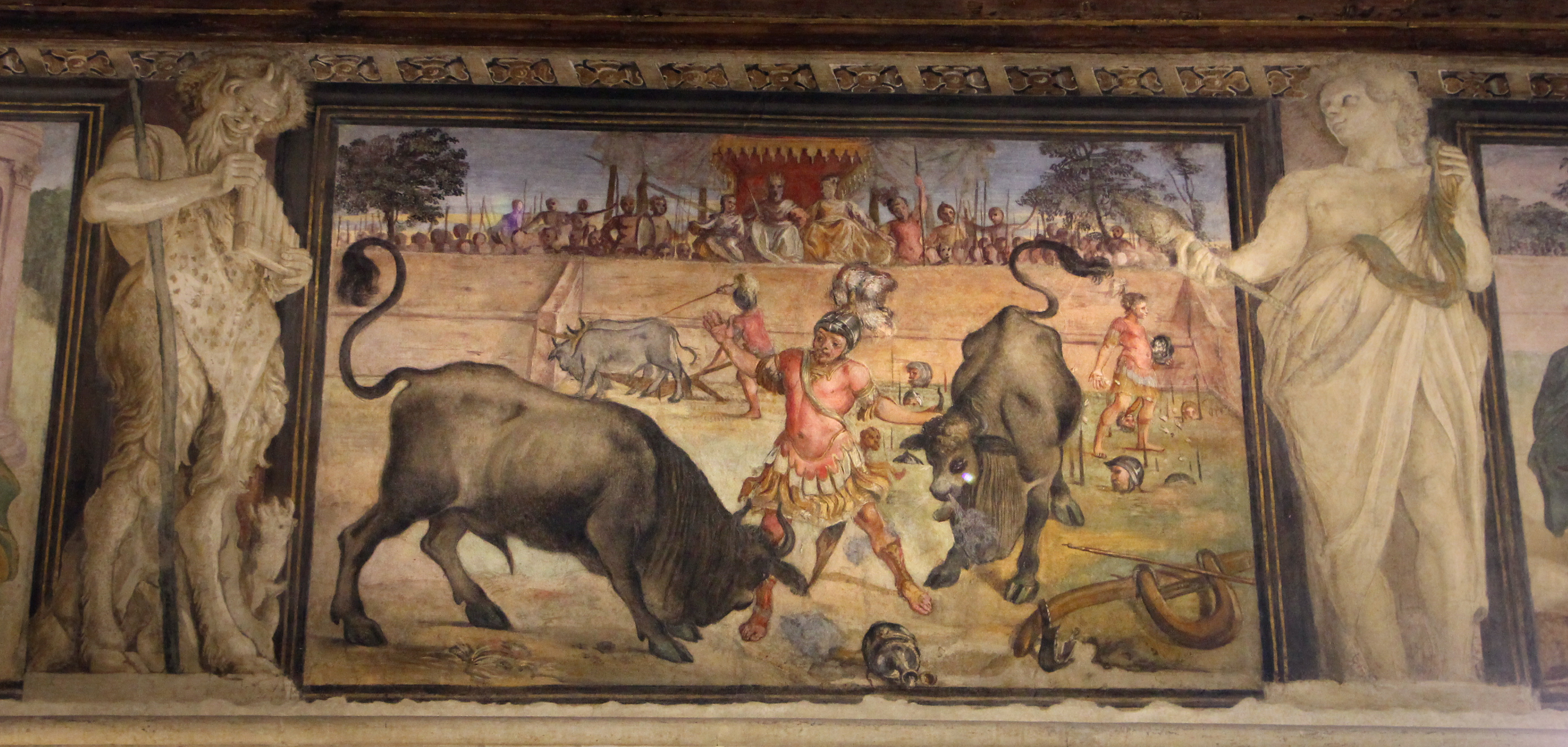
Giasone doma i tori e semina i denti di drago

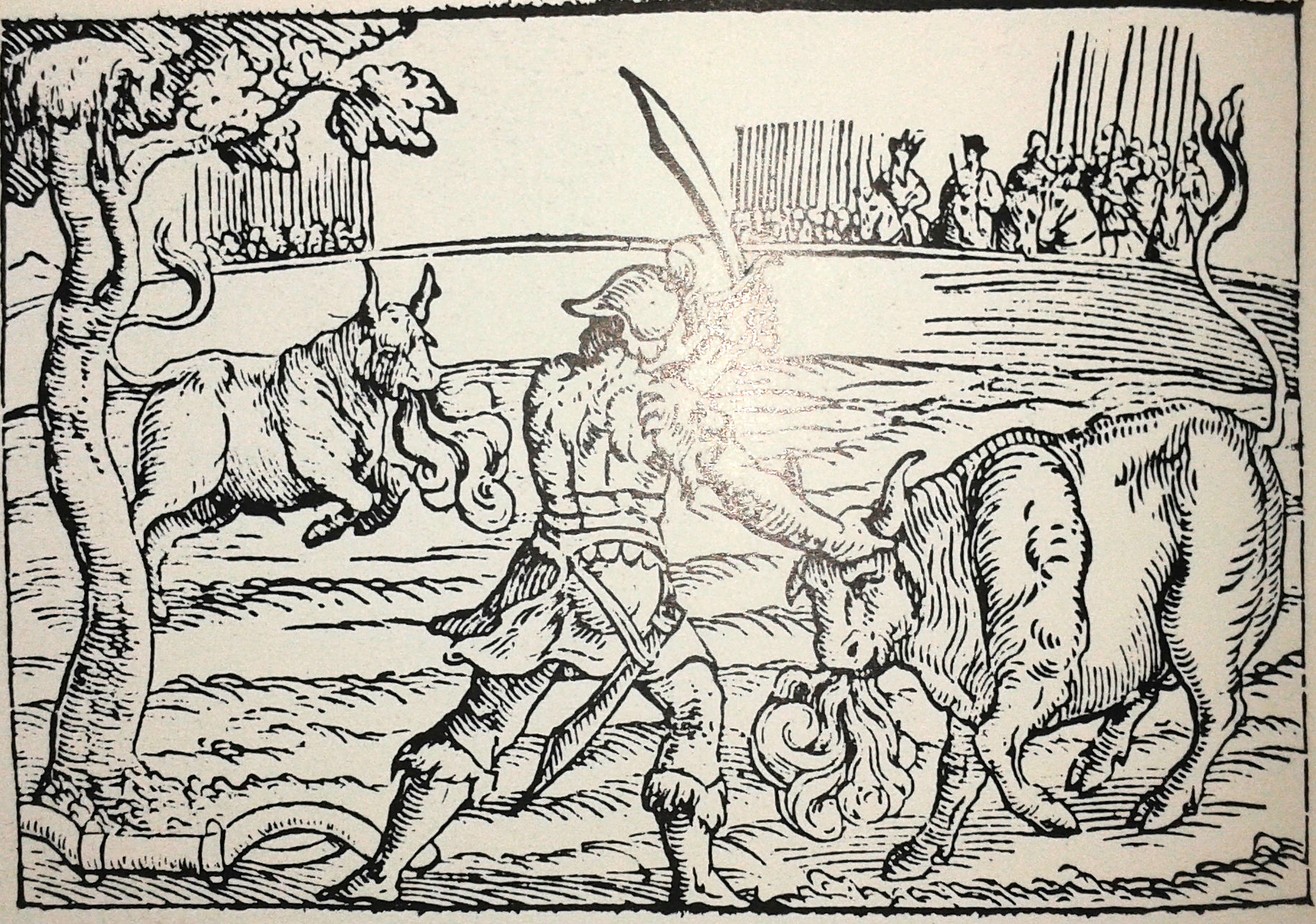
Giasone doma i tori, illustrazione de Le metamorfosi di Ovidio; ridotte da Giovanni Andrea dell'Anguillara in ottava rima, 1558

Forte dell'invincibilità garantitagli dai sortilegi di Medea - richiamati dall'ampolla di filtro magico che si vede al centro in primo piano - Giasone supera senza difficoltà la prima parte della prova. Ammansisce agevolmente i terribili tori, quindi ara e semina il campo: già si vedono spuntare dal suolo le teste dei guerrieri nati dai denti di drago.
Il tutto si svolge in una sorta di arena dietro la cui recinzione c'è una tribuna ove sono seduti Eeta e Medea. Per questo dettaglio, e per una più generale assonanza compositiva, si suppone che l'autore dell'affresco - forse Ludovico Carracci - possa aver tenuto conto di un'anonima illustrazione che descrive il medesimo episodio nella volgarizzazione delle Metamorfosi ovidiane composta da Giovanni Andrea dell'Anguillara, stampata a Venezia nel 1558.
A destra un'allegoria del Fato (Cartari) il cui significato è, forse, che l'esito delle ardue prove cui Giasone deve sottoporsi è in realtà già segnato dal volere degli dèi di cui la stessa Medea è uno strumento.

### Giasone fa lottare i guerrieri nati dai denti di drago

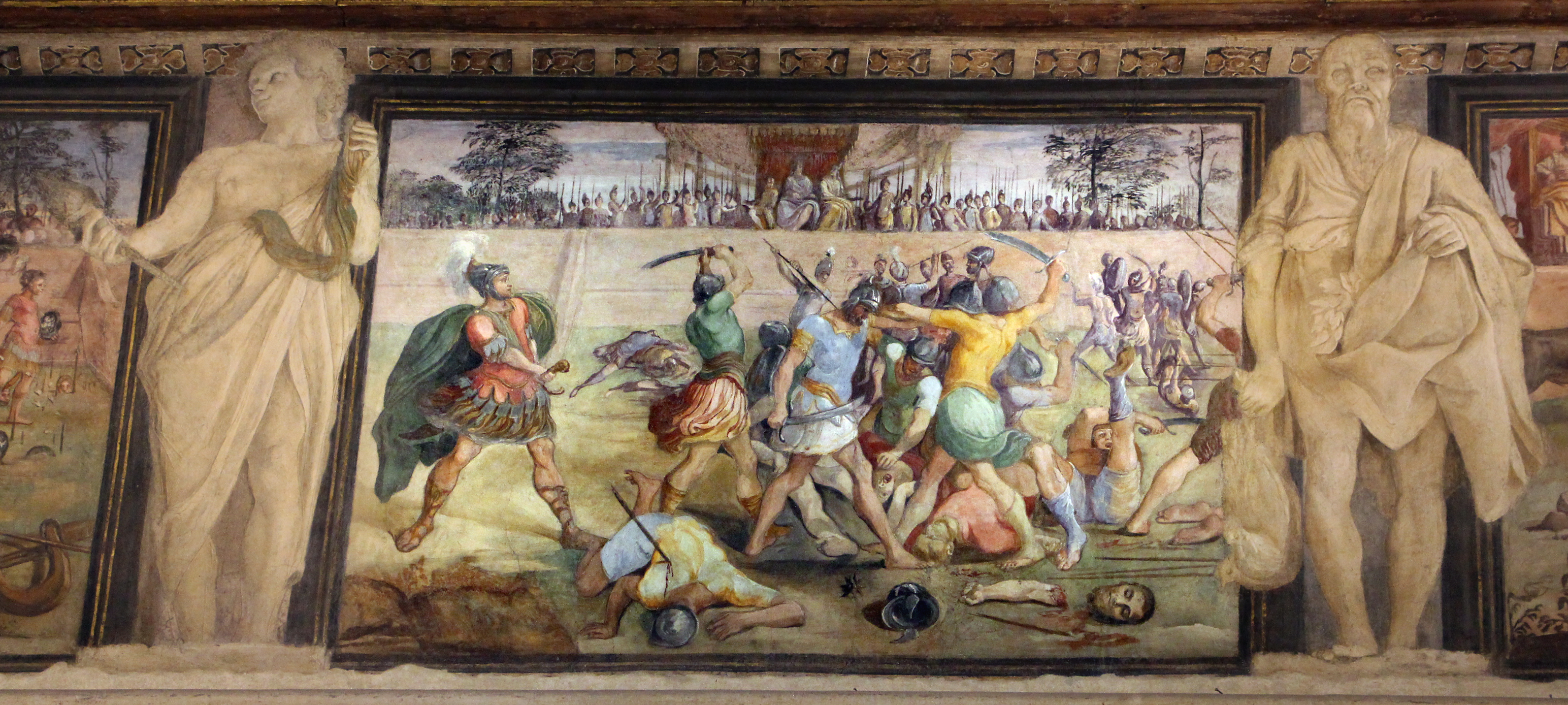
Giasone fa lottare i guerrieri nati dai denti di drago

Anche la seconda parte della prova imposta da Eeta è superata da Giasone, che si avvale, oltre che del magico unguento di Medea, anche di un altro aiuto datogli dalla maga che lo ama. Medea gli ha detto infatti di lanciare nel mezzo dei guerrieri spuntati nel campo un grosso masso. Così facendo essi si sarebbero tutti avventati sul masso e infine si sarebbero combattuti ed uccisi tra loro (ed è quanto si vede nell'affresco). Giasone con facilità ammazza poi i superstiti.
Nel riquadro, forse ancora di Ludovico, sono state colte varie similitudini con le diverse scene di lotta (le figure riverse a terra raffigurate con abili scorci, i pezzi di membra umane sparsi sul campo di battaglia) che si vedono nelle Storie della fondazione di Roma, successiva (ed ultima) impresa collettiva dei tre Carracci.
Il termine di destra è Vertumno, divinità che presiedeva alla maturazione dei prodotti della terra - lo si vede con in grembo dei frutti e in una mano della selvaggina - che allude alla prodigiosa germinazione dei guerrieri nel campo seminato da Giasone. 

### Giasone trafuga il vello d'oro

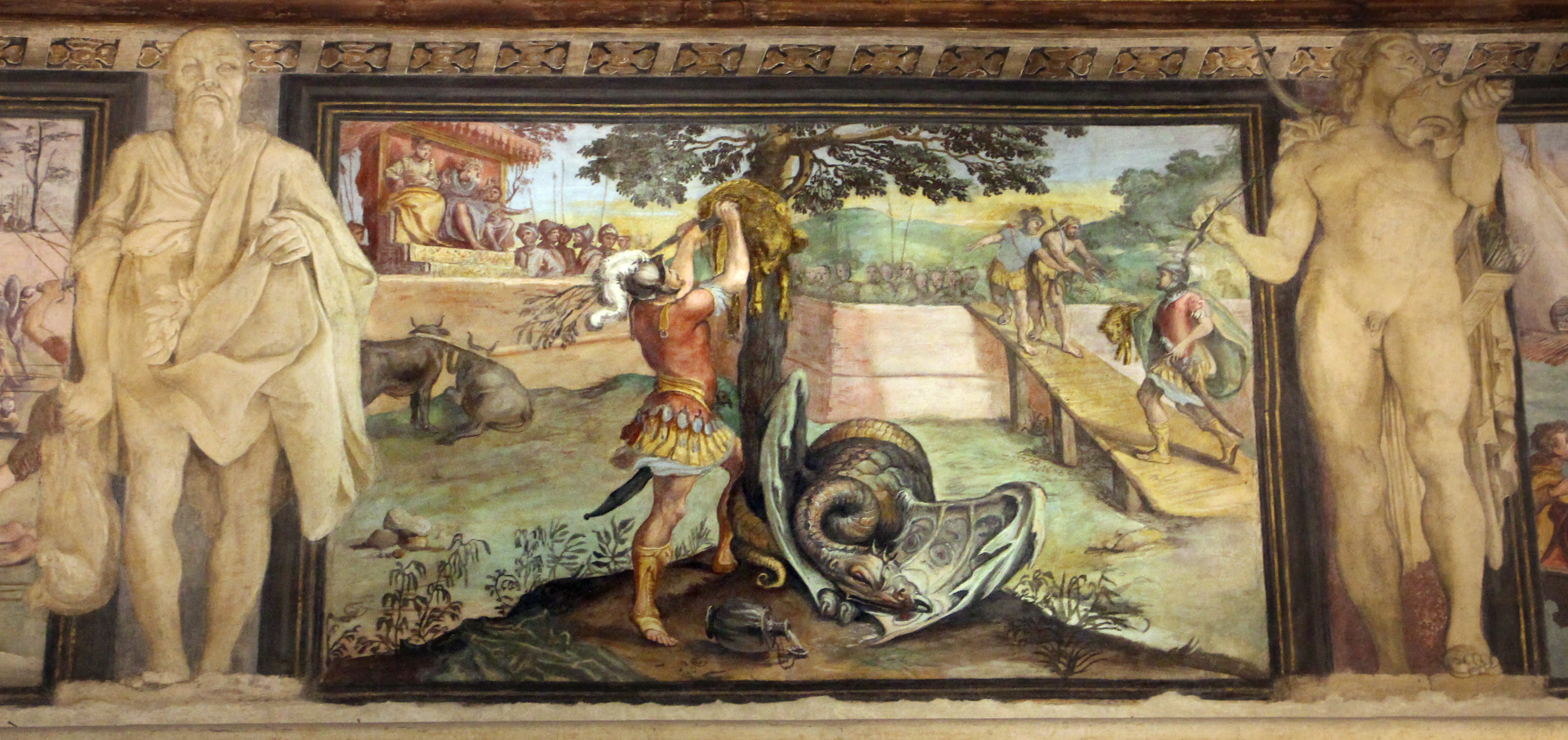
Giasone trafuga il vello d'oro

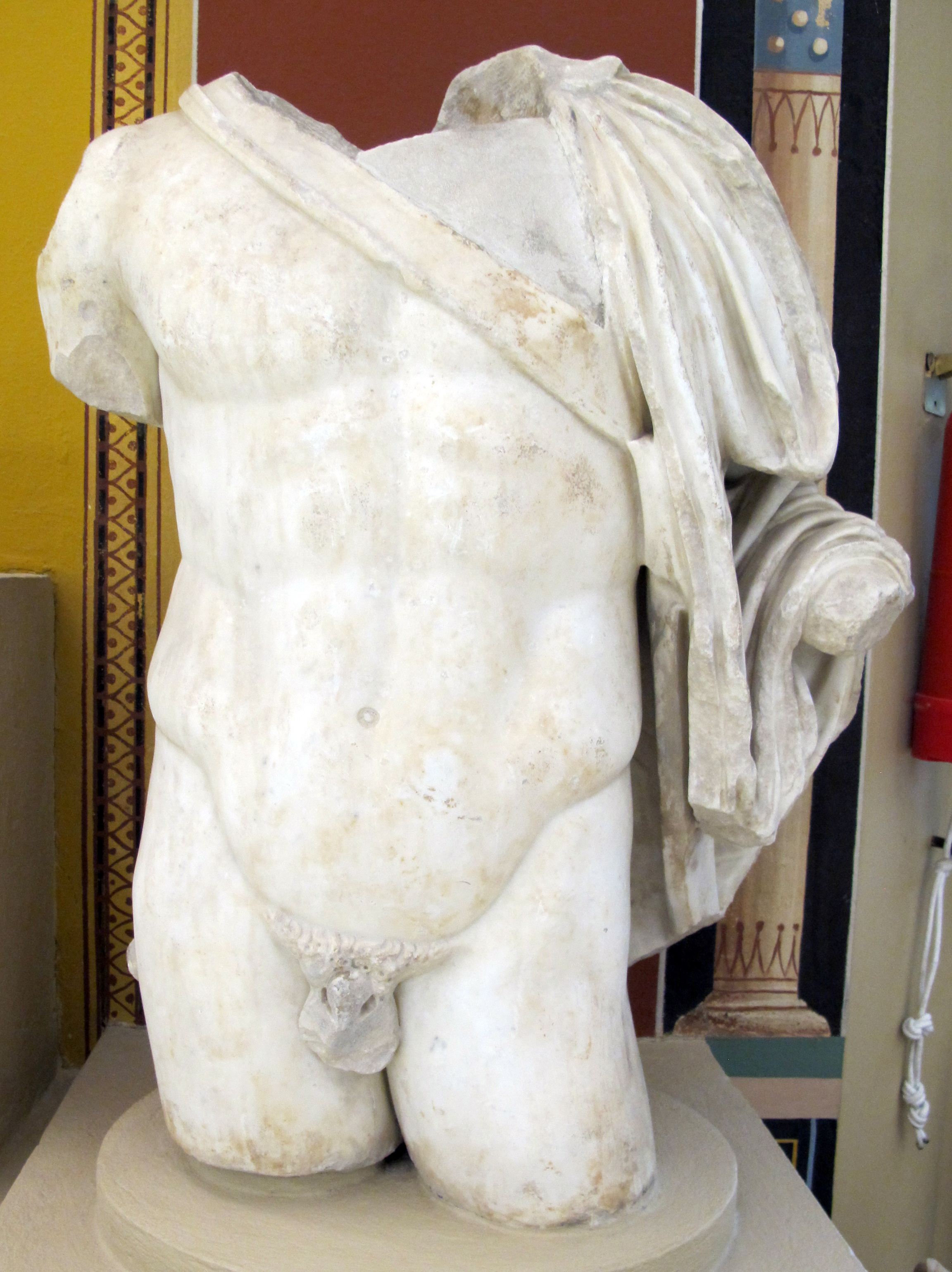
Torso di Diomede del tipo Monaco-Cuma, II secolo d.C., Bologna, Museo civico archeologico

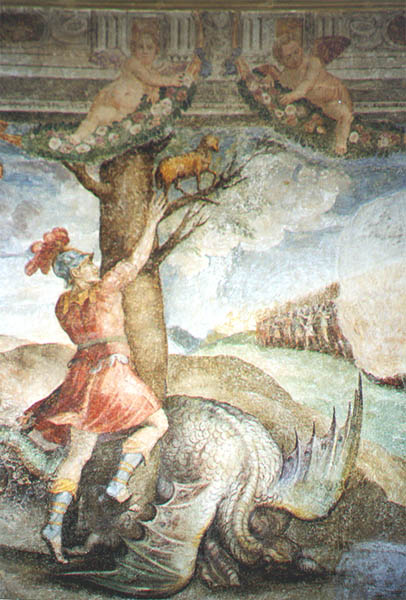
Benedetto Caliari, Giasone conquista il vello d'oro, XVI secolo, Padova, Palazzo Mocenigo Querini

Superate le prove imposte da Eeta, Giasone finalmente si impossessa del vello d'oro. Per economia di mezzi l'episodio è inscenato nello stesso luogo in cui Giasone, nei due riquadri precedenti, ha domato i tori e sterminato i malefici guerrieri.
Dalla stessa tribuna assistono all'evento un sobbalzante Eeta e una trepidante Medea. Anche in questo decisivo frangente il supporto di Medea è determinante per Giasone. Egli infatti ha addormentato il drago posto a guardia del vello avvalendosi di un altro filtro magico fornitogli dalla principessa: come in precedenza se ne vede l'ampolla ben in primo piano al centro dell'affresco.
L'azione prosegue sulla destra: Giasone si dà rapidamente alla fuga, mentre reca con sé il vello, percorrendo una passerella alla cui sommità lo attendono Ercole e un altro compagno.
La composizione al centro dell'affresco, con Giasone che stacca dall'albero il fatale vello mentre il drago giace addormentato, è apparsa molto simile alla raffigurazione dello stesso soggetto che si vede in un ciclo di affreschi, attribuito a Benedetto Caliari (fratello dell'assai più celebre Paolo), realizzato in Palazzo Mocenigo a Padova.
La citazione degli affreschi padovani di Benedetto Caliari è ritenuta significativo indice della spettanza di questo riquadro ad Agostino Carracci.
Il maggiore dei fratelli Carracci, infatti, aveva certamente soggiornato a Padova nel 1582 (o immediatamente prima) come attesta la data dell'incisione dello stesso Agostino tratta dalla pala d'altare di Paolo Veronese raffigurante il Martirio di santa Giustina (1575), collocata nella chiesa patavina dedicata alla stessa santa.
Il termine di destra è Apollo che sta suonando con un archetto uno strumento simile ad un violino. La presenza del dio del sole potrebbe alludere al prevalere del disegno divino, che vuole il ritorno in Grecia del vello d'oro, sulle forze del male incarnate dalle creature mostruose sconfitte da Giasone.
Il possibile modello di questo termine è indicato nel torso di Diomede del tipo Monaco-Cuma (significativa in questo senso è anche la coincidenza del nastro che regge la faretra), attualmente custodito presso il Museo civico archeologico di Bologna.

### Medea uccide suo fratello Absirto

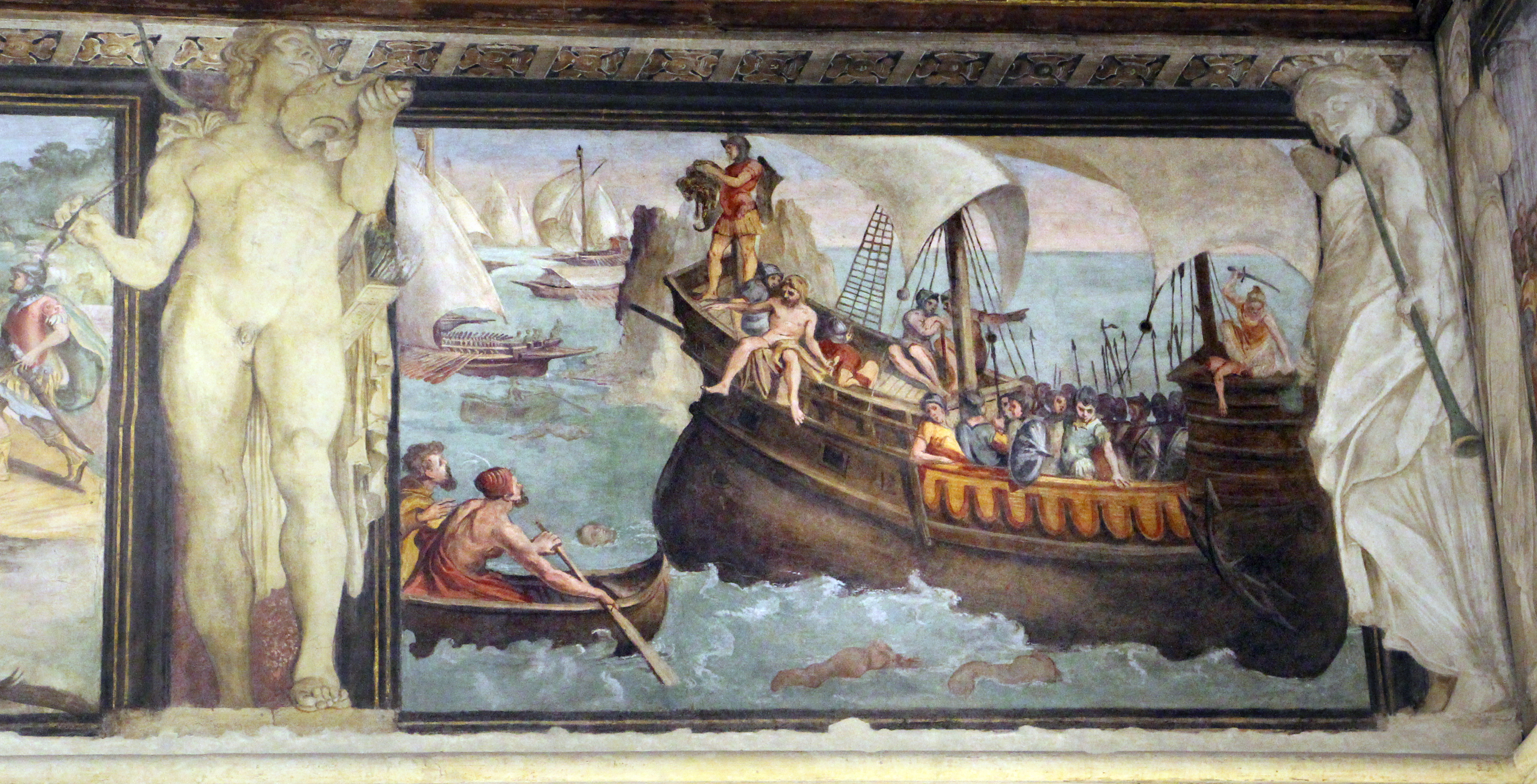
Medea uccide suo fratello Absirto

Nel tentativo di recuperare il vello, Eeta si lancia col suo esercito all'inseguimento degli Argonauti in fuga, ai quali si è unita anche Medea. La maga, infatti, è ormai legata a Giasone da una cieca passione che glielo rende inseparabile e del resto il principe greco, forse più per necessità che per amore, ha promesso di prenderla in sposa. Inoltre Eeta ha scoperto che il giovane venuto da Iolco è riuscito ad impadronirsi del vello proprio grazie all'aiuto di sua figlia, tradimento che il re della Colchide intende punire severamente.
Sulla nave degli Argonauti c'è anche Absirto, fratello di Medea, che ella ha condotto con sé grazie ad uno stratagemma.

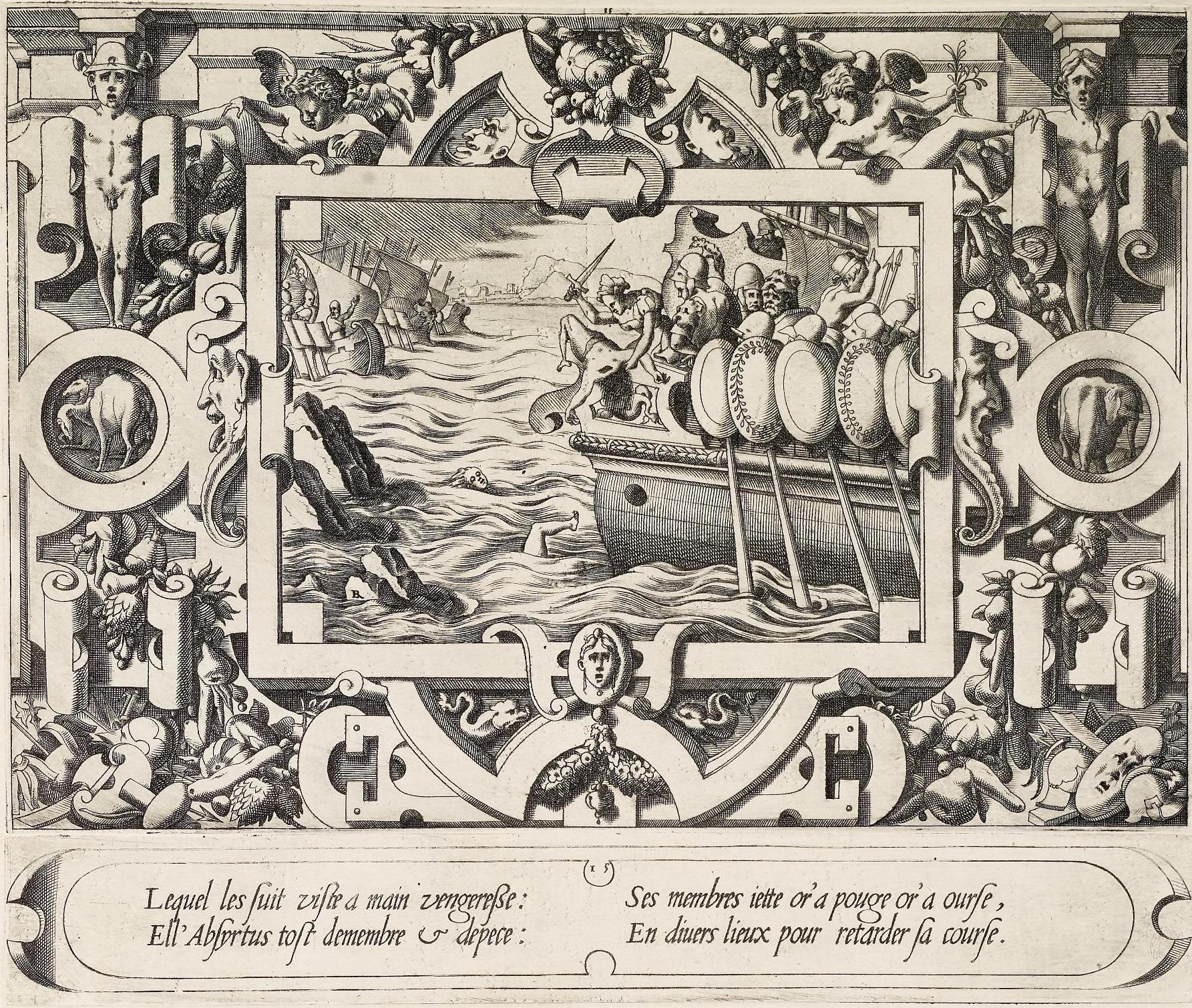
René Boyvin, Livre de la conqueste de la Toison d'Or, Medea uccide Absirto, 1563

Dato l'incalzare della flotta di Eeta, Medea, per amore di Giasone, si macchia di un orrendo delitto. Uccide Absirto e lo fa a pezzi, gettandone, un po' alla volta, le membra in mare: è l'azione raffigurata sul castello di poppa di Argo. In tal modo gli inseguitori, ogni volta che Medea lancia un pezzo di Absirto tra le onde, sono costretti a fermarsi per raccogliere le spoglie del figlio del re al fine di assicurargli una degna sepoltura. Ciò consentirà agli Argonauti di guadagnare terreno e alla fine di mettersi in salvo.
Oltre a Medea sono riconoscibili nell'affresco, sulla prua della nave, Giasone, che mostra il vello in direzione della flotta nemica, ed Ercole in posizione seduta.
Per la maggior parte delle fonti classiche la morte di Absirto avviene in un altro modo (ad esempio in Apollonio Rodio ad uccidere il figlio di Eeta è Giasone, sia pure con la complicità di Medea). La fonte in questo caso – non solo sul piano compositivo ma anche su quello narrativo – sembra essere l'incisione del Livre de la conqueste, raffigurante lo stesso soggetto.
Il termine di destra, una figura femminile con ali e trombe, è un'allegoria della Fama, ennesima ripresa mitografica dal Cartari. Essa potrebbe riferirsi al clamore che gli eventi raffigurati sono destinati a suscitare.

### La consegna del vello d'oro

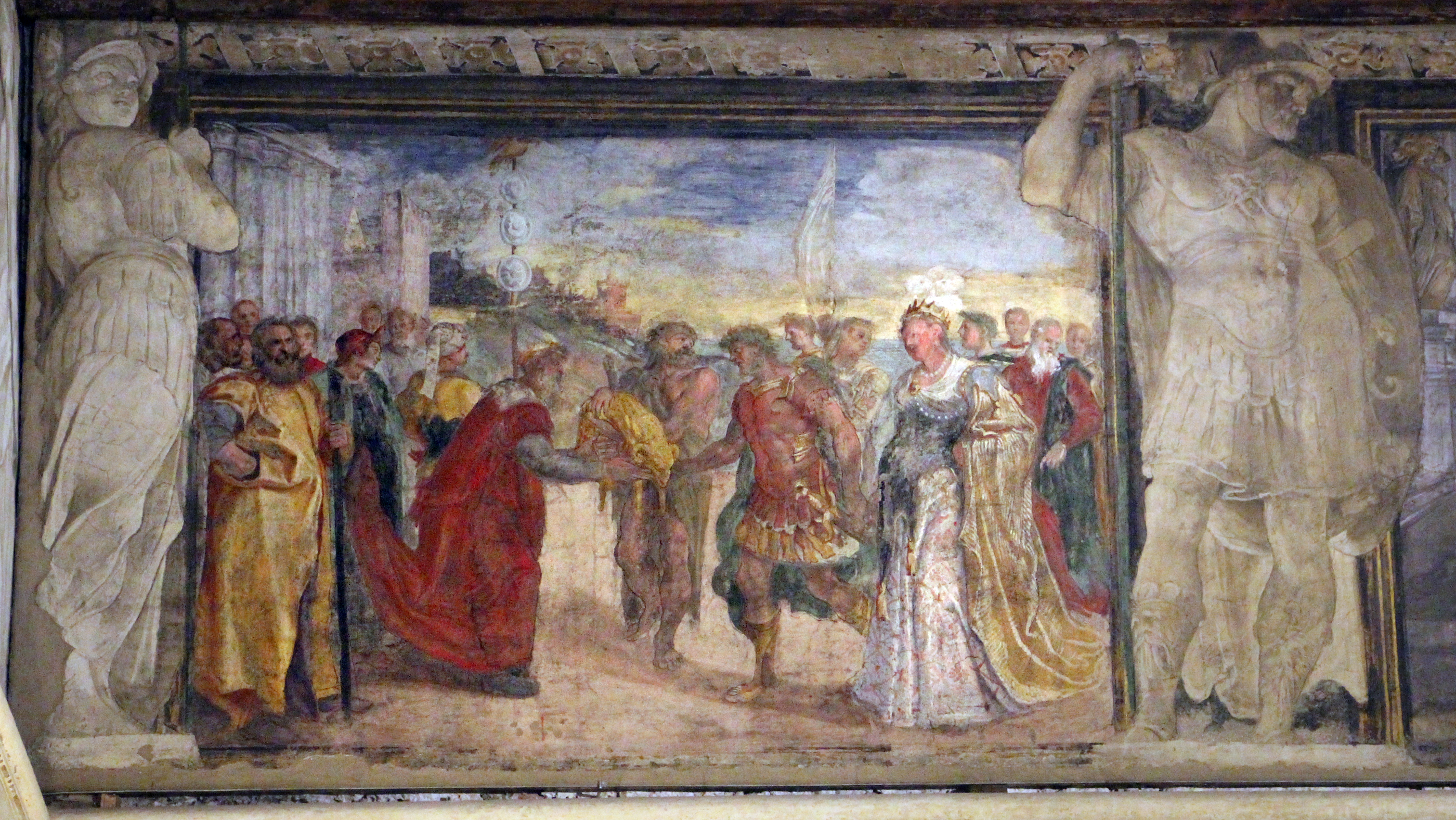
La consegna del vello d'oro

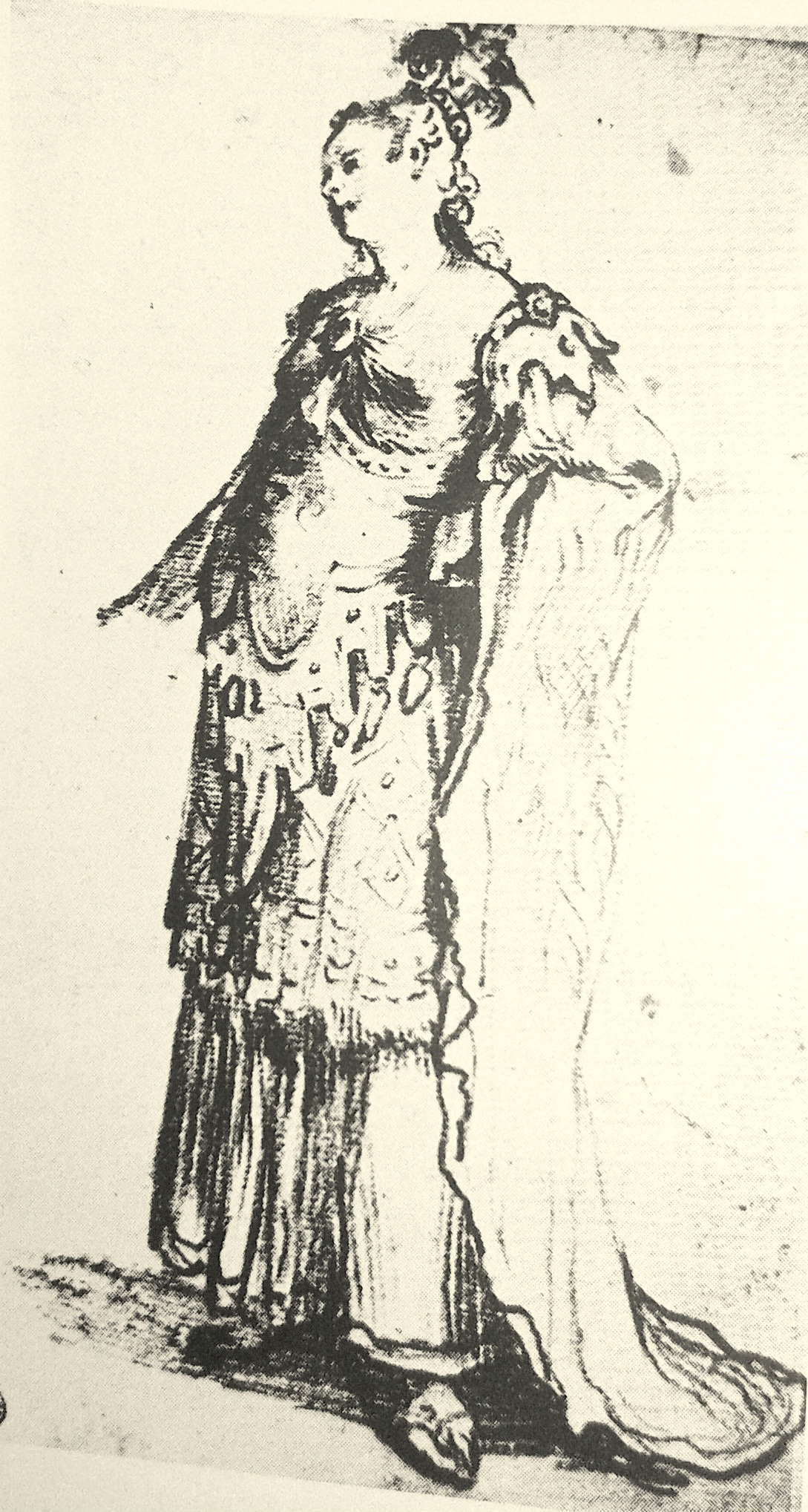
Annibale Carracci, Studio per Medea, Uffizi

Approdati finalmente in patria,  gli Argonauti, e segnatamente Ercole e Giasone, consegnano il vello d'oro a Pelia. Medea, in abiti sontuosamente regali, è immediatamente alla sinistra di Giasone (sul lato destro del riquadro).
Contrapposto al gruppo degli Argonauti c'è, sulla sinistra del riquadro, quello di Pelia, dal vistosissimo manto rosso, e della sua corte. L'incontro si svolge all'aperto con alcuni edifici che fanno da quinta architettonica, soluzione compositiva che potrebbe essere ispirata, ancora una volta, da una stampa di René Boyvin.
In tutto il ciclo di Palazzo Fava questo è l'affresco in cui è più fortemente avvertibile l'influsso della pittura veneta ed in particolare del Veronese. Proprio dai tipi del Caliari sembrano derivare sia la figura di Giasone, accostabile alle molte raffigurazioni di Marte del maestro lagunare, che di Medea, vicina alla figura della principessa egiziana, ma in abiti da gran dama veneziana, che si vede al centro del Mosè salvato dalle acque (Prado) dello stesso Veronese.
In effetti, il capo degli Argonauti quale si vede in questo riquadro - dai tratti esplicitamente eroizzati - è sensibilmente diverso da come lo si è visto, praticamente un ragazzo, nei riquadri precedenti. Se ne è dedotto che il patente venetismo dell'affresco non sia casuale, ma sia stato scelto proprio come stile adeguato alla raffigurazione dell'episodio topico della conclusione vittoriosa della mitica impresa della riconquista del vello.

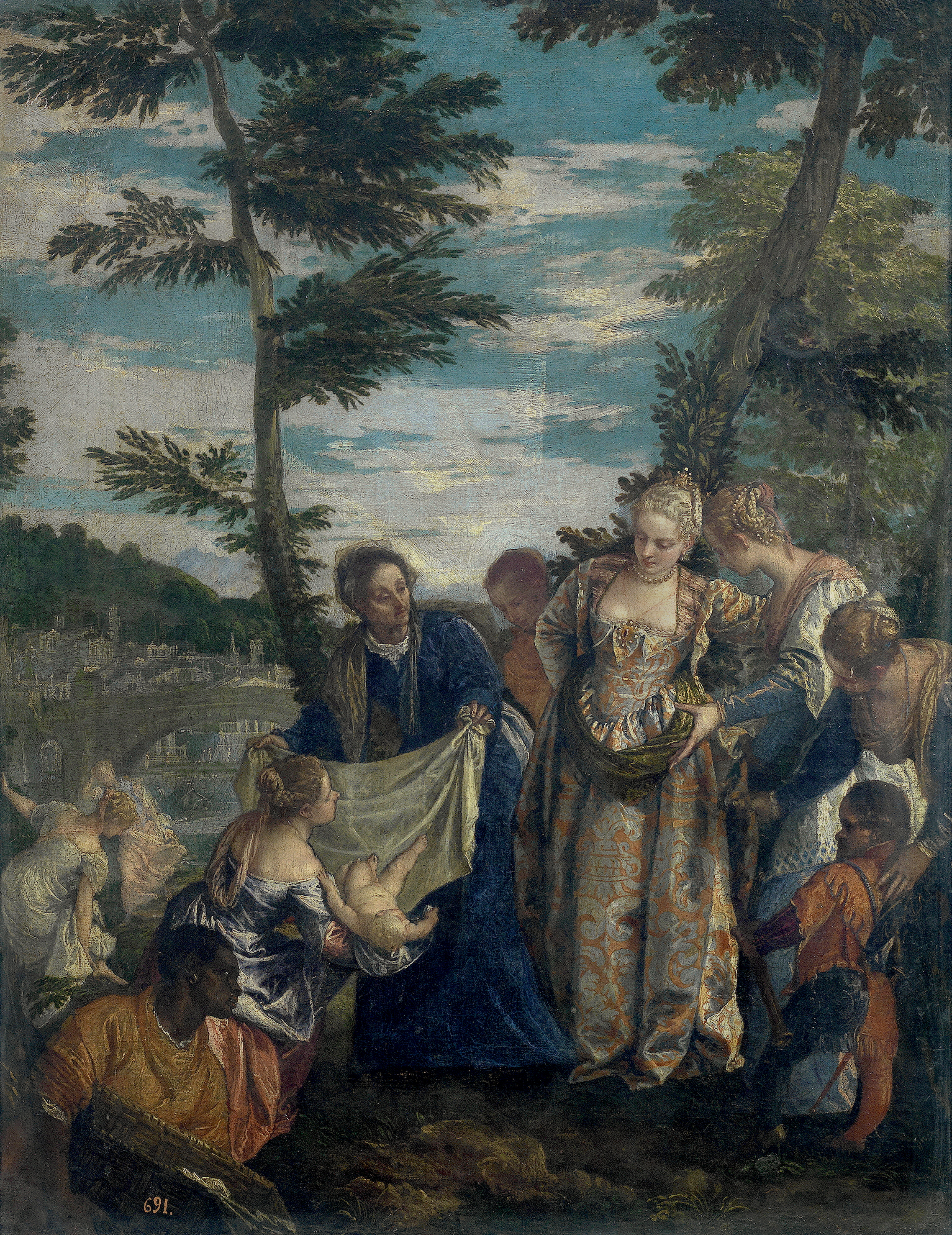
Paolo Veronese, Mosè salvato dalle acque, 1580 ca., Madrid, Prado

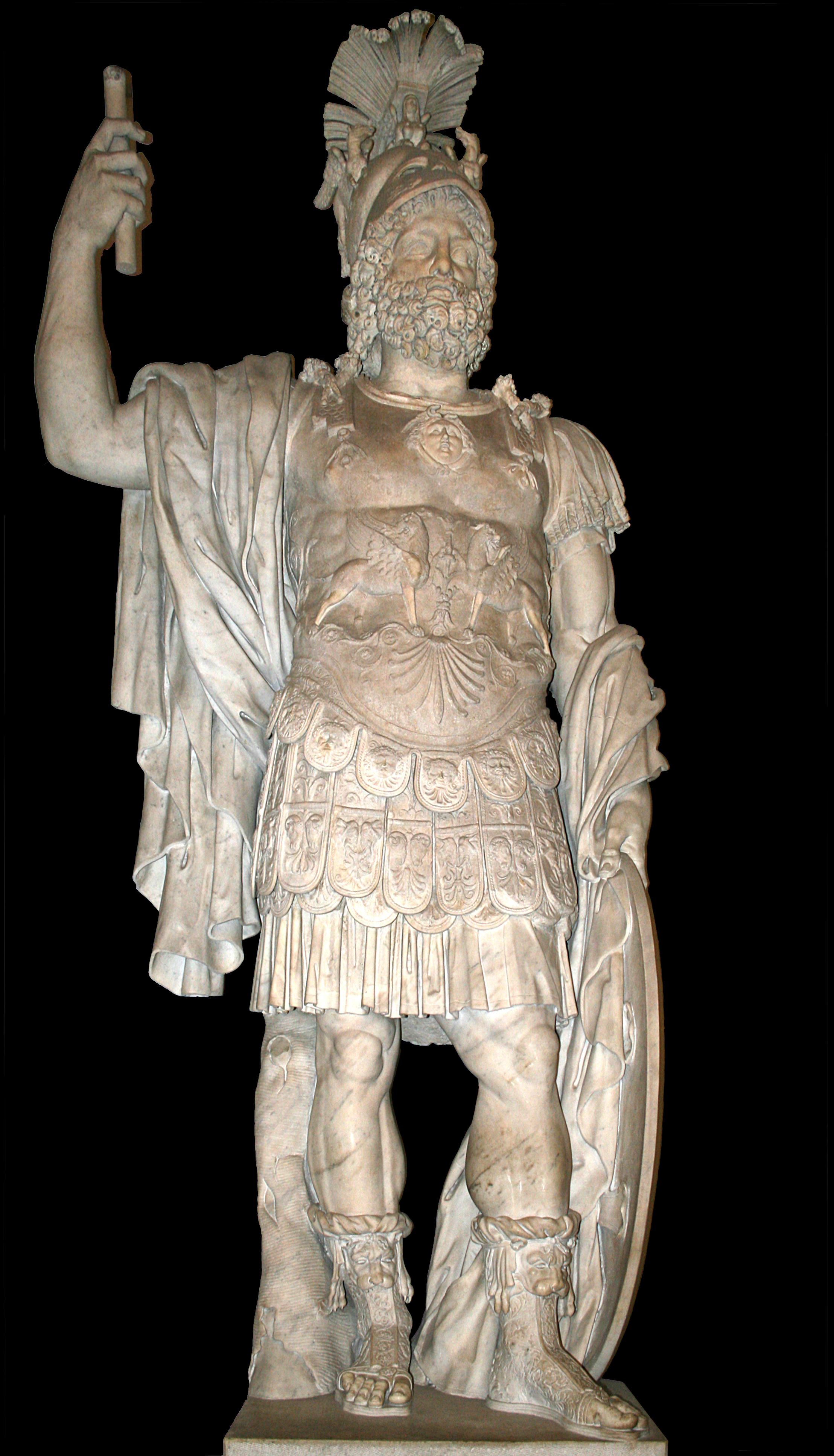
Marte Ultore, Roma, Musei Capitolini

Proprio a causa dell’influsso veronesiano il riquadro con la consegna del vello d’oro è pressoché unanimemente attribuito ad Agostino, l’unico dei tre Carracci che a quelle date era già certamente stato a Venezia, ove peraltro si era dedicato proprio alla traduzione incisoria di dipinti del Caliari.
In ordine a questo riquadro è stato individuato nel Gabinetto dei disegni e delle stampe degli Uffizi un disegno preparatorio della figura di Medea che, nonostante la riconosciuta spettanza dell'affresco al maggiore dei fratelli Carracci, è stato invece attribuito ad Annibale.
Il termine di destra è Marte, dio della guerra. Il possibile modello scultoreo di riferimento è stato individuato nel Mars Ultor ora nei Musei Capitolini, statua di cui il solo busto è di epoca romana, mentre tutto il resto dell'attuale scultura è frutto di integrazioni cinquecentesche.
La presenza di Marte potrebbe alludere allo scontro finale tra Giasone e Pelia, che con il ritorno del primo in Tessaglia sta per avere luogo, ed in particolare alla vendetta di Giasone (per l'appunto Marte Ultore, cioè vendicatore) per l'usurpazione del trono di Iolco.
A sinistra invece c'è Minerva: anch'essa è una divinità guerriera e quindi potrebbe avere un significato complementare a quello di Marte; Minerva però è anche la dea della sapienza e pertanto potrebbe essere correlata alla conoscenza della arti magiche di cui anche, e in special modo, in Grecia Medea darà prova.
Secondo varie fonti al trionfo di Giasone non avrebbe potuto partecipare Esone, ormai vecchissimo e praticamente in fin di vita. Giasone, affranto per la prossima morte di suo padre, prega Medea di far uso della sua magia per ridonare ad Esone la gioventù.

### Incantesimi di Medea

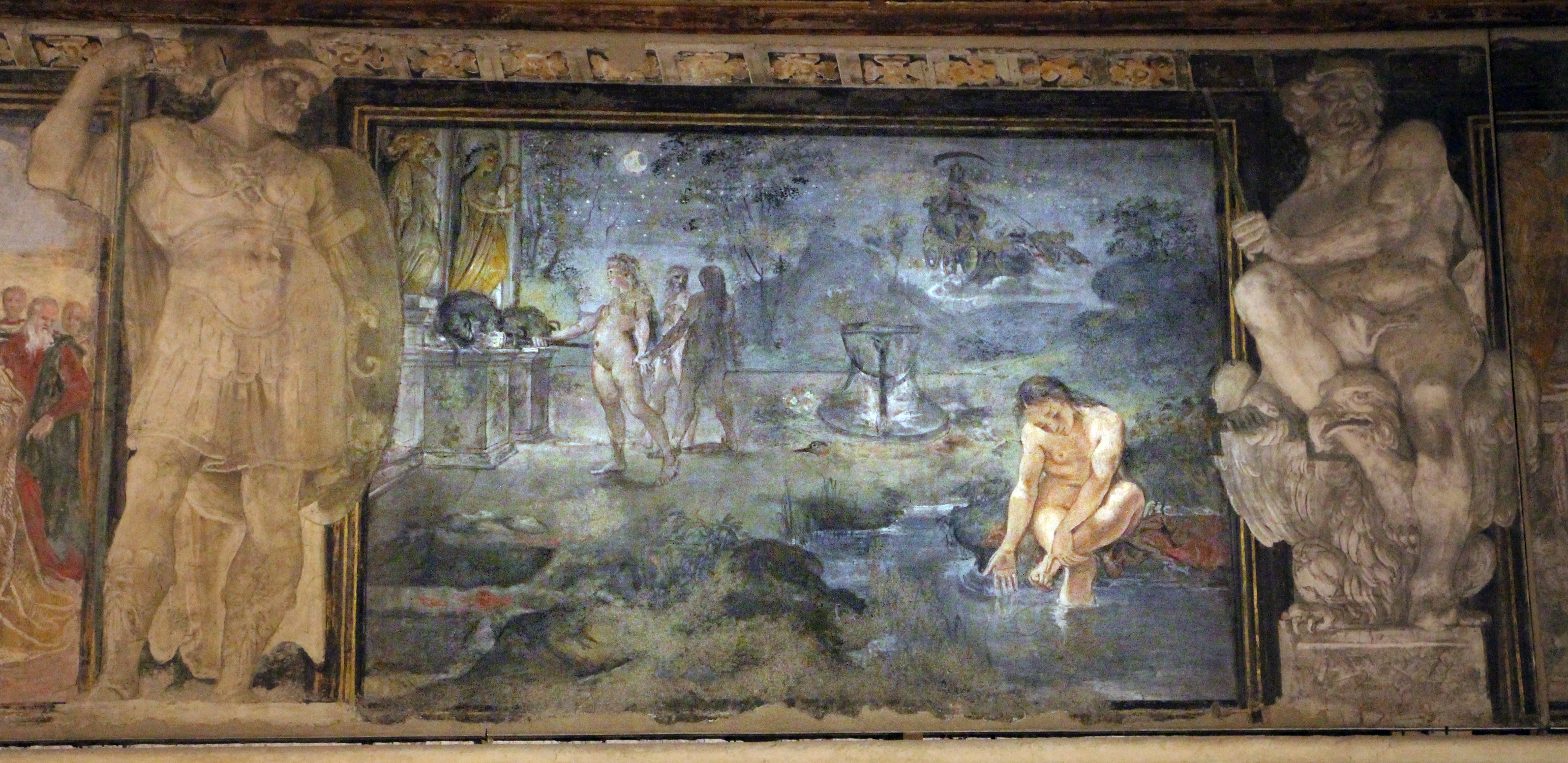
Incantesimi di Medea

La scena è ripresa dal racconto di Ovidio (Metamorfosi, Libro VII) che descrive i riti magici mediante i quali Medea, supplicata in tal senso da Giasone, si prepara a ringiovanire Esone, il padre del suo sposo.
Il riquadro con gli incantesimi di Medea - la cui paternità è dibattuta tra Annibale e Ludovico - è con ogni probabilità il più notevole di tutto il fregio per la coinvolgente atmosfera che lo pervade.
Vi sono raffigurati più eventi che hanno per protagonista la maga caucasica e compaiono vari dettagli ripresi dal poema ovidiano. 
Spicca innanzitutto il nudo in primo piano: qui vediamo Medea seduta sulla riva di uno stagno mentre è profondamente assorta nei suoi pensieri. La giovane sacerdotessa riflette sul destino che le è toccato in sorte a causa dell'amore per Giasone e dimostra, questa sola volta in tutto il ciclo, la sua fragilità e vulnerabilità. Medea sembra conscia del fatto che nemmeno i suoi poteri di maga potranno sottrarla ad un epilogo infelice della sua vita, nemesi per tutti gli atti negativi compiuti (e che ancora dovrà compiere) per amore di Giasone.

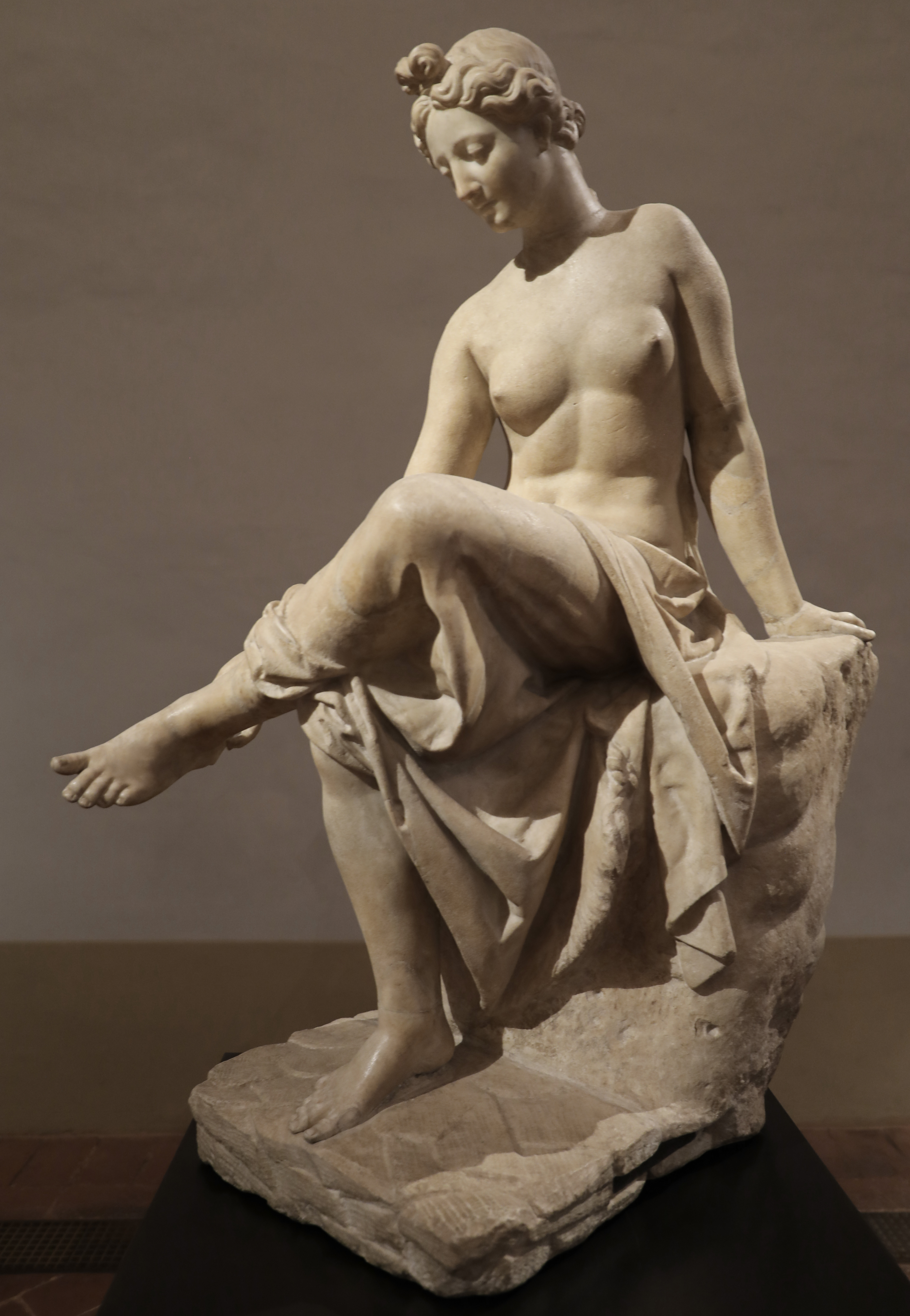
La Ninfa degli Uffizi

L'autore dell'affresco, si tratti di Ludovico o di Annibale, dà qui un notevole saggio di capacità nella caratterizzazione psicologica del personaggio: questa sua meditabonda Medea, infatti, è sembrata associabile, per l’efficacia della mesta introspezione cui è intenta, alla figura femminile protagonista della celeberrima incisione Melencolia I di Albrecht Dürer.
Secondo una specifica ipotesi critica il bagno di Medea in primo piano, di cui in effetti in Ovidio non v'è menzione, potrebbe essere una citazione dal secondo dei Cinque Canti dell'Ariosto, progettata integrazione dell'Orlando Furioso poi abbandonata dal poeta. Qui Medea compare come regina di una regione della Boemia ed è solita prendere dei bagni dalle virtù magiche: da queste abluzioni la sacerdotessa esce ringiovanita. Secondo questa posizione potrebbe avvalorare l'ipotetica connessione del dipinto con questo scritto ariostesco la circostanza che nel riquadro successivo essa sembrerebbe quasi una bambina, ancora più giovane quindi di come la si vede nella scena ove prepara l'incantesimo.
La narrazione prosegue sullo sfondo. Medea è su un carro volante condotto da due draghi alati. Così sorvolerà tutta la Tessaglia alla ricerca di quanto le occorre per celebrare il sortilegio che ridarà la gioventù a suo suocero.
Il terzo episodio raffigurato si svolge nel piano intermedio. Medea sacrifica su un altare due agnelli dal manto nero. L'ara è sovrastata da due statue in marmo che rosseggia alla luce della torcia retta dalla maga. Sono le statue di Ecate, di cui Medea è sacerdotessa – la si riconosce dalle tre teste tipiche della dea (due delle quali sono zoomorfe) – e della Gioventù, che ovviamente simboleggia la finalità del rito che Medea sta celebrando.
Innanzi all'altare ci sono altre due figure la cui identificazione non è chiara. Per alcuni si tratterebbe di Giasone e di suo padre Esone, altra interpretazione è che si tratti di Persefone (la figura di spalle) e di Plutone.
In effetti nel racconto di Ovidio il sacrificio degli agnelli neri è officiato proprio per propiziarsi il favore delle divinità infere affinché non recidano la vita del decrepito Esone negli attimi che precedono il sortilegio. Il sangue degli agnelli, mescolato a latte e vino, è infatti versato in due buche, che si vedono in basso a sinistra con i bordi imbrattatati di rosso, affinché Plutone e Persefone non si affrettino a «privare dell'anima stanca le membra di Esone».

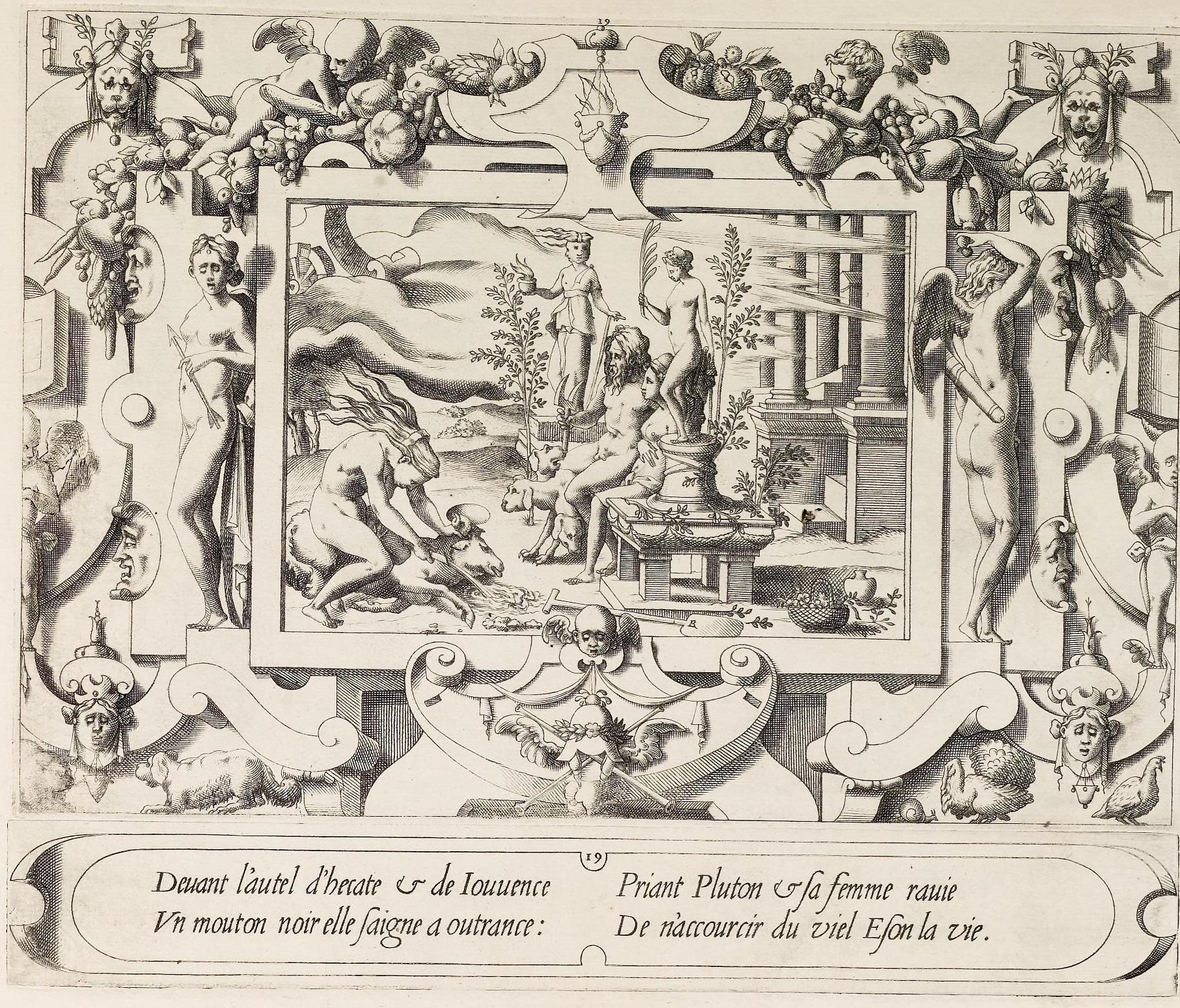
René Boyvin, Livre de la conqueste de la Toison d'Or, Sacrificio di Medea a Plutone e Persefone all'altare di Ecate, 1563.

Si ritiene che conforti l'identificazione delle due figure in questione con gli dèi dell'oltretomba un'incisione tratta dal più volte menzionato Livre de la Conqueste de la Toison d'or, dove, innanzi all'altare di Ecate (abbastanza simile a quello che si vede nell'affresco), Medea compie un sacrificio per Plutone e Persefone, seduti sullo stesso altare e chiaramente indicati come tali anche dalla didascalia della stampa.
Esattamente al centro della scena, poi, vi è il grosso calderone utilizzato per preparare il filtro che ridarà ad Esone il vigore degli anni giovanili. Si vedono a terra alcuni degli ingredienti utilizzati per prepararlo (come le testa di un uccello), così come a sinistra del mastello si scorgono dei fiori. Sono quelli spuntati dove sono cadute alcune gocce del filtro, che ridanno al suolo, come dice Ovidio, un aspetto primaverile.
Varie fonti sono state proposte quale modello di ispirazione di alcune figure che compaiono nell'affresco. Innanzitutto nella figura di Medea seduta ai bordi dello specchio d’acqua si è colta la vicinanza con una statua antica raffigurante una ninfa seduta (scultura nota anche come Ninfa alla spina). La statua, che attualmente si trova agli Uffizi, era un tempo a Roma da dove venne poi trasferita a Firenze proprio nello stesso periodo in cui i Carracci erano impegnati a Palazzo Fava.
È dubbio però che qualcuno dei Carracci possa aver visto direttamente questa scultura ed è quindi più plausibile una ripresa indiretta del modello antico, derivante cioè da opere, a loro volta ispirate dalla Ninfa alla spina, più accessibili ai Carracci. In merito sono possibili due ipotesi. La prima riguarda una tarsia del coro ligneo della chiesa di San Michele in Bosco a Bologna, intagliata da Raffaele da Brescia negli anni Venti del Cinquecento. La figura femminile di questa tarsia sembra, infatti, chiaramente ripresa dalla statua romana.

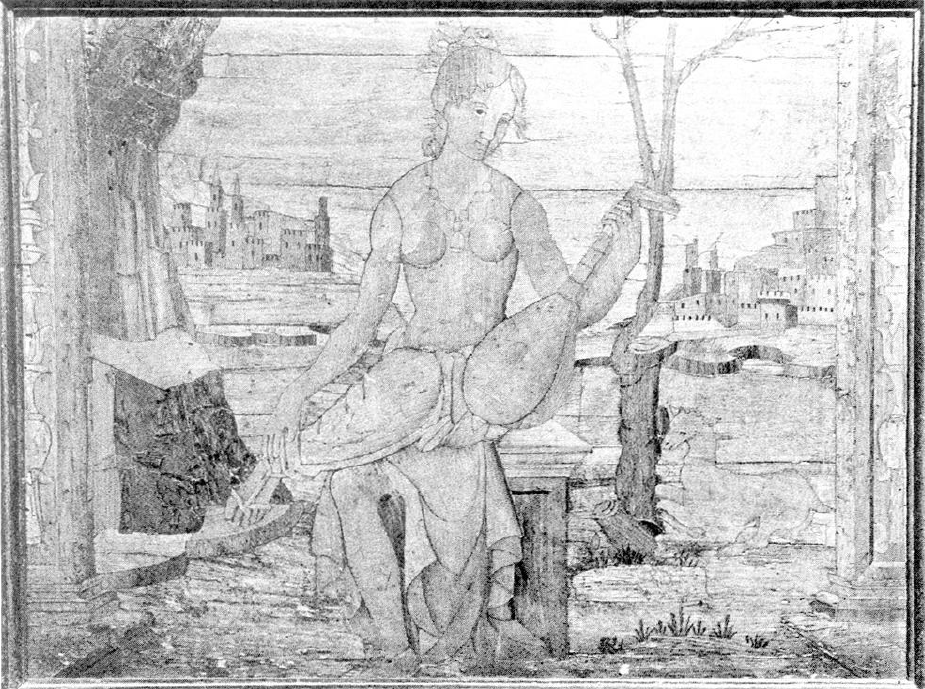
La tarsia di San Michele in Bosco, Bologna, 1522-1524

Tuttavia la Medea del riquadro di Palazzo Fava sembra molto più vicina all'antica ninfa di quanto non lo sia l’intaglio bolognese: forse è più persuasiva l'ipotesi che per l’affresco ci si sia rifatti a fonti più prossime al modello originario. Al riguardo è possibile osservare che dalla Ninfa alla spina lo scultore Pier Jacopo Bonacolsi, più noto con lo pseudonimo di Antico, trasse, ad inizio Cinquecento, una copia in bronzo di piccolo formato, destinata allo Studiolo di Isabella d'Este (dove faceva coppia con un altro bronzetto dello stesso scultore, copia a sua volta del celebre Spinario).
La piccola ninfa dell'Antico dovette riscuotere particolare successo, come testimoniano le diverse copie note della statuetta diffuse tra Lombardia ed Emilia. L’ipotesi dunque è che la Medea allo stagno sia stata modellata basandosi su uno di questi bronzetti noto ai Carracci.

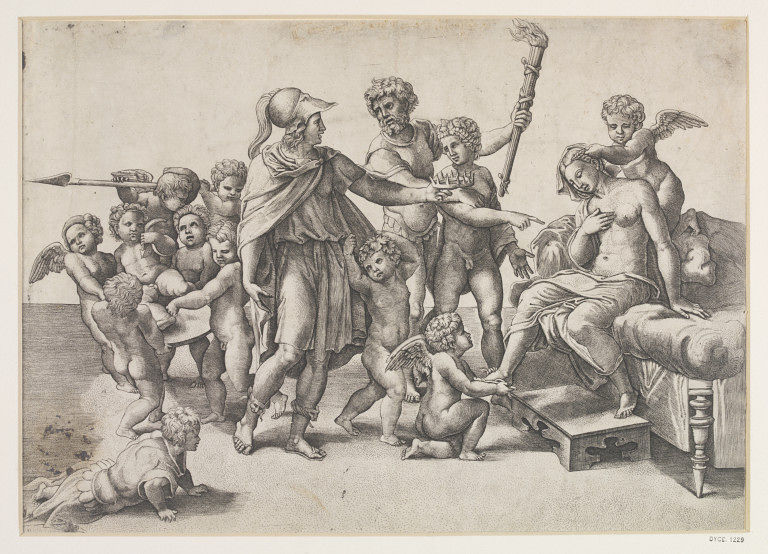
L'incisione del Caraglio tratta dal disegno di Raffaello

L’analisi del dipinto tuttavia sembra dimostrare che il modello scultoreo (a sua volta derivante dalla statua classica) sia stato rimisurato sul vero. Mettendo cioè una ragazza (o un ragazzo) nella stessa posa del bronzetto per dare al risultato finale che si vede nell'affresco una forma più naturale.
Anche per il diverso momento in cui Medea sacrifica gli agnelli sull'altare di Ecate si è proposto un ulteriore modello seguito per la raffigurazione della sacerdotessa. Si tratta della figura di Alessandro Magno quale si vede in un disegno preparatorio di Raffaello raffigurante le nozze del condottiero macedone con la principessa persiana Roxane, studio che avrebbe dovuto essere utilizzato per un progettato ciclo di affreschi nella villa tiberina di Agostino Chigi.
Non è possibile che i Carracci possano aver avuto conoscenza (allora) del disegno di Raffaello, ma esso era stato tradotto in incisione da Jacopo Caraglio, fonte invece facilmente accessibile.
Anche in questo caso peraltro il modello derivante dall'opera d'arte è stato verosimilmente combinato con lo studio dal vivo.

### Ringiovanimento di Esone o Uccisione di Pelia

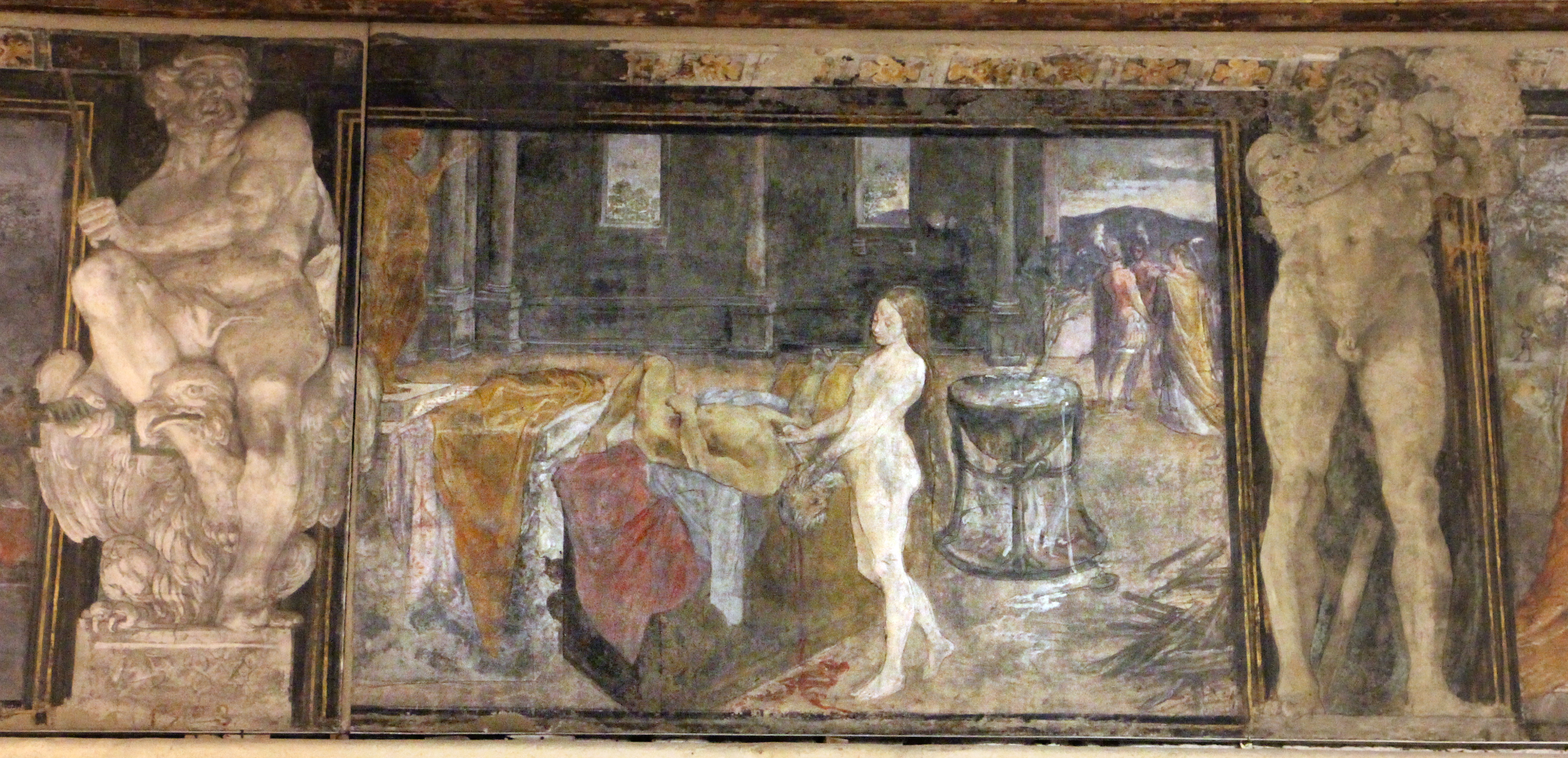
Ringiovanimento di Esone o Uccisione di Pelia

L'affresco è oggetto di due diverse letture. Secondo una prima interpretazione, già indicata dal Malvasia, si tratta dell'immediato seguito della scena antecedente. Medea, quindi, sgozza il padre di Giasone e nelle sue vene versa, in luogo dello stanco sangue del vecchio Esone, il filtro magico preparato durante gli incantesimi notturni del riquadro che precede.
Altra visione che è Medea stia qui uccidendo Pelia, portando a compimento quanto le figlie dello stesso illegittimo re di Iolco, ingannate da Medea, avevano iniziato a fare pensando (proprio a causa dell'inganno della sacerdotessa di Ecate) di ringiovanire anche loro padre.
Varie considerazioni militano a favore della lettura originaria. Innanzitutto sullo sfondo si vede Giasone con altre figure: ciò pare aderire al testo di Ovidio (fonte anche di questa scena) il quale racconta che Medea, prima procedere allo sgozzamento di Esone, ingiunge a tutti i presenti di essere lasciata sola (anche se in verità in Ovidio il rito su Esone avviene all'aperto, mentre qui ci si trova all'interno di una stanza).
Inoltre, se si trattasse dell'uccisione di Pelia sarebbe poco chiara la sequenza rispetto alla scena successiva. In Ovidio, infatti, il trucco di Medea che resuscita un agnello, cioè il sortilegio col quale ella inganna le figlie di Pelia, precede, e non segue, la morte di costui.

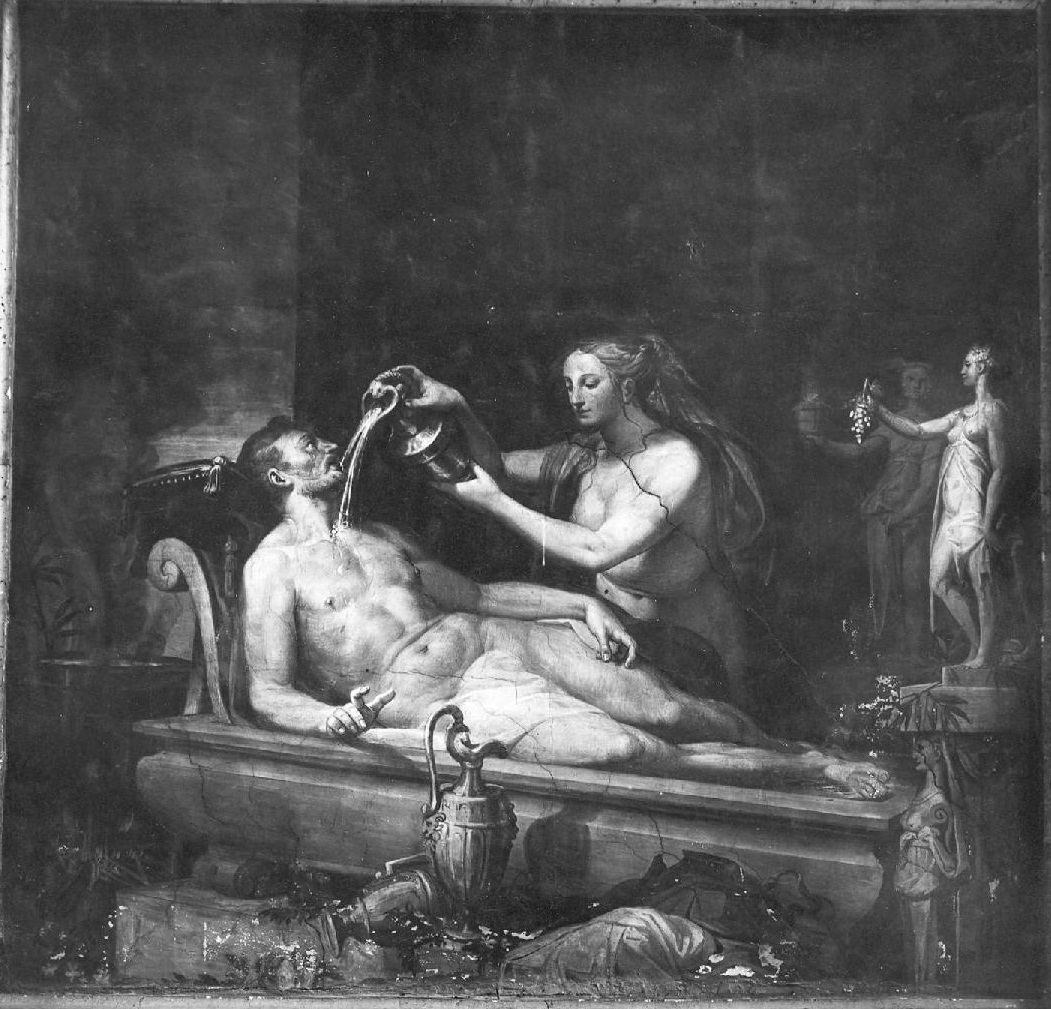
Pellegrino Tibaldi, Medea ringiovanisce Esone, metà XVI secolo, Bologna, Palazzo Marescalchi

Particolarmente raffinata è l'architettura della sala in cui Medea sta operando: si è pensato che essa possa essere il frutto di una riflessione sulla trattatistica del Vignola.
Il tutto si svolge tra Giove e Saturno. Il primo probabilmente allude ed incarna l'onnipotenza: quel che sta facendo Medea, cioè riportare alla gioventù un vecchio morente, è un prodigio tale che esemplifica il concetto di onnipotenza della quale il re degli dèi è il sommo titolare.
Sul basamento ove poggia l'aquila su cui Giove è assiso si legge la data 1584, ritenuta quella di conclusione del fregio.
Circa il termine con Giove di Palazzo Fava, Lucio Faberi (o Faberio), notaio della Compagnia dei pittori a Bologna, nella commemorazione funebre tributata ad Agostino Carracci (trascritta dal Malvasia nella Felsina Pittrice) narra l'aneddoto secondo il quale molti osservatori del fregio erano soliti toccare questa figura per sincerarsi che si trattasse di un dipinto e non di una vera scultura.
Il tema - se effettivamente nell'ultimo riquadro del fregio dei Carracci è raffigurato il ringiovanimento di Esone - vantava un rilevante precedente costituito dal già menzionato affresco di Pellegrino Tibaldi eseguito per la stessa famiglia Fava.

### La prova dell'agnello

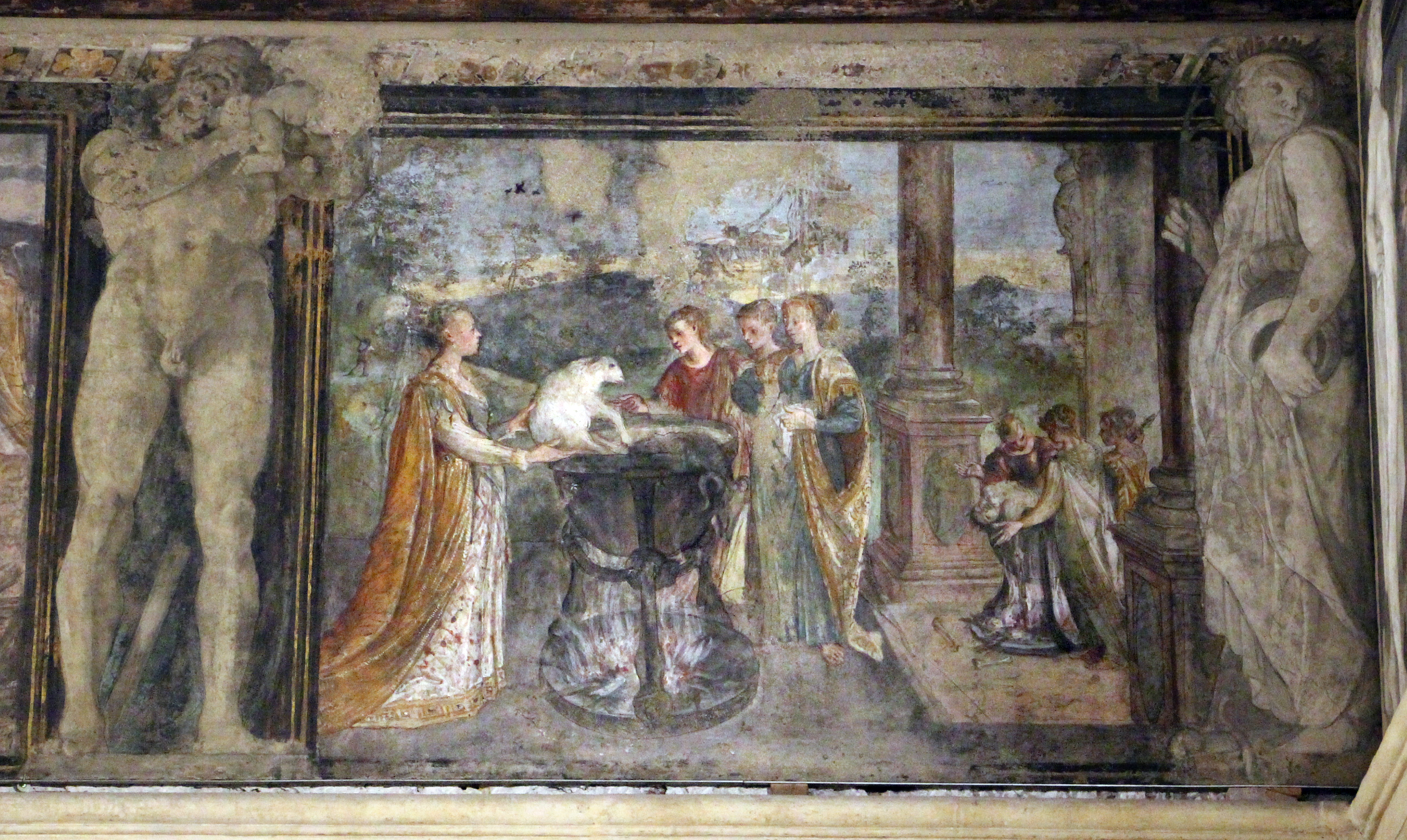
La prova dell'agnello

Nell'ultimo affresco del fregio prosegue la raffigurazione del racconto di Ovidio. Medea si trova adesso presso la reggia di Pelia, anch'egli ormai decrepito sotto il peso degli anni.
La maga racconta alle figlie dell'usurpatore del trono di Iolco dell'incantesimo col quale ha appena riportato Esone alla giovinezza. Le figlie di Pelia vorrebbero che lo stesso accadesse per loro padre. Medea per vincere ogni resistenza di queste e per dar loro dimostrazione dei suoi poteri sovrannaturali si fa consegnare un vecchio montone. Sgozza la bestia e la immerge in un paiolo di filtro magico dal quale subitaneamente esce un belante agnellino.
Le figlie di Pelia abbandonano ogni indugio. Medea allora appresta un nuovo filtro, questa volta però fatto con erbe prive di ogni virtù magica. Mentre Pelia dorme le figlie si recano al suo capezzale e iniziano a sgozzarlo. Ma sono prese dal terrore e colpiscono a casaccio: Pelia sta quasi per svegliarsi quando Medea afferra una spada e con decisione gli taglia la gola uccidendolo.

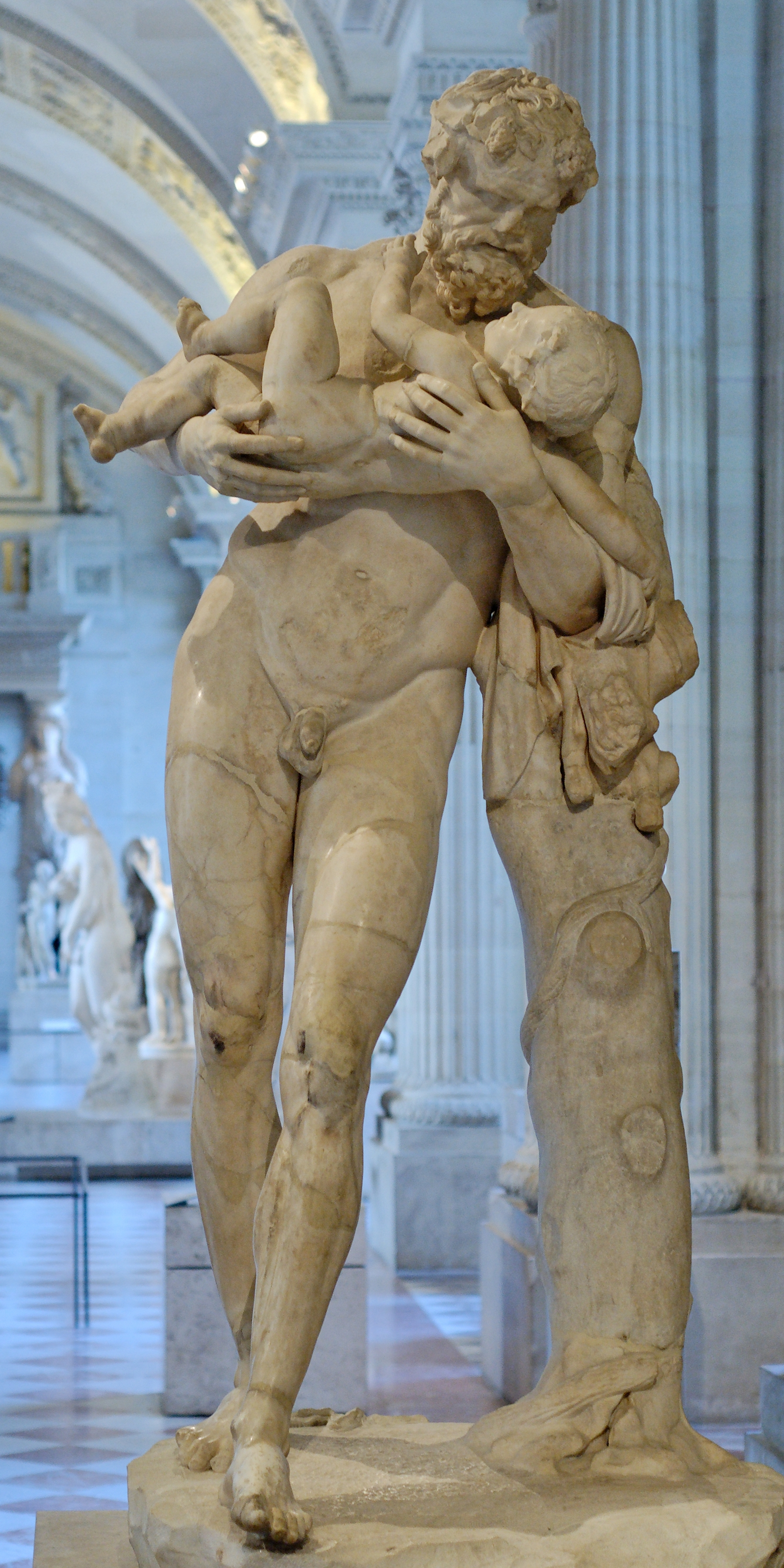
Sileno con Bacco fanciullo, I-II secolo d.C., Parigi, Louvre

La maga si dà quindi alla fuga sul suo carro condotto da draghi alati: è l'episodio raffigurato sullo sfondo (poco leggibile a causa di alcune cadute d'intonaco in quel punto).
Un po' diversa è la lettura dell'affresco se si accede alla tesi che vuole l'uccisione di Pelia già inscenata nel riquadro precedente. In questa chiave le figlie di Pelia (sulla destra) portano al cospetto di Medea il padre morto e la maga del Caucaso dimostra loro, per discolparsi, la veridicità del suo potere di ringiovanire le creature col sortilegio dell'agnello.
Il termine di sinistra è Saturno, deità che pertanto nel fregio comprare due volte, sempreché quello precedente (tra il sacrificio di Pelia e la costruzione di Argo) non vada inteso come Eolo. Anche in questo caso la sua apparizione è connessa al tema del parricidio.
Sul piano figurativo questo termine sembra essere una ripresa della statua del Sileno con Bacco fanciullo già di Collezione Borghese ed ora al Louvre, scultura che in effetti fu a lungo male interpretata come raffigurazione di Saturno che porta alla bocca uno dei suoi figli per divorarlo.
Il termine destro (ventiduesimo ed ultimo del fregio) è una Vittoria comune con una palma nella mano destra e un elmo nella sinistra (iconografia ancora una volta desunta dal Cartari). L'ultimo termine simboleggia il definitivo trionfo di Giasone e Medea su Pelia.
È stato inoltre notato che la Vittoria guarda verso un punto specifico del salone. Si è supposto che essa potesse essere rivolta verso il camino con il perduto episodio dell'uccisione di Creusa e che quindi potesse alludere anche alla vittoria di Medea sul tradimento di Giasone. Si tratta però di una supposizione allo stato indimostrabile posto che è del tutto ignoto in quale punto della sala si trovasse lo scomparso camino.

### La morte di Creusa

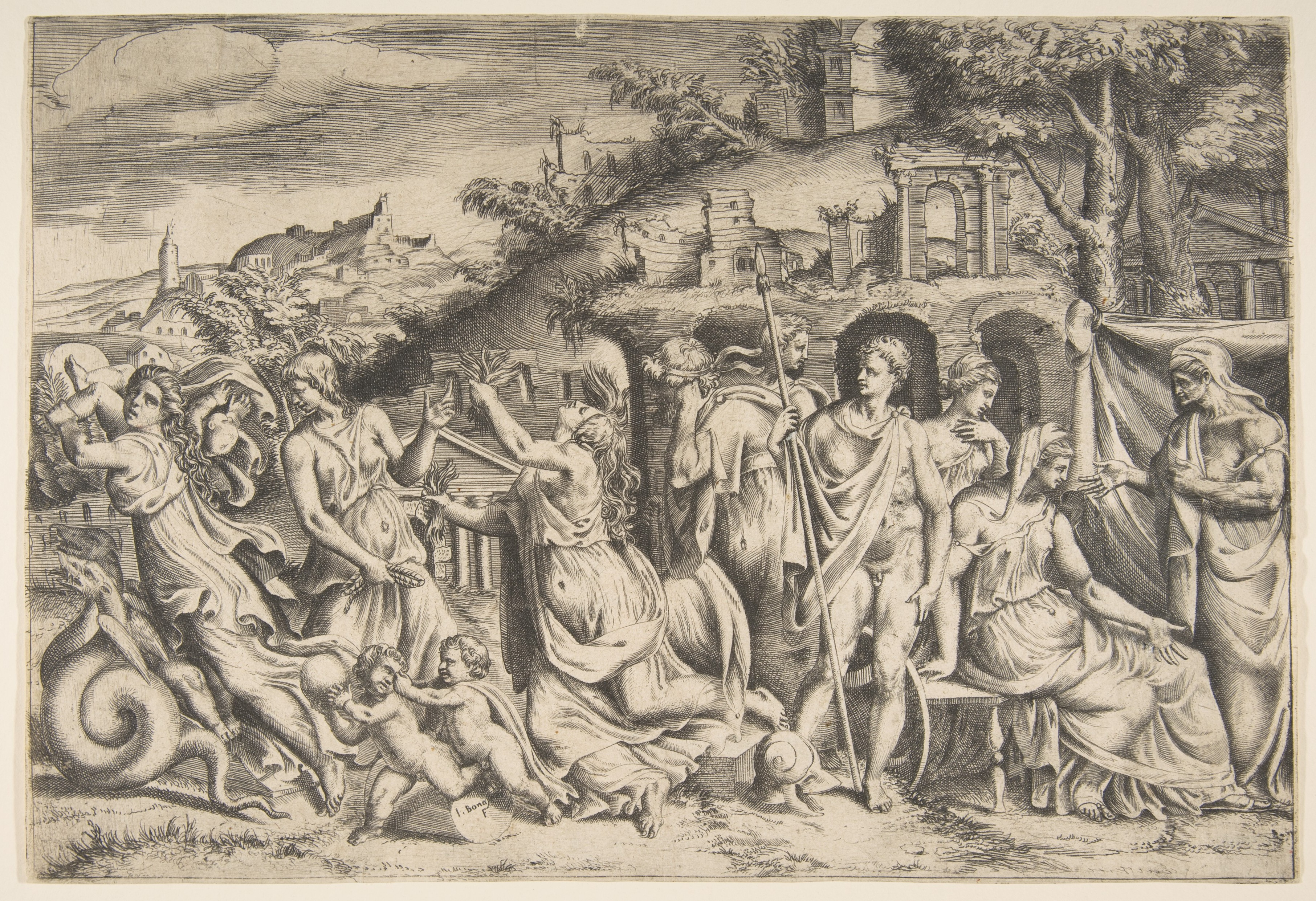
L'incisione di Giulio Bonasone: al centro Creusa morente

Della perduta decorazione del camino del salone di Palazzo Fava non è nota alcuna testimonianza grafica. Essa è conosciuta solo grazie alla descrizione tramandatane dal Malvasia nella Felsina: «nella facciata del camino, anch'essa da Ludovico ritocca, vedesi l'incendiario dono, tradimento anche a dì nostri usato, mandato dall'ingelosita ed appassionata Medea per gli stessi suoi figli e di Giasone, alla nuova di lui consorte Creusa, che ne rimane uccisa e morta».
Il tema vantava già un rilevante precedente nella tradizione artistica bolognese costituito da un'incisione di Giulio Bonasone, pittore ed incisore felsineo, a sua volta derivata dall'iconografia di sarcofagi di epoca romana, raffiguranti gli eventi conclusivi della Medea di Euripide.
Un buon esempio di tali sculture funerarie è quella attualmente conservata nell'Altes Museum di Berlino.

## Valutazione critica

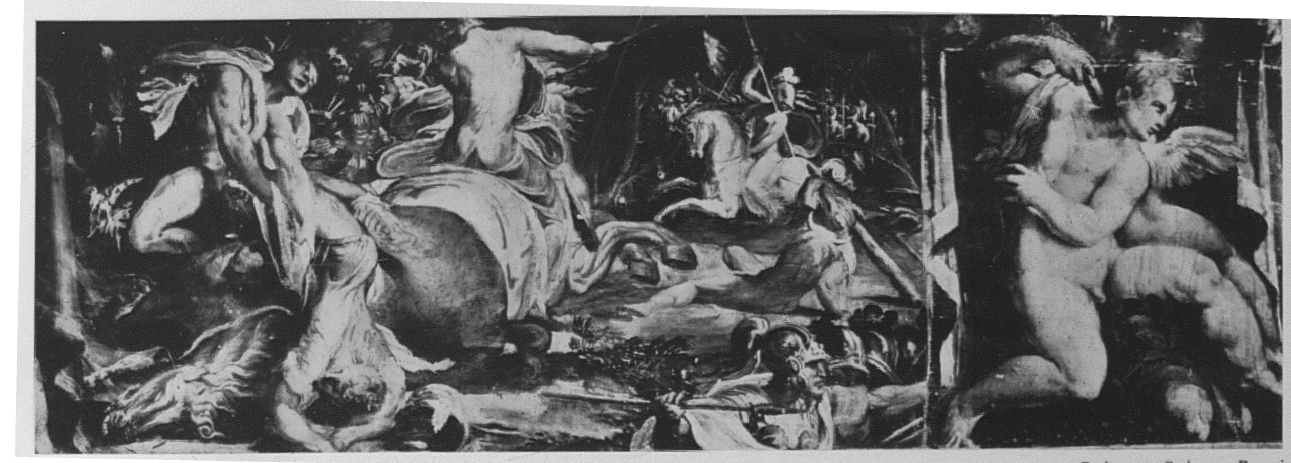
Nicolò dell'Abate, Storie di Camilla, 1550 ca., Bologna, Palazzo Poggi. Uno dei più cospicui esempi di fregio affrescato bolognese antecedente alla rivisitazione del genere inaugurata dai Carracci a Palazzo Fava

Stando al Malvasia le storie di Giasone e Medea non ebbero buona accoglienza. Riferisce lo storico bolognese che il conte Fava chiamò a palazzo l'affermato pittore Bartolomeo Cesi per ascoltarne il giudizio sul fregio dei Carracci. Il Cesi mosse varie critiche all'opera, riferite soprattutto alle parti spettanti ad Annibale. Per il Cesi, infatti, gli affreschi avevano un che di sbozzato e poco pulito ed inoltre le scene erano troppo piccole, di talché, date le dimensioni dalla sala, in alcune di esse, e in particolare in quelle più affollate, non era ben percepibile cosa vi fosse raffigurato.
Stando sempre all'aneddotica della Felsina, queste critiche avrebbero colto nel segno, al punto che Filippo Fava, quando decise di commissionare il successivo fregio con le storie di Enea avrebbe preteso che esso fosse realizzato dal solo Ludovico - risparmiato dai giudizi negativi del Cesi -, prescrizione che il più anziano dei Carracci avrebbe disatteso di soppiatto, facendo lavorare i cugini, quasi di nascosto, anche al terzo fregio voluto dal Fava per la sua dimora.

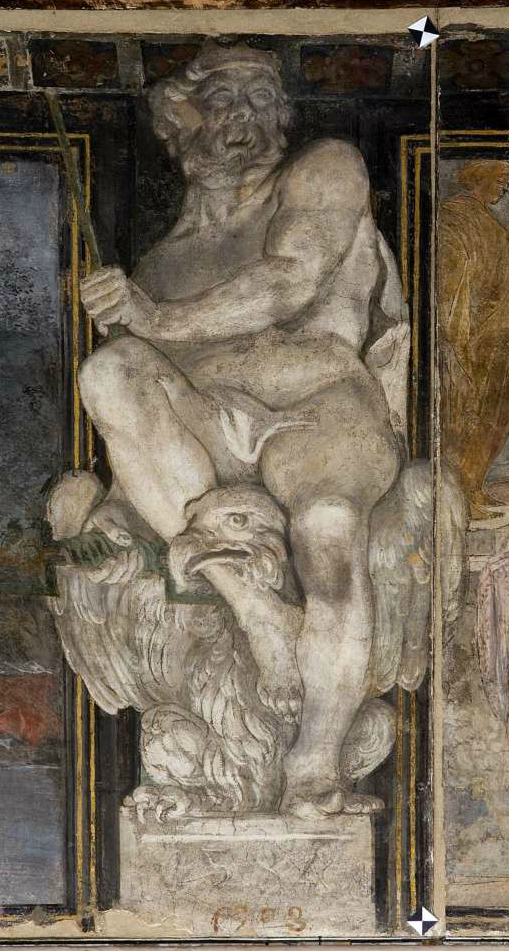
Giove, uno dei termini più notevoli del fregio dei Carracci

Diverso è il giudizio della critica moderna che nelle storie di Giasone e Medea scorge una rivoluzionaria rivisitazione del sistema decorativo a fregio così come si era sviluppato in precedenza a Bologna

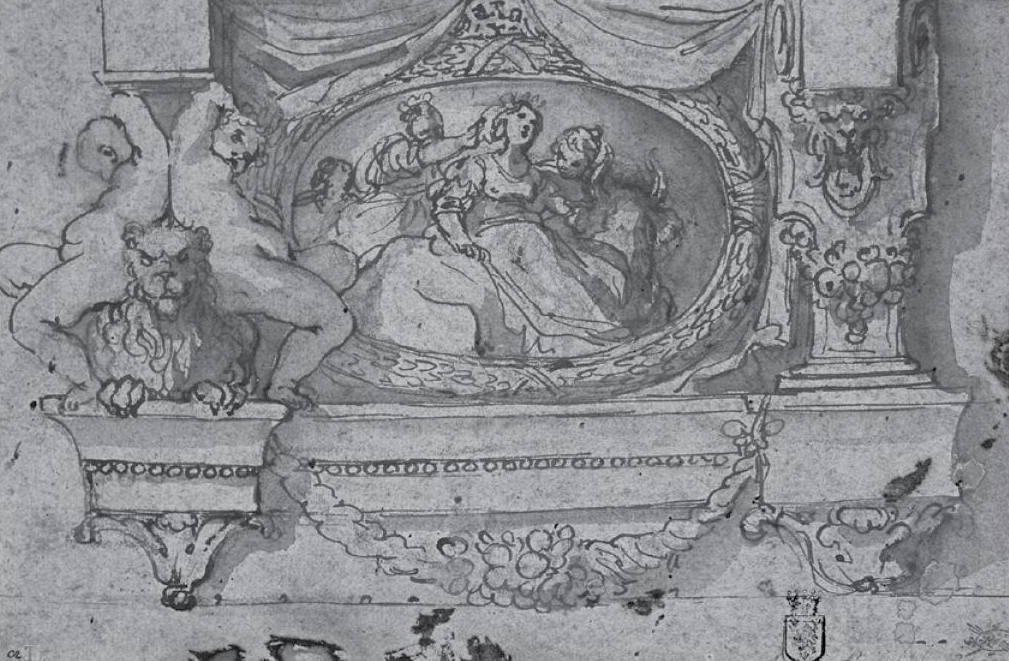
Annibale Carracci, Studio per il Camerino di Europa di Palazzo Fava, 1584 ca., collezione privata

Questa nuova impostazione si basa sulla netta distinzione tra gli elementi decorativi che inquadrano le scene (i termini) e le parti narrative del fregio. Nel ciclo del salone di Palazzo Fava, infatti, i termini, sono costituiti da finte sculture monocrome che stanno su un piano spaziale illusoriamente aggettante rispetto a quello delle storie degli Argonauti: nessuna confusione è possibile tra parti decorative e parti narrative, rendendo così la leggibilità del fregio chiara e ritmicamente scandita.
Allo stesso tempo la distinta spazialità dei termini consente loro di instaurare un altrettanto illusivo rapporto con l’architettura reale della sala: nulla di tutto questo è osservabile nei fregi bolognesi antecedenti.
Si tratta di nuove idee destinate ad essere riprese e ulteriormente sviluppate nella successiva impresa di Palazzo Magnani, dove i tre Carracci dipinsero un fregio con le Storie della fondazione di Roma – il loro capolavoro collettivo – e, per questa via, sono in parte ancora individuabili nella stessa Galleria Farnese, capolavoro di Annibale Carracci e pietra miliare della pittura barocca.
Secondo alcune prospettazioni critiche la paternità di questa nuova concezione decorativa potrebbe essere attribuita proprio ad Annibale, posto che essa si evince in nuce già nell'altro, coevo, fregio di Palazzo Fava – quello con le storie di Giove ed Europa – la cui ideazione, come sembra dedursi da alcuni disegni preparatori superstiti, spetterebbe proprio al più giovane dei Carracci.